# Historia del cristianismo en España

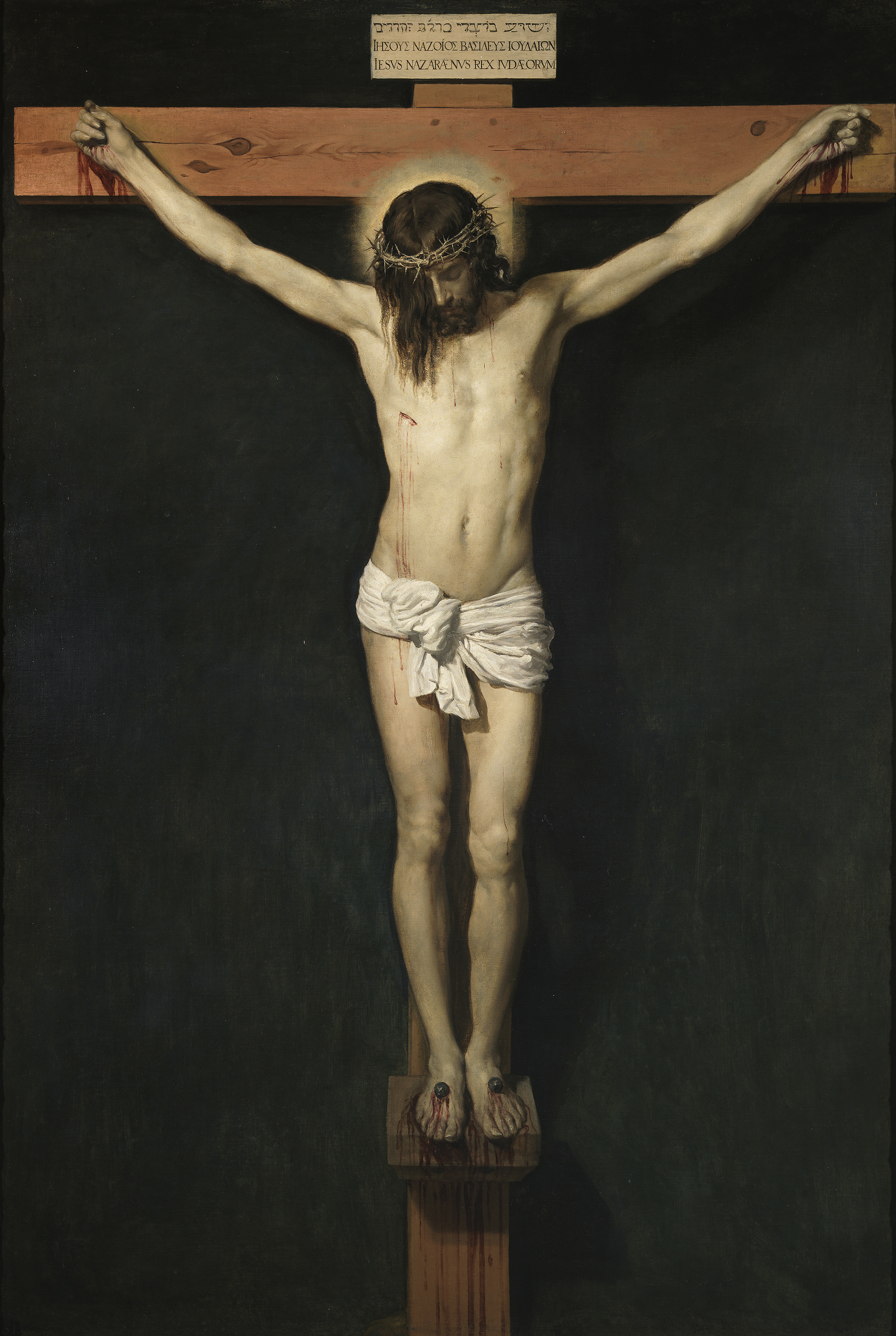
Cristo crucificado, de Velázquez.

El cristianismo en España tiene una larga historia: casi dos mil años, según la leyenda que remonta sus orígenes a la evangelización de la península ibérica, en el mismo siglo I, por el apóstol Santiago el Mayor (vinculado a las historias de la Virgen del Pilar de Zaragoza y del milagroso transporte de su cadáver hasta Compostela), y por San Pablo, cuyo viaje a Hispania es poco probable, pero de quien al menos consta su voluntad expresa de emprenderlo:

«Saldré para España, pasando por vuestra ciudad, y sé que mi ida ahí cuenta con la plena bendición de Cristo.»
 Epístola a los Romanos. 15,28

## Introducción
Tras haber sido impuesto como religión oficial en el último siglo del Imperio romano, el cristianismo sufrió las vicisitudes de una prolongada Edad Media, que comenzó experimentando la segregación entre el arrianismo que traían los invasores germánicos y el catolicismo de los hispanorromanos (hasta la conversión de Recaredo en 586), para pasar a enfrentarse con el Islam en la Reconquista, periodo que presenció tanto la tolerancia como los intentos de erradicación entre religiones alternativamente dominantes.
La conformación de los reinos que terminaron reuniéndose en la Monarquía Católica o Monarquía Hispánica del Antiguo Régimen se hizo en gran medida a través de la construcción de una personalidad fuertemente religiosa, representativa del dominio social del grupo que se identificaba a sí mismo con el concepto étnicamente excluyente de cristiano viejo, y que desembocó en lo que ha podido llamarse política de "máximo religioso" de los Reyes Católicos, incluyendo la creación de la Inquisición española, la expulsión de los judíos y el bautismo forzoso de los moriscos, así como una fuerte reforma institucional del clero, a cargo del cardenal Cisneros. La Iglesia española de la Edad Moderna fue desde entonces un mecanismo disciplinado y al servicio de la monarquía y los estamentos privilegiados, poco accesible a las innovaciones de la Reforma luterana, que solo alcanzó a círculos minoritarios (algunos, incluso con poca relación con el luteranismo, como los alumbrados), con lo que los conflictos religiosos de España no fueron comparables a los que desgarraron Francia, Inglaterra, Alemania o Hungría en esa misma época. España, garantizado el consenso interior en materia religiosa gracias al férreo control social, fue un firme bastión del catolicismo romano, que los reyes de la Casa de Austria reclamaban defender en sus guerras exteriores en Europa (frente a luteranos o anglicanos, aunque a veces llegaran a enfrentarse a la católica Francia o a los mismísimos Estados Pontificios), en el Mediterráneo (frente a los turcos) y en la colonización de América (justificada como evangelización, no sin reflexiones en contra, como la de Bartolomé de las Casas).
En cambio sí se produjeron fortísimos debates, como el que se dio en torno al erasmismo, vinculado a la resistencia a la modernización en las órdenes religiosas. Durante el siglo XVI se suscitó un movimiento reformista de carácter místico en el que se implicaron con no pocos enfrentamientos los carmelitas Santa Teresa de Jesús y San Juan de la Cruz; también en el contexto de la Contrarreforma fundó San Ignacio de Loyola la muy influyente Compañía de Jesús. La complaciente imagen de una España "más papista que el Papa", o "martillo de herejes, luz de Trento, espada de Roma", cuyas ciudades se disputaban la primacía en el fervor mariano (votos asuncionista y concepcionista), tuvo su caricatura en la Leyenda Negra que fijó el estereotipo del español como adusto, cruel, intolerante y supersticioso. La mayoritaria identificación de lo español con la versión más rancia del catolicismo, o la minoritaria resistencia a ello, empapó buena parte de la mentalidad y la literatura española: siglos más tarde, Valle Inclán plasmó en tres adjetivos el retrato de ese eterno y quijotesco hidalgo español, el Marqués de Bradomín como "feo, católico y sentimental". Con la caída del absolutismo y la abolición de la Inquisición en el siglo XIX se produce también la aparición de las primeras comunidades protestantes en España, que en principio son solo toleradas con severas restricciones para la práctica de su culto.
La crisis del Antiguo Régimen, rematado por la Guerra Carlista, destruyó las bases económicas y el monopolio ideológico e intelectual del clero, así como buena parte del consenso social existente hasta entonces, pudiéndose hablar a partir de la Edad Contemporánea de Dos Españas que tenían en la oposición anticlericalismo/catolicismo integrista una de las grietas separadoras que las condujeron a una Guerra Civil. Esta fue justificada como cruzada por el clero, víctima de una violentísima represión en la retaguardia republicana (que se ha llegado a calificar de persecución religiosa recordada desde el pontificado de Juan Pablo II con canonizaciones multitudinarias).
Para el primer franquismo, el nacionalcatolicismo fue una de sus principales señas de identidad, además de componer los "católicos" una de las familias en que Franco se apoyaba en el ejercicio de su poder. Tras el Concilio Vaticano II, la jerarquía católica aparece dividida entre una orientación progresista y otra conservadora (sin que esa diferencia, como la que también existe entre una orientación centralista y otra más cercana a los nacionalismos periféricos le impida mantener la unidad estrechamente coordinada y controlada desde el papado). Simultáneamente, las comunidades cristianas de base se alinean claramente con la oposición al franquismo. La Transición supuso la plena libertad religiosa según la Constitución de 1978, que no obstante reconoce la peculiar condición de la Iglesia católica, protegida en cuestiones relativas a la financiación y la enseñanza (conciertos educativos y asignatura de religión), lo que ha dado origen, ya en plena democracia, a algunos enfrentamientos con movilizaciones masivas. Otras cuestiones que separan a la Conferencia Episcopal de los sucesivos gobiernos han sido asuntos relacionados con la moral, como el divorcio, el aborto o el matrimonio igualitario.
No han sido tanto las conversiones sino la reciente incorporación a la sociedad española de numerosos contingentes de inmigrantes lo que ha ampliado la presencia de confesiones cristianas no católicas, sin conflictos significativos, además de aportar una numerosa población musulmana de más problemática integración. Pero el mayor desafío a la personalidad cristiana de España es la secularización de la sociedad, creciente desde el desarrollismo del franquismo final. Si son significativas las encuestas de práctica religiosa, el cambio social del último medio siglo ha sido mucho más determinante que la frase de Manuel Azaña en 1931: España ha dejado de ser católica. Sin embargo, la pervivencia de las tradicionales manifestaciones de religiosidad popular, vertebradoras de la identidad local de la práctica totalidad de los pueblos y regiones españolas, y de nuevas instituciones con presencia social decisiva (Cáritas, colegios religiosos, medios de comunicación como la COPE...) siguen haciendo del cristianismo, en su versión católica, un importante referente ideológico y social.

## Hispania romana

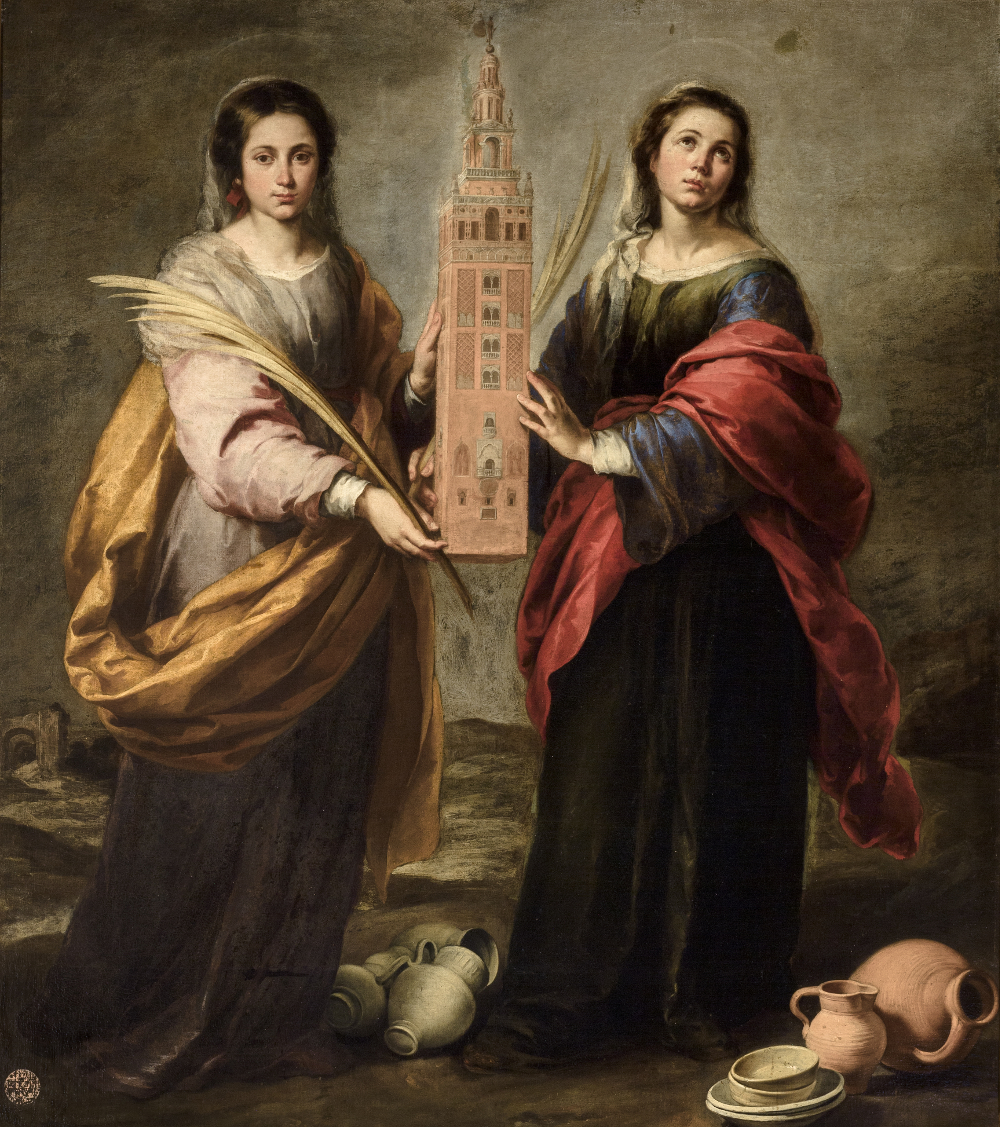
Santa Justa y Santa Rufina, de Murillo, sostienen la Giralda, como co-patronas de Sevilla.

### Tradiciones apostólicas
Son muy numerosas las tradiciones, más o menos legendarias, algunas recogidas por autores antiguos (San Clemente Romano, San Jerónimo, San Ireneo, Orígenes, Tertuliano...) que remontan a fechas muy antiguas la llegada del cristianismo a unos u otros lugares de la Península ibérica. Actualmente se las considera poco más que leyendas sin base, cuyo propósito habría sido legitimar la iglesia hispana con una mayor proximidad apostólica, en un afán por mantener su independencia frente a Roma. Las más importantes son:
- La predicación de Santiago el Mayor: una tradición tardía recogida por San Isidoro de Sevilla y Beato de Liébana, pero no por Gregorio de Tours o Venancio Fortunato, que se considera carente de cualquier base.
- La venida de Pablo de Tarso: La tradición recoge que Pablo desembarcó en Tarragona, y algunas fuentes recogen el nombre de los primeros conversos, dos mujeres: Xantipa, mujer del prefecto Probo, y la de su hermana Polixena. Las fuentes que refieren estos hechos han sido criticadas desde antiguo por los historiadores, como Marcelino Menéndez y Pelayo, que indica a Simón Metafraste (autor de poca fe), y el Menologio griego.[8] La persistencia de las referencias parece estar sustentada por la epístola a los romanos (año 58), donde Pablo comenta su deseo de ir a Hispania. Dado el prestigio del texto, muchos autores cristianos primitivos lo citan o glosan, añadiendo información de imposible comprobación (San Cirilo de Jerusalén, San Epifanio, San Jerónimo, San Juan Crisóstomo, Teodoreto y San Clemente de Roma en Canon Muratorio y Acta Pauli-).[9] No obstante, algunos autores indican que, en el caso de haberse producido, se limitó a un contacto con las comunidades judías.[10]
- Los siete varones apostólicos, que habrían sido enviados por San Pedro: Torcuato, Tesifonte, Indalecio, Segundo, Eufrasio, Cecilio y Hesiquio.[11] Entre ellos San Cecilio, que alguna fuente considera anacrónicamente como obispo de Granada, fue martirizado.[12] El destino de los demás pudo ser también el martirio, aunque en esto discrepan el Martirologio de Lyon y los Calendarios mozárabes, para los que son simplemente Doctores de la fe.[13] Resultado de la llegada de los siete varones a Acci (Guadix, Granada), sería la primera conversión completa de una ciudad, tras el hundimiento milagroso de un puente que los salvó de una persecución. También aquí habría sido una mujer noble la primera conversa: Luparia. Después de eso, los siete varones se dispersaron, quedando Torcuato en Acci, Segundo en Abula (Abla, Almería)o Abula Ávila (que tiene a San Segundo de patrón), Indalecio en Urci (Torre de Villaricos), Tesifonte en Vergi (Berja, Almería), Eufrasio en Iliturgis (Cuevas de Lituergo), Cecilio en Ilíberis (Elvira, Granada) y Hesiquio en Carcesi (Cieza, Murcia).[14] La identificación de esas localidades es muy insegura: según otras fuentes, Carcesi o Carcere es Cazorla (Jaén), Urci es Pechina (Almería) y Iliturgi Andújar (Jaén).[15][16]

### Origen africano
Aun aceptando la llegada de Pablo a la Península ibérica, la expansión del cristianismo primitivo en Hispania tiene estrechas relaciones con los soldados de la Legio VII Gemina y las comunidades cristianas de África, además de la influencia decisiva de la patrística oriental. Su vehículo de expansión sería el elemento militar, a través de la Vía de la Plata y sus interconexiones con Gallaecia y Caesaraugusta. Se han encontrado varios rasgos de influencia africana en el cristianismo español primitivo: el análisis filológico de los primeros documentos de la Iglesia (como las actas del Concilio de Elvira -Iliberis-); la arquitectura de las primeras basílicas; el elemento militar y origen africano de los primeros mártires hispanos; e incluso características de la propia liturgia.
Los testimonios más antiguos de la presencia del cristianismo en Hispania son los de Ireneo de Lyon, Tertuliano y la Carta LXVII de San Cipriano, obispo de Cartago (254, en plena persecución de Decio), en la que condenaba a los obispos libeláticos Basílides de Astorga y Marcial de Mérida.
Sea como fuere, de lo temprano y extenso de la cristianización, sobre todo en zonas urbanas, fueron muestra los mártires de las persecuciones de finales del siglo III y comienzos del siglo IV, como los Santos Niños Justo y Pastor, en Complutum (Alcalá de Henares) o Santa Justa y Santa Rufina en Sevilla; y concilios como el ya citado de Ilíberis (de fecha incierta, entre el 300 y el 324, en el primer caso sería anterior a la persecución de Diocleciano y en el segundo, posterior al Edicto de Milán de Constantino). En sus 81 cánones, todos disciplinares, se encuentra la ley eclesiástica más antigua concerniente al celibato del clero, la institución de las vírgenes consagradas (virgines Deo sacratae), referencias al uso de imágenes (de interpretación discutida), a las relaciones con paganos, judíos y herejes, etc. Posiblemente el primer martirio con constancia documental ocurrió el 21 de enero del año 259 en el anfiteatro de Tarraco (Tarragona), donde fueron quemados vivos el obispo Fructuoso, y los diáconos Augurio y Eulogio (persecución de Valeriano y Galieno).
Los cristianos hispanos tuvieron oportunidad de llegar a puestos de responsabilidad en la iglesia romana: la tradición reivindicada para su patronazgo sitúa en Huesca el lugar de nacimiento de San Lorenzo mártir (diácono romano muerto en 258); incluso un texto apócrifo atribuido a San Donato lo sitúa en Valencia, a donde habría hecho llegar el Santo Grial por orden del papa Sixto II.

### Triunfo del cristianismo y decadencia del Imperio
La instauración del cristianismo como religión oficial del Imperio con Teodosio, emperador de origen hispano, hizo que se extendiera en perjuicio de los cultos "paganos" como pasaron a denominarse. La cristianización de los templos, espacios sagrados y festividades de cultos anteriores produjo un sincretismo en el que pervivieron ritos y divinidades precristianas, sobre todo en la religiosidad popular, que a veces han podido rastrearse.
La crisis del siglo III produjo una ruralización de la sociedad y una retracción de las instituciones romanas urbanas, cuyo espacio es ocupado en buena medida por la institución episcopal. La atracción por la vida monástica en el campo tampoco es ajena de los intereses económicos de los latifundios y del emergente modo de producción feudal que sustituye al esclavista, sobre todo en el periodo siguiente a las invasiones. A partir de esos momentos, en medio de la descomposición del Imperio, se produjo la llegada a Hispania de distintas versiones del cristianismo: el arrianismo de suevos y visigodos y la aportación de una influencia migratoria de acceso más pacífico que llegó por una ruta tan insospechada como la atlántica (diócesis de Britonia, creada entre Asturias y Galicia por cristianos de Bretaña).

Credo in unum Deum, Patrem omnipotentem, factorem caeli et terrae, visibilium omnium et invisibilium;
Et in unum Dominum, Iesum Christum, filium Dei unigenitum, et ex Patre natum ante omnia saecula; Deum de Deo, Lumen de Lumine, Deum verum de Deo vero, genitum non factum, consubstantialem Patri, per quem omnia facta sunt
Symbolum Nicaenum, Credo definido en el Concilio de Nicea, presidido por Osio de Córdoba.

Entre la élite intelectual de la época final del Imperio, algunos hispanorromanos se cuentan entre los clásicos cristianos, como Osio (polemista contra Arrio y autor del Credo del Primer Concilio de Nicea, que presidió en 325) o Paulo Orosio (historiador agustinista y polemista contra Prisciliano). Este mismo Prisciliano, opuesto al papa Dámaso I (de origen hispano), abre la larga lista de heterodoxos españoles que estudió Marcelino Menéndez y Pelayo, como heresiarca del priscilianismo, condenado por los Concilios de Zaragoza (380) y de Burdeos, y posteriormente ejecutado (385), tras soportar uno de los primeros procesos con tortura, que puede considerarse precedente de la inquisición medieval.

## Pueblos germánicos

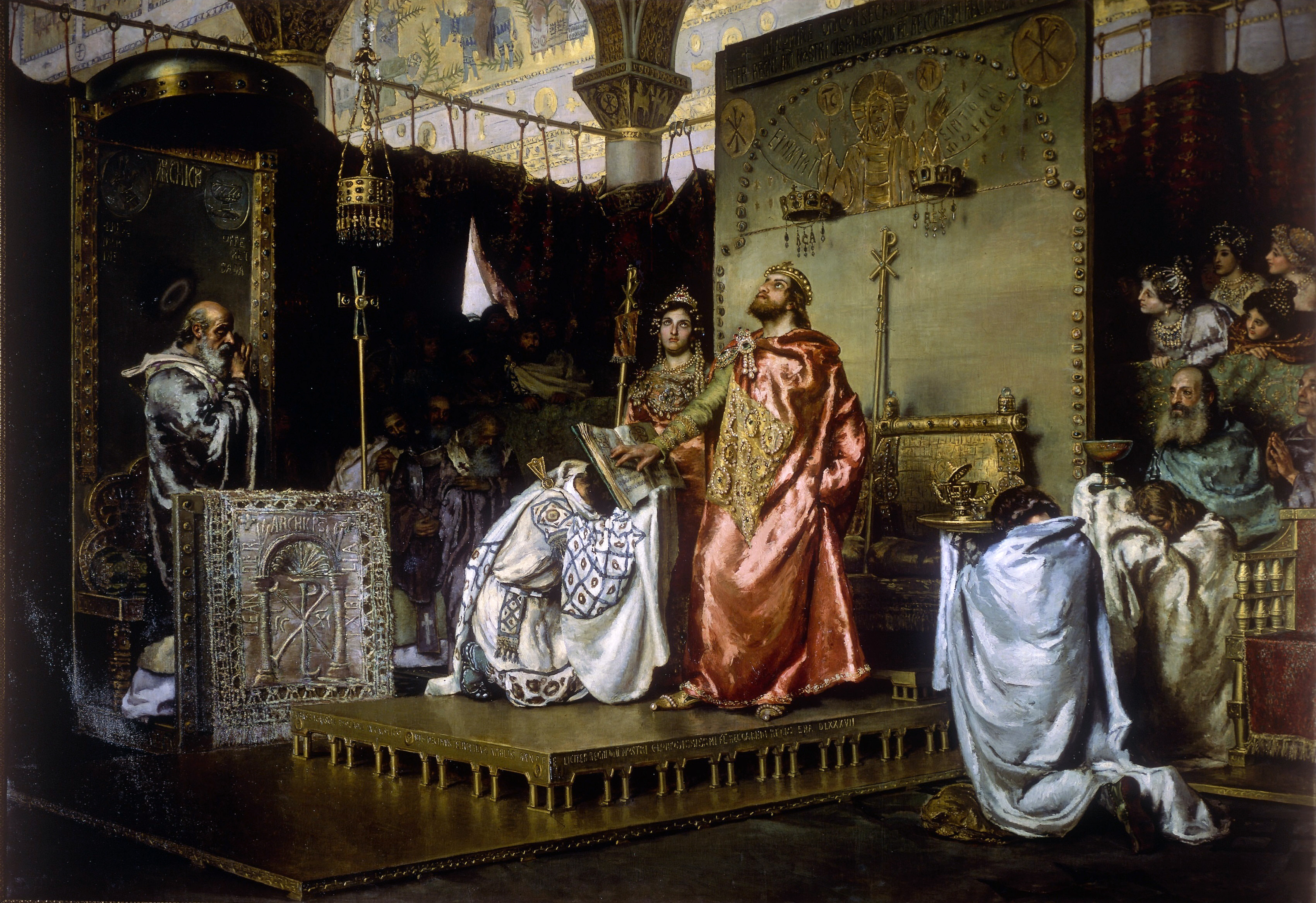
La Conversión de Recaredo, en una pintura histórica de Antonio Muñoz Degrain (1887).

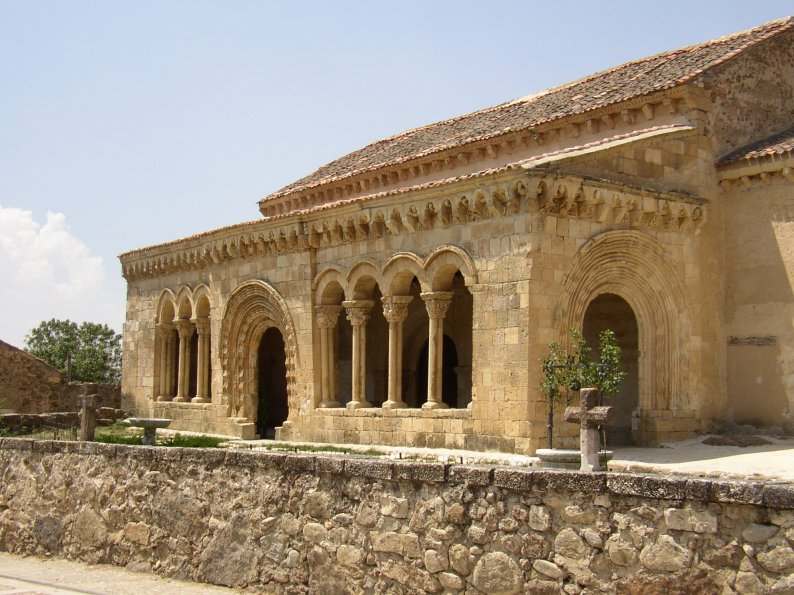
Pórtico de la iglesia de Sotosalbos (Segovia). Aunque es varios siglos posterior y su estilo arquitectónico es el románico, se observa la permanencia la forma originada por las funciones funeraria y penitencial que esta parte de la iglesia tenía en época visigoda.

La llegada de las invasiones germánicas del siglo V causó el fin del Imperio en Hispania y gran destrucción de vidas y propiedades, tanto civiles como eclesiásticas, además de contribuir en el plano teórico a la reflexión providencialista. Pero sobre todo influyó en el terreno religioso por la llegada de dos pueblos que se habían cristianizado en el arrianismo: los suevos, asentados en el noroeste, y los visigodos, principalmente en el centro de la península (con capital en Toledo). Ambos pueblos comenzaron con una estrategia religiosa de exclusión, aprovechando la circunstancia de las sutiles diferencias teológicas y rituales (unión hipostática, trinidad, bautismo por inmersión) para proscribir incluso los matrimonios mixtos (lo que garantizaba la segregación de los invasores, minorías dominantes, de los hispanorromanos, mayoría dominada). En ambos casos se producen tensiones internas que conducen a la adopción del catolicismo por la persona de los reyes, a los que siguen sus pueblos. En el caso de los visigodos, la muerte de San Hermenegildo por su padre Leovigildo, es seguida por la conversión de Recaredo (586). La iglesia será a partir de entonces protegida por la monarquía, lo que está en el origen de la recurrente imbricación de la Iglesia y el Estado en la Historia de España, aunque tenía su origen en la etapa constantiniana y fue recogida por otros pueblos germánicos, como los francos. Son buen ejemplo los Concilios de Toledo: eran convocados siempre por el rey, que abría las sesiones con su discurso y se ausentaba tras dejar el tomo regio que indicaba los temas a tratar (de carácter religioso pero también civil), y confirmaba los cánones con la promulgación de una ley (lex in confirmatione concilio) para darles valor civil. Acudían los obispos o sus representantes, pero también abades de monasterios y nobles del Aula Regia y Officium palatinum. Sin firmar las actas, asistían sacerdotes, diáconos y "seglares piadosos". También hubo concilios provinciales.
Destacaron a nivel europeo las figuras de San Ildefonso (obispo de Toledo, teórico de la mariología) San Isidoro (obispo de Sevilla, con una obra de pretensiones enciclopédicas -Etimologías-) y San Braulio (obispo de Zaragoza, que tuvo con el anterior una fecunda relación epistolar). La extensión del cristianismo se produce incluso en territorios donde su presencia no estaba aún muy desarrollada, como en las zonas apartadas de la cornisa cantábrica, a través de los eremitas.
Una amplia nómina de eclesiásticos de alta formación intelectual, como Leandro, Isidoro (hermano del anterior, y de los demás cuatro santos de Cartagena), Fructuoso de Braga o Juan de Bíclara, compusieron reglas monásticas, para organizar unas instituciones cada vez más numerosas en las zonas rurales que se adaptaban perfectamente a las condiciones económicas y las demandas sociales. El clero secular se institucionalizó jerárquicamente, con diócesis bien repartidas por los núcleos urbanos que salpicaban el territorio y con centro en Toledo. Los templos eran dotados con un terreno patrimonial que permitía la supervivencia del sacerdote: en la ley canónica para alimento (ad cibarium) se indicaba un recinto de setenta y dos pasos alrededor del atrio, que irá modificando su extensión y situación. En el II Concilio de Toledo ya se reflejaban algunos conflictos: Si algún clérigo se comprueba que se ha hecho algún guerto o alguna viña en las tierras de la Iglesia para su propia sustentación, poséalo hasta el día de su muerte... restituirá a la Iglesia lo que le pertenece y no lo dejará a ninguno de sus herederos. En el XII Concilio de Toledo, la prevención iba en el sentido de otorgar protección jurídica: que ninguno se atreva a sacar de allí a los que se refugiaron en la iglesia o están en ella, ni a causar ningún daño, mal o despojo a los que se encuentran en lugar sagrado, sino que se permitirá a aquellos que se refugian moverse libremente dentro de una distancia de treinta pasos, desde las puertas de la iglesia, dentro de los cuales treinta pasos, alrededor de cualquier iglesia, se guardará la debida reverencia. La liturgia, que puede denominarse hispánica mejor que visigoda, pervivirá en la mozárabe. Todo en conjunto hizo que la cultura hispanorromana perviviese, constituyendo una iglesia nacional con personalidad propia frente a la normativa que la curia romana terminaría por imponer en toda Europa Occidental.
En alguna cuestión la iglesia hispana tenía marcadas diferencias: por ejemplo, era muy rigurosa con la expiación de las culpas de los penitentes, que debía ser pública. Para ello participaban en una ceremonia especial de imposición de manos y se les impedía la asistencia a la misa (al igual que a las mujeres "impuras" cuarenta días después del parto y los catecúmenos), debiendo utilizar un espacio arquitectónicamente destacado en el exterior del templo y que también tenía uso funerario: el pórtico (que seguirá siendo una característica en el románico segoviano, por ejemplo) hasta una nueva ceremonia pública de "reconciliación", que exigía la máxima humillación y contrición. Dentro de la iglesia, tres espacios aparecían separados con barreras o canceles, la primera similar al iconostasio de la Iglesia oriental (aunque probablemente no se usaba como soporte de iconos) y que convertía la consagración en un ritual secreto ("misterio" o "arcano"). Las naves laterales permitían una circulación fluida de una gran parte de los asistentes (penitentes y catecúmenos) que escuchaban la lectura de los evangelios y, después de la epístola debían abandonar el recinto, donde quedaban los "católicos" (con pleno derecho de participar en los oficios religiosos).

Que el obispo y el levita comulguen delante del altar, el clero en el coro, y el pueblo fuera del coro
III Concilio de Toledo

Algunos diáconos llegan a tal soberbia que se anteponen a los presbíteros e intentan colocarse delante en el primer coro... por lo tanto, para que reconozcan que los presbíteros son superiores a ellos, tanto los unos como los otros, pertenezcan a uno y otro coro.
IV Concilio de Toledo

## Al-Ándalus y los reinos cristianos del norte

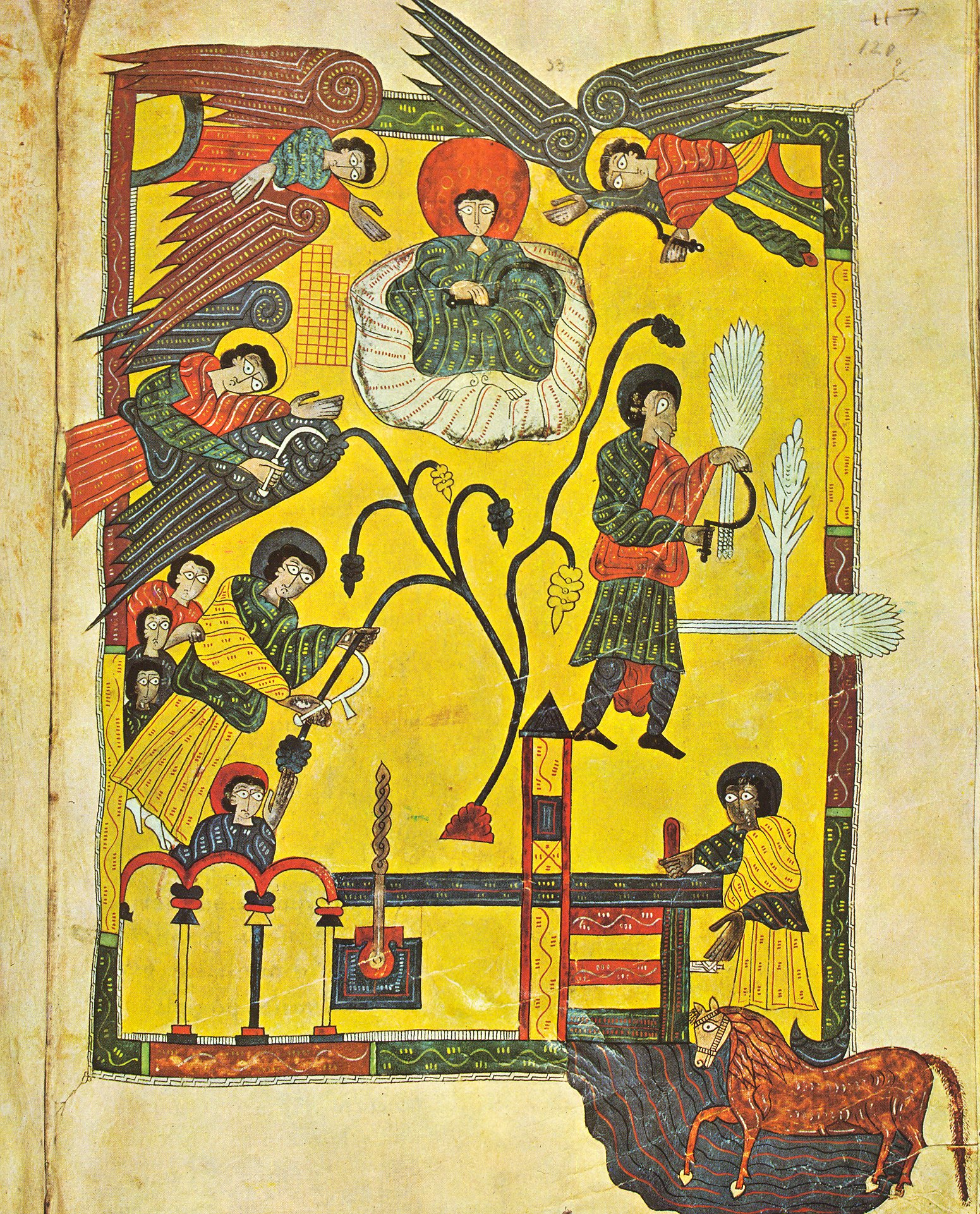
Ilustración del Beato del Escorial, uno de los ejemplares del escritorio de San Millán del comentario de Beato de Liébana al Apocalipsis.

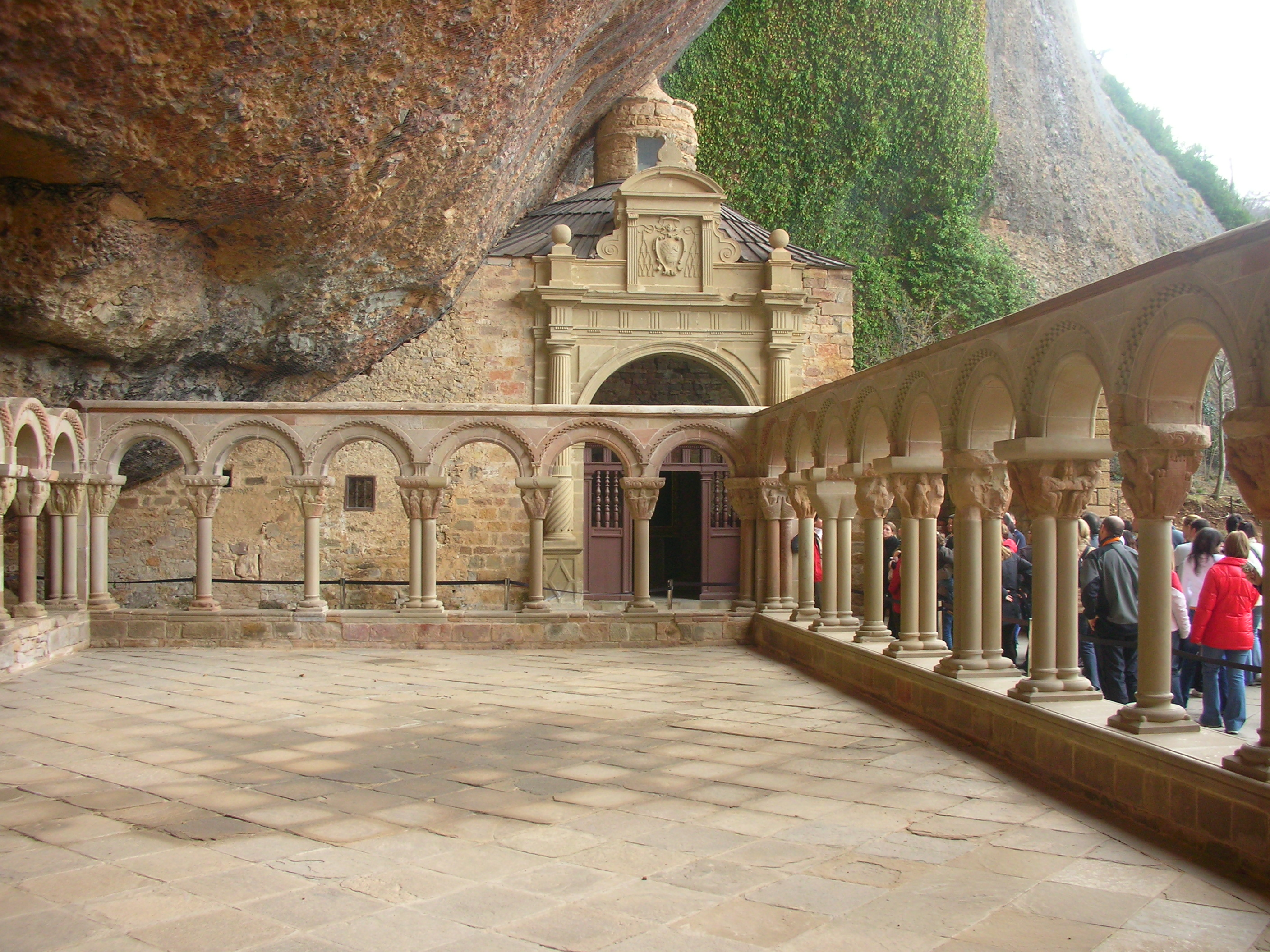
Claustro de San Juan de la Peña, Huesca. Los pequeños reinos cristianos reducidos a las montañas del norte en el se convierten en el en una fuerza más poderosa que los reinos taifas del sur, y la religión que representan se expande e impone.

### Cristianismo arrinconado
La sustitución de los visigodos por los musulmanes como minoría dominante en la mayor parte de la península ibérica a comienzos del siglo VIII no suprimió la religión cristiana. Los mozárabes conservaron sus iglesias (aunque las catedrales se convirtieron en mezquitas) e incluso el obispo metropolitano de Toledo continuó manteniendo su prelación sobre las sedes de los reinos independientes del norte en los primeros tiempos.
Esto cambió cuando los reyes de Asturias-León, que habían consolidado su autoridad sobre un territorio relativamente extenso, pusieron en práctica un ambicioso programa ideológico en el que la religión tenía un importante papel: al mismo tiempo que se justificaba la legitimidad de la monarquía por su "herencia gótica", se insistía en sus orígenes sobrenaturales (intervención de la Virgen de Covadonga en la batalla que supuso la creación del reino). Poco después se produjo el "descubrimiento" del sepulcro de Santiago, que dio comienzo a las peregrinaciones y al Camino de Santiago, al tiempo que se lograba el triunfo en la polémica teológica sobre el adopcionismo (quizá un intento sincrético entre catolicismo y arrianismo más conciliable con la concepción unitaria de dios en el Islam), en la que Beato de Liébana consiguió el apoyo de la cristiandad europea frente a los mozárabes de Toledo. Los núcleos pirenaicos (Navarra, Aragón y los condados catalanes) dependían más estrechamente del Imperio carolingio, tanto en el aspecto político (relaciones de vasallaje) como en cuestiones eclesiásticas.
Las instituciones eclesiásticas, especialmente las sedes episcopales restauradas —Lugo, Valpuesta, Seo de Urgel, Ausona (Vich)— o de nueva creación —Oviedo, Santiago—, y los monasterios, tuvieron un papel decisivo en las primeras etapas del movimiento repoblador —presuras en el norte de la Meseta del Duero y tierras al sur de la cordillera pirenaica—, gracias a lo cual la Iglesia se convirtió en la principal poseedora de tierras. Junto con ello, las instituciones eclesiásticas adquirieron funciones políticas e incluso militares similares a las de cualquier señorío laico, y una influencia si cabe mayor, dado que entre el clero se encontraban las únicas personas ilustradas de la época, capaces de leer y escribir documentos (habilidad que no se consideraba necesaria para los nobles, ni siquiera para los reyes). Entre los siglos VIII y X se fundaron cerca de un millar de monasterios en la estrecha franja cristiana del norte peninsular, muchos de ellos como patrimonio familiar de nobles (Sobrado, de los condes de Présaras) o dotes reales (San Juan de Aboño, San Salvador de Deva). Aunque en los reinos orientales la fiebre monástica fue cuantitativamente menor, no lo fue la importancia de las fundaciones, protegidas por reyes y condes (Monasterio de San Millán de Yuso, de San Juan de la Peña en Aragón, San Juan de las Abadesas y Santa María de Ripoll en Cataluña).
La inicial tolerancia de los emires hacia el cristianismo pasó por algunos altibajos, entre los que se encuentran en el siglo IX los martirios provocados de los llamados mártires de Córdoba, liderados por San Eulogio, que más bien fueron una reacción al debilitamiento del cristianismo en la mayor parte de España, cada vez más islamizada y arabizada. Las revueltas de mozárabes (Bobastro) fueron reprimidas sin contemplaciones, y muchos de ellos emigraron a los reinos del norte, que no se mantuvieron sin embargo libres de interferencias, sobre todo bajo el califato, desde Abderramán III hasta Almanzor, quienes realizaron expediciones de castigo en las que saquearon monasterios y catedrales, llevando a Córdoba rehenes (San Pelayo mártir), reliquias y objetos litúrgicos que darían origen a un extraño tráfico en los siglos siguientes.

### Cristianismo expansivo

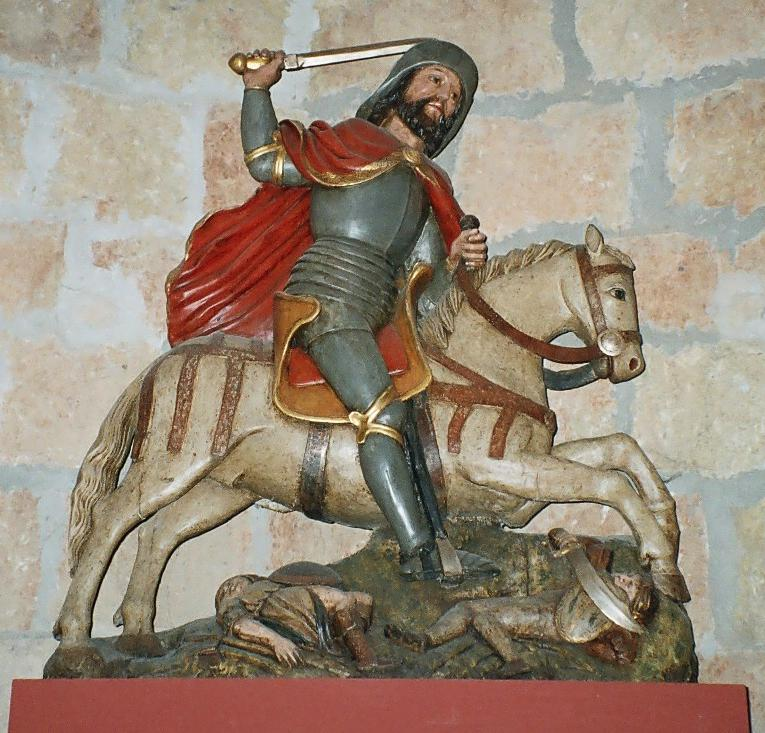
En la iconografía cristiana de España, Santiago, patrón de España, es a menudo representado como "Matamoros", en alusión a su supuesta intervención en la tal vez legendaria batalla de Clavijo (844).

A partir del siglo XI, la caída del califato, dividido en reinos de taifas, permitió que se consolidase la fortaleza de los reinos cristianos. En términos religiosos, ello tuvo como consecuencia la extensión de los benedictinos de la orden de Cluny, protegida por los reyes, que permitió el florecimiento del arte románico en la mitad norte peninsular; un siglo más tarde la orden del Císter tendría un papel similar en la difusión del gótico primitivo. Simultáneamente, el avance de la reconquista extendía cada vez más hacia el sur el área de influencia de estas nuevas ideas religiosas. Al tiempo que las casas reales emparentaban con la realeza europea (sobre todo con la Casa de Borgoña), fueron llegando clérigos franceses para ocupar las nuevas sedes reconquistadas, sobre todo en Castilla: (Bernardo de Cluny en Toledo, Bernardo de Agén en Sigüenza...)
El clero, convertido en una estructura jerarquizada siguiendo la cadena del vasallaje, funcionaba como un estamento privilegiado paralelo a la nobleza, con la que mantenía vínculos inseparables. Los hijos segundones de las casas nobles, tanto varones como mujeres, estaban destinados a formar parte del alto clero: bien al clero secular (obispos, canónigos, arciprestes y titulares de beneficios eclesiásticos), bien al regular (abades y abadesas, monjes y monjas). El bajo clero, de aún más escasa formación, estaba nutrido por los numerosos curas de las parroquias menos favorecidas y los hermanos legos de los monasterios. Los obispos y las fundaciones monásticas eran una fuerza política trascendental en los reinos cristianos, apoyados en sus inmensas rentas (basadas en el diezmo) y dominios territoriales). Por ejemplo: el obispo Gelmírez en Santiago de Compostela (percibía además el voto de Santiago), el abad Oliba (de Monasterio de Ripoll y Cuixá, a la vez que obispo de Vich), el monasterio de las Huelgas en el reino de Castilla o el monasterio de Poblet en Cataluña.
Los tres votos del clero regular, además de por su valor espiritual, tuvieron tanto éxito por su adecuación a la estructura económica y social del feudalismo: la pobreza no impedía a muchos clérigos vivir de forma opulenta, pero sí disputar a sus hermanos mayores la herencia de los bienes y títulos familiares, en tanto que la castidad, aunque no evitaba que se tuviesen relaciones sexuales, garantizaba que, de tener hijos, estos serían ilegítimos y por tanto tampoco podrían disputarla. La obediencia mantuvo la cohesión interna de las fundaciones monásticas y diócesis no sin conflictos, a veces violentos y coincidentes con los enfrentamientos civiles. Uno de los motivos de las recurrentes reformas monásticas era el abandono del ideal de vida ascética propuesto por las reglas originales.
La conquista de Toledo en 1086 significó la llegada de los reyes cristianos a territorios en los que la población era muy diversa: judíos, mudéjares y mozárabes (cuyos ritos, de origen visigodo, se mantuvieron distintos a los romanos impuestos desde hacía tiempo en el norte), a los que se añadían repobladores del norte de la península e incluso de fuera de ella (francos). La convivencia no siempre fue tolerante, ni siquiera entre los cristianos: la presión hacia los mozárabes significó que en poco tiempo se realizaron grandes transferencias de propiedad, en muchos casos hacia la Iglesia. La archidiócesis de Toledo se convirtió con el tiempo en la más rica de la cristiandad después de la propia sede papal.
Simultáneamente, las invasiones de almorávides y almohades significaron episodios de intolerancia religiosa en la España musulmana, dándose los últimos grandes movimientos de población mozárabe, sobre todo al valle del Ebro recién reconquistado por el reino de Aragón (Alfonso I el batallador). También hubo una importante emigración de comunidades judías que se asentaron en los reinos cristianos.

## Baja Edad Media

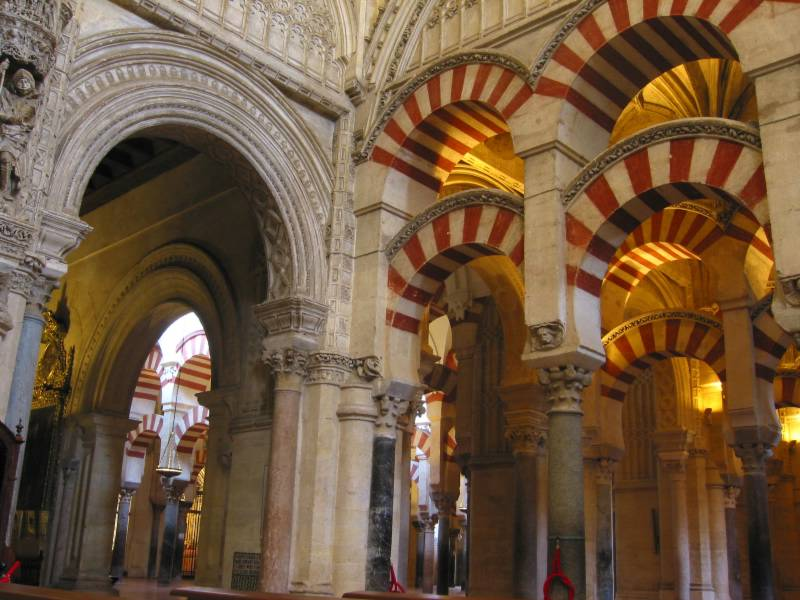
La catedral de Córdoba, integrada en las naves de la mezquita musulmana, a su vez construida sobre la basílica visigoda de San Vicente.

Tras la batalla de las Navas de Tolosa (1212), uno de los pocos momentos de la Reconquista en que hay una intervención militar europea con explícito tratamiento de Cruzada por el papado, se produce la conquista de las taifas del Valle del Guadalquivir, Murcia, Valencia y Mallorca. Los cuatro reinos cristianos peninsulares se estabilizan territorialmente, en algunas zonas sobre importantes minorías no cristianas. Fernando III se titulará rey de las tres religiones y su hijo Alfonso X incluirá en su tumba un epitafio cuadrilingüe en caracteres latinos (castellano y latín), árabes y hebreos; lo que no ha de imaginarse como un síntoma de buena convivencia: la rebelión de los mudéjares (1260) es prueba de lo contrario. La tolerancia religiosa que permite incluso la más fructífera de las colaboraciones (escuela de traductores de Toledo de Alfonso X) no oculta que es una concesión desde la más clara imposición del cristianismo como religión de la "casta" dominante, cada vez más orgullosa y excluyente, siendo las demás "toleradas" en cuanto subordinadas. Incluso los intentos de acercamiento, como el de Ramon Llull, lo son con propósito proselitista, más que con un simple deseo de conocimiento del otro.
El siglo XIII expande la fiebre constructiva religiosa, con las impresionantes catedrales góticas que sustituyen a las románicas o se levantan sobre las mezquitas conquistadas restaurando las diócesis romano-visigodas: Oviedo, León, Palencia, Burgos, Toledo, Cuenca... en la Corona de Castilla; Zaragoza, Gerona, Lérida, Barcelona, Tarragona, Valencia, Orihuela, Palma de Mallorca... en la de Aragón). Lo propio ocurre en Portugal. Navarra quedó excluida del avance territorial. Los edificios de las catedrales de Segovia, Murcia, Córdoba, Sevilla y Nueva de Salamanca fueron reconstruidos a finales de la Edad Media o a comienzos de la Moderna, así como la de Granada, de nueva construcción, con lo que sus estilos son más recientes. En cambio, la de Teruel, contemporánea a las anteriores, es de arte mudéjar.

### Órdenes religiosas
Además de los benedictinos (cistercienses y cluniacenses), la Baja Edad Media presencia un florecimiento de órdenes religiosas de muy distinta naturaleza

#### Militares y redentoras
Las Cruzadas ocasionaron la extensión en Europa Occidental de la Orden del Santo Sepulcro de Jerusalén, Orden del Hospital (llamada de Malta o de San Juan) y la del Temple, que con su violenta supresión como consecuencia del enfrentamiento con el rey de Francia provocó el nacimiento de nuevas órdenes militares: las de Santiago, Alcántara y Calatrava en la Corona de Castilla; y la Orden de Montesa en Aragón. Estas órdenes tendrían un papel decisivo en la reconquista y repoblación de la Meseta Sur (actuales Extremadura y Castilla-La Mancha), y el Maestrazgo aragonés y valenciano. Hubo una orden orientada a la defensa naval de Castilla, la Orden de Santa María de España u Orden de la Estrella, con base en Cartagena, pero tras varios fracasos militares fue disuelta e incorporada a la de Santiago.
Órdenes redentoras de cautivos fueron los trinitarios y mercedarios, esta última nacida en Cataluña (San Pedro Nolasco, San Pedro Armengol y San Ramón Nonato).

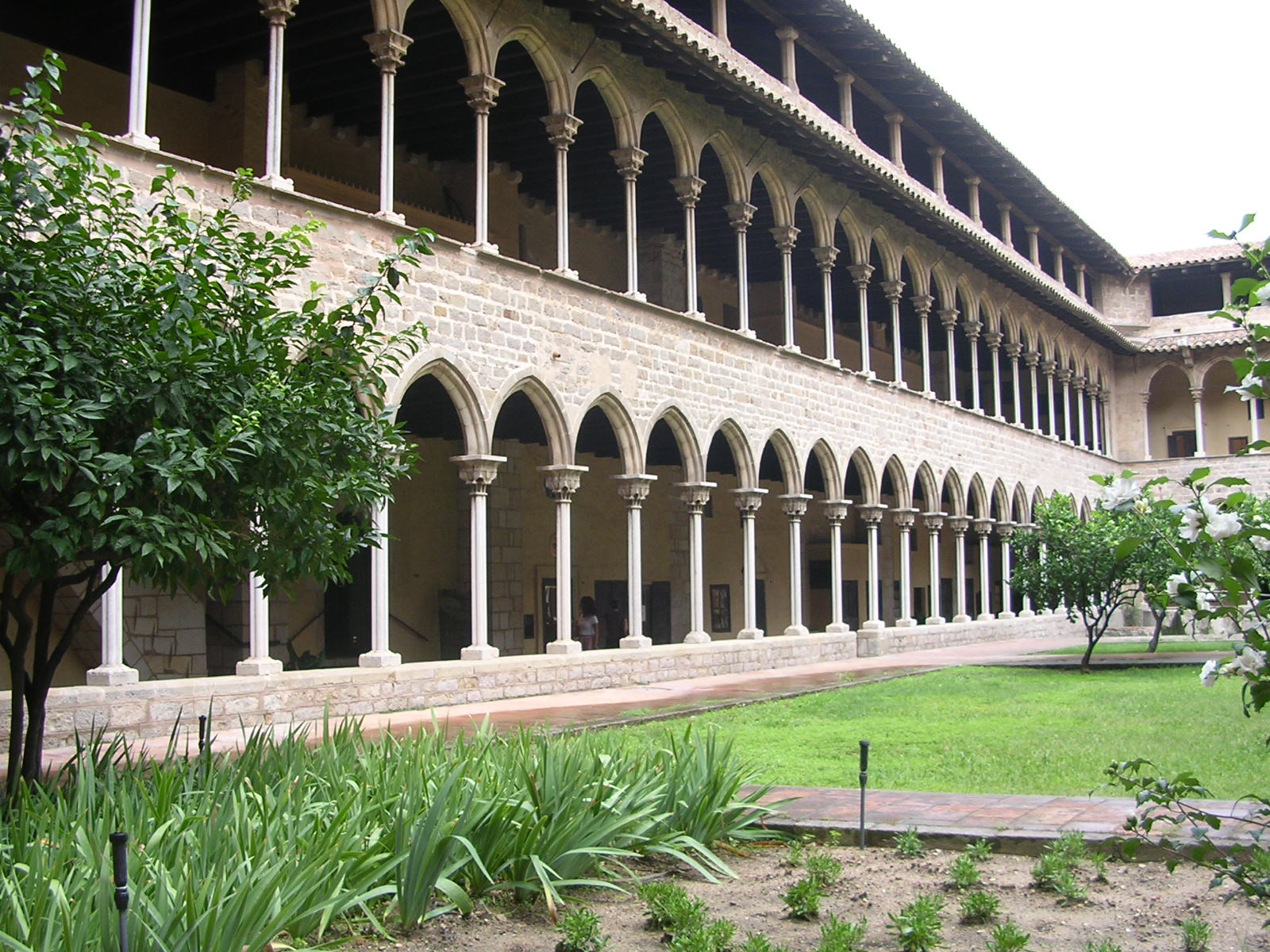
Claustro de Santa María de Pedralbes, construido para una comunidad de clarisas.

#### Órdenes mendicantes
El desafío de las herejías urbanas, que denunciaban la riqueza de la iglesia y su contradicción con la pobreza evangélica, supuso una convulsión en los siglos XI al XIII. Los albigenses fueron particularmente importantes en los territorios ultrapirenaicos de interés para la corona de Aragón (que los perdió intentando defenderlos en la batalla de Muret). En los territorios peninsulares no hubo una dimensión semejante del fenómeno. La vida monástica tradicional no se adecuaba a las exigencias de la respuesta a ese desafío, que llevó al éxito un nuevo tipo de orden religiosa: las órdenes mendicantes. Las dos principales fueron los dominicos y los franciscanos. Estas exigencias a las que respondían eran: la visualización de su presencia ejemplarizante, el combate dialéctico (con decisiva presencia en las nuevas universidades), e incluso la imposición física (los tribunales de la Inquisición). Incluso hubo cambios en el uso de los espacios arquitectónicos: mientras que los edificios de las comunidades benedictinas estaban casi cerrados a los laicos, las órdenes mendicantes ofrecían una mayor apertura, lo que se traducía en el templo a restringirse a un espacio limitado, un pequeño coro tras el altar para el rezo de las horas canónicas.

##### Dominicos
Santo Domingo de Guzmán, castellano, fue el fundador de los dominicos, bajo el nombre de Orden de Predicadores. Preocupación personal suya fue también la extensión de la devoción mariana a través del rezo del rosario. Conventos importantes de esta orden fueron San Esteban de Salamanca, San Pablo de Valladolid o de Sevilla, y Santo Domingo de Madrid o de Valencia; también fuera de ciudades importantes, como Santa María la Real de Nieva (Segovia). En la Corona de Aragón destacó la actividad de San Raimundo de Peñafort, tercer maestro general de la Orden, que introdujo la inquisición y apoyó a Pedro Nolasco en la fundación de los mercedarios.

##### Franciscanos
La extensión de los franciscanos, cuya forma de entender la vida conventual estuvo muy presente en la sociedad y adaptada a la realidad urbana, les hizo alcanzar una gran popularidad, y una gran atracción de recursos y vocaciones, entre las que se incluyen personalidades destacadas, como Ramon Llull, Fray Antonio de Marchena (que acogió a Colón en el Monasterio de La Rábida), y algunos reyes. Son importantes conventos como San Francisco de Teruel (uno de los primeros en fundarse), Santa Clara de Palencia, el de clarisas de Pedralbes (Barcelona, fundada por Elisenda de Montcada) y San Francisco de Palma. El propio San Francisco de Asís estuvo en España en 1217, fundando el convento de Rocaforte (Sangüesa, Navarra) en su peregrinación a Santiago. La división original entre terciarios, clarisas y frailes menores, fue aumentada con la confusión de diversos enfrentamientos, que terminaron dibujando una agrupación en capuchinos, conventuales y observantes.

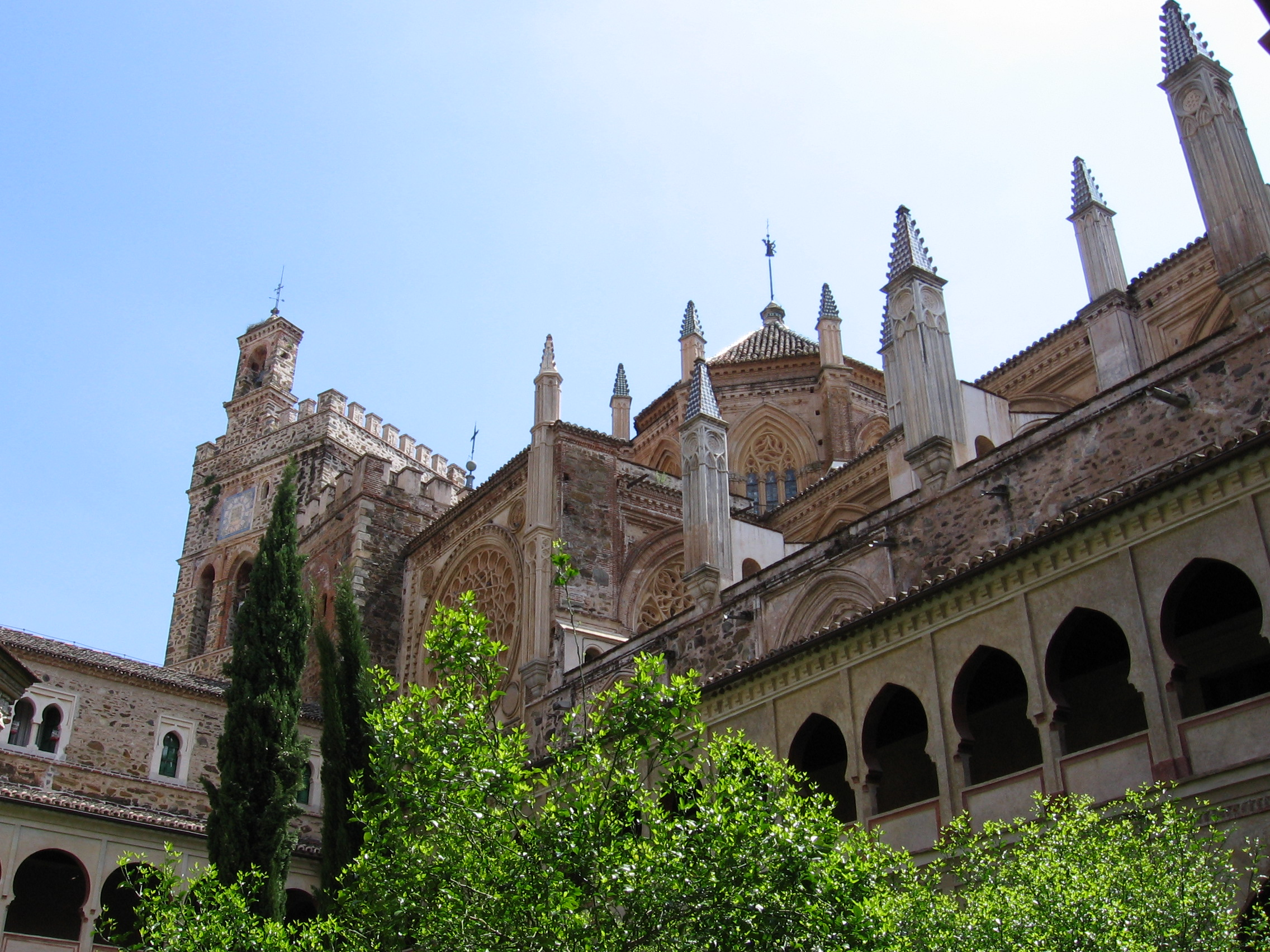
Monasterio de Guadalupe.

#### Otras órdenes religiosas

##### Premostratenses
Los premostratenses (mostenses o norbertinos) tuvieron su principal establecimiento en el Monasterio de Santa María la Real (Aguilar de Campoo), desde 1169. Las primeras fundaciones habían sido Santa María de Retuerta (1146) y Santa María de La Vid; y posteriormente Bujedo, San Pelayo de Cerrato o Santa Cruz de Ribas, todos ellos en Castilla. Desde el siglo XIV mantuvieron una red de hospitales en el Camino de Santiago. En la Corona de Aragón hubo fundaciones en Nuestra Señora de la Alegría (Benabarre, Aragón), Bellpuig de las Avellanas (Cataluña), Bellpuig (en Artá, Mallorca), etc.

##### Cartujos
Los cartujos se instalan desde 1163 en Scala Dei, cerca de Poblet, y algo más tarde en el reino de Valencia Porta Coeli y Vall de Crist, donde Bernardo Fontova elaboró un Tratado espiritual de las tres vías, purgativa, iluminativa y unitiva, de gran influencia en la ascética y mística española. Otras fundaciones en la Corona de Aragón fueron Benifasar y Vallparadís. La de Aula Dei (Zaragoza) es ya del siglo XVI. También se extendieron por Castilla: Cartuja de El Paular (Sierra de Guadarrama, 1390), Cartuja de Miraflores (Burgos, 1441), Sevilla, Jerez, Granada (proyectada desde 1506), etc.

##### Jerónimos
La Orden de San Jerónimo aparece en el siglo XIV a partir del retiro como ermitaños de Fernando Yáñez de Figueroa, canónigo de Toledo, y el caballero Pedro Fernández Pecha, y reúnen grupos de ermitaños del centro de Castilla promovidos por el franciscano terciario italiano Tomás Succio. Las más importantes fundaciones fueron los monasterios de Lupiana (Guadalajara), El Parral (Segovia), Guadalupe y Yuste (ambos en Cáceres). También se implantaron en Cataluña: Murtra y Valle de Hebrón (Barcelona). Guadalupe (1389), Santa Catalina de Talavera (1397) y ya en la Edad Moderna San Lorenzo de El Escorial fueron los tres monasterios más ricos de esta elitista orden.

### Seglares de vida ascética
Hubo en Valencia desde el siglo XIV una comunidad de beguinas (beaterios de seglares que hacen vida ascética en común aunque no entran propiamente en religión, es decir, en el clero regular, y pueden salir libremente de su comunidad para casarse), a las que no afectó la supresión de Juan XXIII (antipapa) (no el homónimo del siglo XX, sino el considerado antipapa durante el Cisma de Occidente), por la bula Cum inter nonnulos, centrada en las comunidades de beguinos y franciscanos espirituales de Europa Septentrional. En el habla popular, el nombre de beguina pasó a ser sinónimo de beata, y aplicado a cualquier persona con inclinaciones ascéticas. Arnau de Villanova realizó una encendida defensa de beguinos y beguinas ante los reyes Jaime II de Aragón y Federico III de Sicilia, escribiendo el tratado Raonament d'Avinyó en defensa de las prácticas penitencia entre seglares. Se ha planteado su posible relación con el posterior movimiento de los alumbrados.

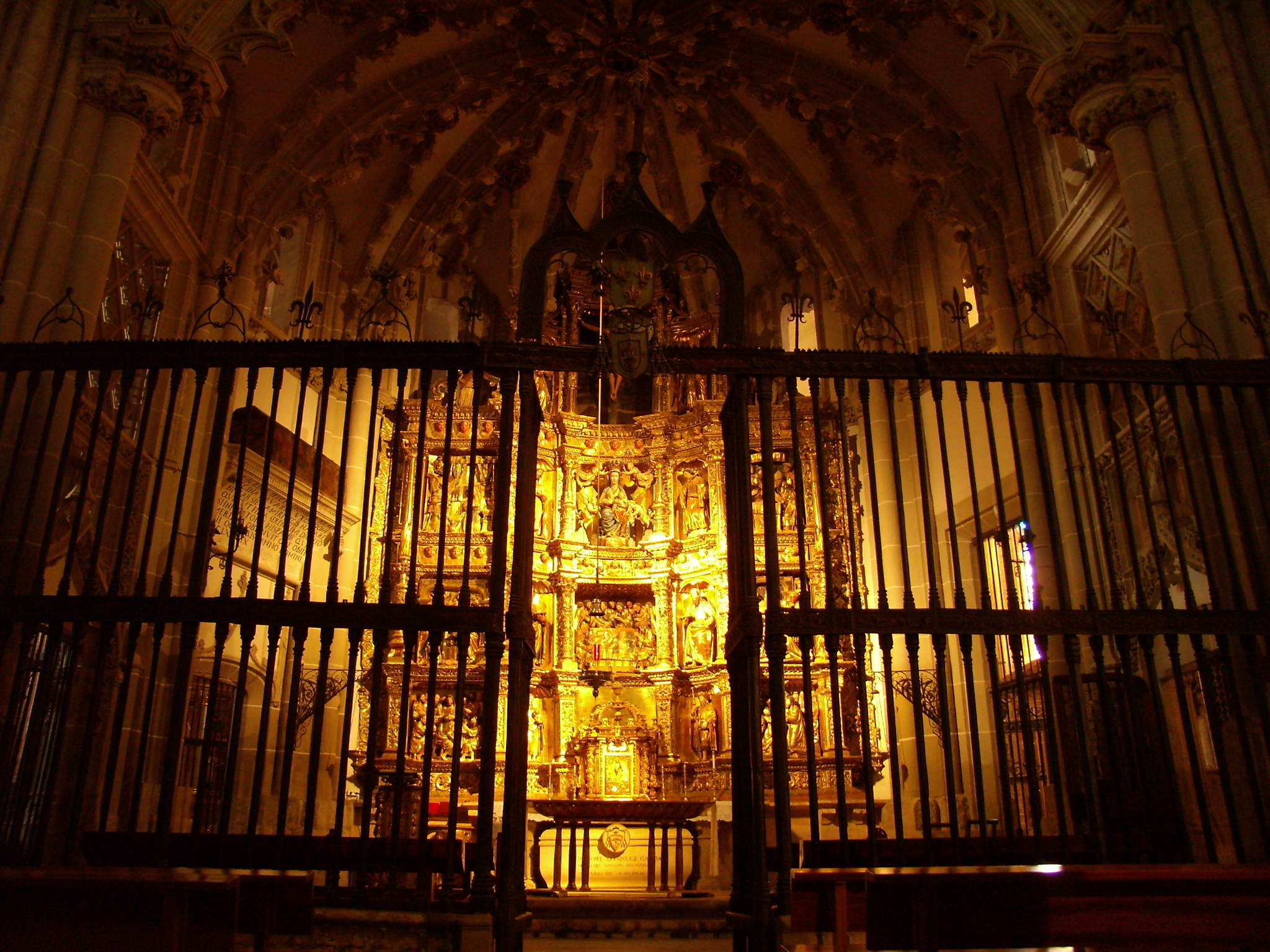
Capilla del Sagrario, catedral de Palencia.

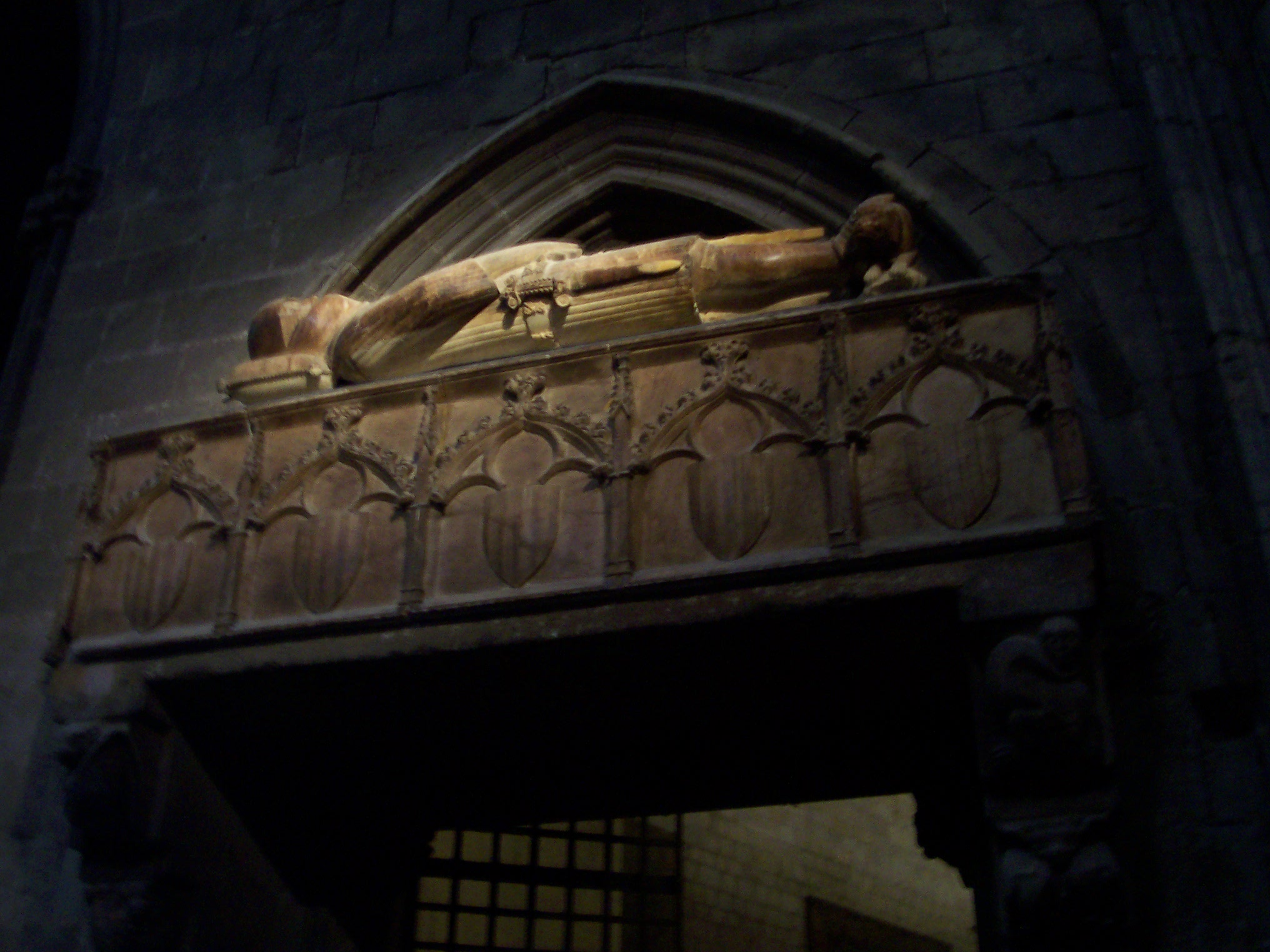
Sepulcro de Ramón Berenguer II, catedral de Gerona.

### Diezmo
El clero secular añadió a su base de propiedades territoriales e inmuebles un recurso económico que representaba un porcentaje altísimo del excedente productivo: el diezmo, que pasa de ser de cobro esporádico y voluntario a hacerse general en el siglo XII y formalmente obligatorio desde el IV Concilio Lateranense, aunque solo con la colaboración de la monarquía (Alfonso X el Sabio en Castilla y León) pudo hacerse efectivo. Se distribuía en un principio en tres tercios: el pontifical (al obispo) el parroquial (al sacerdote) y el de fábrica (a la construcción y mantenimiento del edificio de la iglesia). La hacienda real consiguió detraer para sí las dos terceras partes del tercio de fábrica (Tercias Reales).

### Capillas
Las capillas de uso funerario y piadoso de familias nobles, clérigos y corporaciones se multiplicaron en las iglesias, a medida que la demanda social cubría con creces las posibilidades técnicas que ofrecía la arquitectura gótica. Los templos pasaron de tenerlas solo en la cabecera a cubrir toda la extensión de sus muros articulados con capillas perimetrales. Su alto precio aseguraba recursos que mantenían la fiebre constructiva. Si bien en un principio las capillas regularizadas se mantuvieron, la presión de clérigos y nobles poderosos consiguió desalojar las capillas ya existentes a su conveniencia (por ejemplo, primero el cardenal Gil de Albornoz y luego el valido Álvaro de Luna se apropiaron de las capillas de la girola de la catedral de Toledo) Algunas alcanzaron dimensiones verdaderamente extraordinarias (como las citadas, o la Capilla del Condestable de la Catedral de Burgos). La finalidad de esta apropiación de espacios dentro de los templos era claramente obtener prestigio social, y se intentó frenar con multitud de normas, sistemáticamente incumplidas

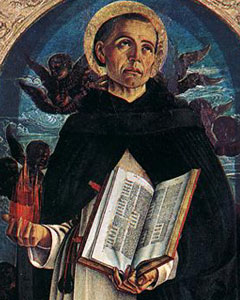
San Vicente Ferrer, detalle del tríptico de Giovanni Bellini.

Eso mismo decimos de aquellos que facen las sepolturas mucho altas o las pintan tanto que semejan más altares que monimentos, o otras sobejanías que se facen más a placer e a voluntad de los vivos, que non á pro nin á bien de los finados. Otro tal es de los que cubren las fuesas con manteles, et ponen hi pan e vino et otras viandas para dar á pobres, ca maguer lo facen como en razón de alimosna, la manera es tan mala en que se faz, que non tiene pro al vivo, e face daño al muerto por quien es fecho
Primera Partida, Ley XCVIII, título V

### Convivencia con los judíos y el problema converso
La existencia de una población judía se conocía desde época romana y visigoda, pero aumentó notablemente hasta constituir cientos de miles a mediados del siglo XIV. El antisemitismo funcionó eficazmente al aportar un cómodo chivo expiatorio de las tensiones sociales producidas por la crisis del siglo XIV. Las predicaciones antisemitas del arcediano de Écija Ferrán Martínez actuaron como desencadenante de una energía social contenida que estalló en los pogromos de 1391. Lo mismo puede decirse de las de San Vicente Ferrer, que también ejerció un papel político fundamental en el Compromiso de Caspe. Las conversiones masivas que se habían producido a finales del siglo XIV llevaron a la presencia de un numeroso colectivo de conversos o cristianos nuevos, cuya prosperidad económica y social —ya no obstaculizada por la diferencia religiosa— no dejó de observarse y plantear un hondo resentimiento en los que se sentían superiores por su condición de cristiano viejo.
Esos extendidos sentimientos, convenientemente manipulados por Pedro Sarmiento en Toledo en 1442, condujeron a una revuelta en la que se implicaron de forma decisiva los canónigos cristiano-viejos de la catedral, en contra de los canónigos cristiano-nuevos. La redacción por parte de los ideólogos de la revuelta de un documento (el primer estatuto de limpieza de sangre), que impedía a los cristianos nuevos la entrada en el regimiento de la ciudad, el cabildo catedralicio o cualquier otro cargo público, fue imitada con entusiasmo por toda Castilla. Sus opositores llegaron hasta el papa, que les dio la razón, pero el movimiento social era imparable. La sospecha de criptojudaísmo e incluso la imaginación de prácticas sacrílegas y aberrantes (presunto crimen del Santo Niño de la Guardia) excitaba la imaginación popular y alimentaba el denominado "problema converso", que no acabó ni con la institución de la moderna Inquisición (1478) ni con la expulsión de los judíos de España (1492).
Un caso particular fueron los judíos mallorquines, forzados a convertirse (1435) y sometidos al control de la Inquisición (1478), que mantuvieron una religiosidad problemática incluso después de intensificarse la represión en el siglo XVII, cuando se originó una fortísima estigmatización y segregación de su comunidad, que se sigue conociendo en la actualidad con el nombre de chuetas.

### Crisis bajomedieval
La crisis del siglo XIV produjo una notable presión sobre los recursos económicos del clero, dejando en evidencia la subordinación de su justificación espiritual a su función estamental de defensa de los privilegiados y su dominio social. El penoso espectáculo del Cisma de Occidente —que llegó a traer la sede pontificia a Peñíscola, entre excomuniones cruzadas que devaluaron la eficacia de tan terrible castigo y el prestigio papal— evidenció más aún la necesidad de lo que se demostró inevitable en el siglo siguiente: una reforma que adaptara las instituciones eclesiásticas a la nueva realidad urbana, en la que la presencia de una minoría culta, formada en las universidades, ya no era escasa, y las monarquías autoritarias estaban en proceso de construcción.
Fue a partir de entonces cuando la presencia de clérigos de origen hispano en la curia romana empezó a ser significativa, y en algunos casos trascendental, como los cardenales castellanos Juan de Cervantes, Juan de Torquemada y Gil de Albornoz o el aragonés Pedro Martínez de Luna (que llegó a ser papa con el nombre de Benedicto XIII -antipapa para sus adversarios- durante el cisma, 1394-1423), los dos últimos de la familia aragonesa Luna (durante el cuestionado pontificado de este último papa de Aviñón, el papel de los clérigos hispanos -como Francesc Eiximenis- se vio lógicamente impulsado); y la poderosísima familia Borja (valenciano-aragonesa, italizizada como Borgia), que llegó en dos ocasiones al papado (Calixto III, 1455-1458, y Alejandro VI, 1492-1503). Previamente (1276-1277), el portugués Pedro Julião había sido elegido papa con el nombre de Juan XXI (y a veces se le identifica con el enigmático lógico Petrus Hispanus). En el concilio de Basilea tuvo una destacada actividad Juan de Segovia, uno de los más importantes conciliaristas.
El papel de la iglesia en la crisis bajomedieval, y su relación con monarquía, nobleza y ciudades, convirtió al clero en unas de las más importantes instituciones españolas del Antiguo Régimen, fijando su función económica, social y política para los siglos siguientes.

## Edad Moderna
- En esto veo, Melibea, la grandeza de Dios.
- ¿En qué, Calisto?
La Celestina

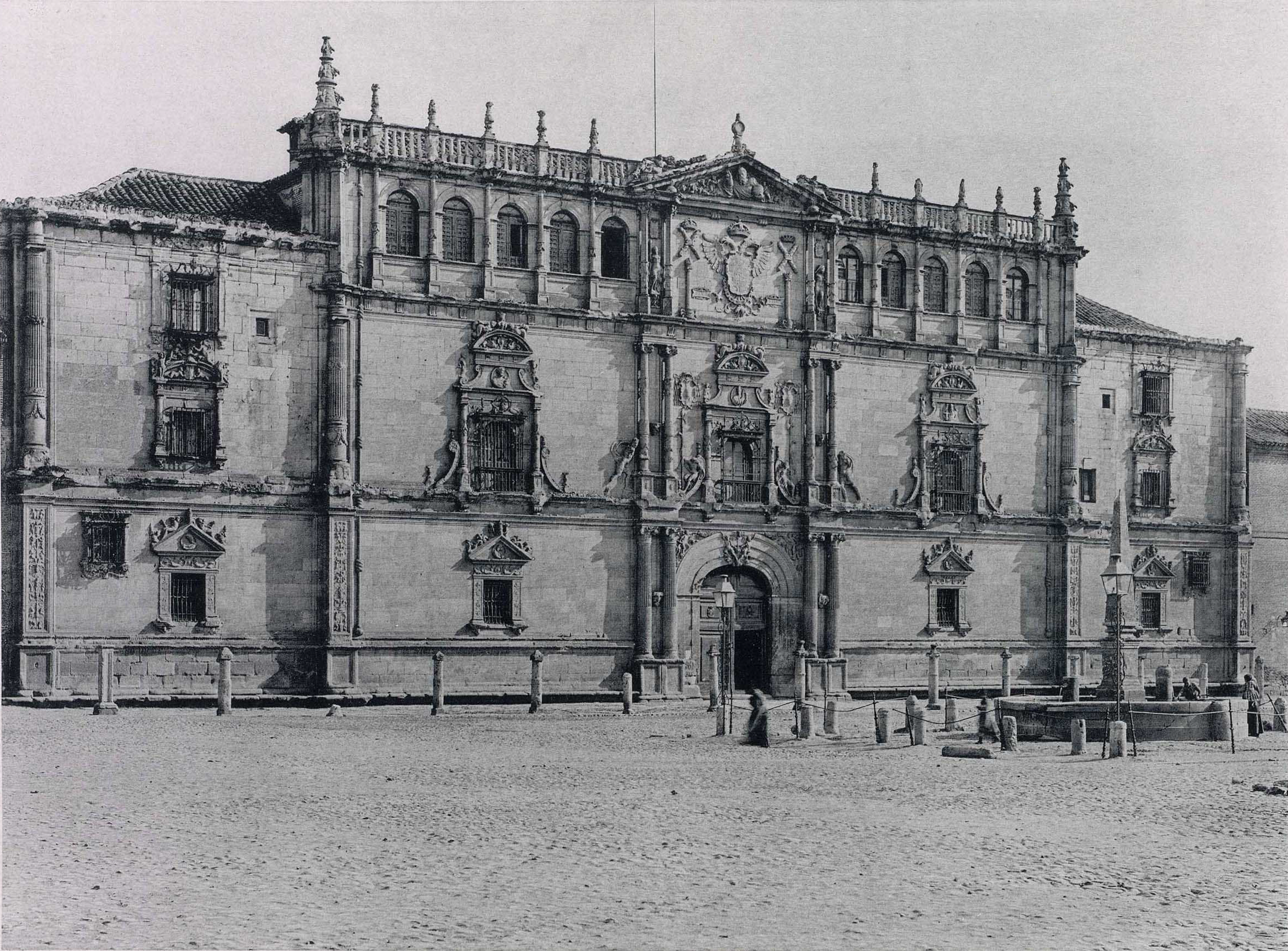
Universidad de Alcalá fundada por Cisneros, produjo un monumento humanista como la Biblia Políglota Complutense.

Este famoso fragmento (tal como lo interpreta Martín de Riquer) abre el siglo de Oro Español con un juego sacrílego que identifica la belleza de la amada y el lugar donde los amantes se encuentran: una iglesia. De una manera más evidente, Joanot Martorell había situado un encuentro amoroso entre Tirant y Carmesina en la mismísima catedral de Santa Sofía de Constantinopla. El Renacimiento y el Humanismo están pasando del teocentrismo medieval a un antropocentrismo que significará la apertura de la modernidad. Sin embargo, mediado el siglo XVI esa precoz secularización parece muy lejos de la realidad histórica española, en la que los asuntos religiosos seguían teniendo un violentísimo protagonismo.

### Los Reyes Católicos
Los Reyes Católicos han sido vistos por la historiografía tradicionalista como figuras providenciales que consiguieron una unificación en todos los ámbitos: político, territorial, ideológico y religioso (a pesar de lo forzada que a los historiadores actuales parezca esa interpretación). Incluso está gestionándose por influyentes personalidades la beatificación de Isabel (ante el escándalo de otros).
Lo que sí puede afirmarse con más seguridad es que los reyes intentaban una política de "máximo religioso", que pudieron permitirse tras el fin de la Guerra de Granada en 1492. Inmediatamente se afrontó lo que se percibía como un grave problema: la convivencia entre judíos y conversos, que se creía daba pie al mantenimiento de prácticas judaizantes. La expulsión de los judíos de España fue vista como una solución, y una oportunidad de incrementar las conversiones (cosa que se produjo solo en menor medida). La situación de los musulmanes que habían quedado en Granada protegidos por las condiciones de la capitulación y la política apaciguadora del confesor real y primer obispo de la ciudad, Fray Hernando de Talavera, se vio alterada por la presión ejercida por el nuevo confesor, el Cardenal Cisneros. Tras el edicto de 1502 no podía quedar en territorio de la Monarquía nadie que no fuera cristiano. Los bautismos masivos obtenidos con pocos miramientos originaron para las siguientes generaciones el problema morisco (nombre que recibe este grupo al que solo con mucha laxitud puede considerarse cristiano), que no se solucionó con su dispersión por el interior del reino tras la Rebelión de las Alpujarras y solo acabó con la expeditiva solución que se dio en 1609: la expulsión de los moriscos.

### La Inquisición Española
Una inquisición de nuevo cuño, bien diferente de la medieval, y que se convirtió en una de las pocas instituciones comunes al conjunto de reinos hispánicos, tuvo un papel trascendental en la configuración de la sociedad española del Antiguo Régimen. Clérigos de fuerte personalidad la fueron conformando, como Tomás de Torquemada (también confesor de la reina) o Pedro Arbués, el primer inquisidor de Aragón, asesinado mientras rezaba en la catedral (a pesar de ir prevenido con armadura). La planta de los tribunales cubría el territorio de un modo más racional que las propias diócesis, y la tupida red de familiares (sus temidos informantes) hacía llegar su influjo hasta el último rincón.
Los miles de procesados y condenados, y el clima obsesivo de persecución entre los posibles objetivos de su represión resultaron en un control social mucho más eficaz que el que pudieran haber efectuado las instituciones civiles. Otro resultado fue la extraordinariamente mala imagen que tiene la inquisición española en el imaginario popular actual. No está de más recordar que las truculentas formas del proceso inquisitorial eran universalmente aplicadas en las instituciones judiciales civiles y eclesiásticas de todos los estados y religiones en Europa (como pudo comprobar Miguel Servet, tan herético para los católicos como para los calvinistas de Ginebra que le ajusticiaron), y que la censura y prohibición de libros, aunque fue extraordinariamente severa en España, no estaba ausente de los demás países, aunque fuera más relajada en algunos (Holanda y Venecia, notablemente).

### Reforma eclesiástica e intelectual

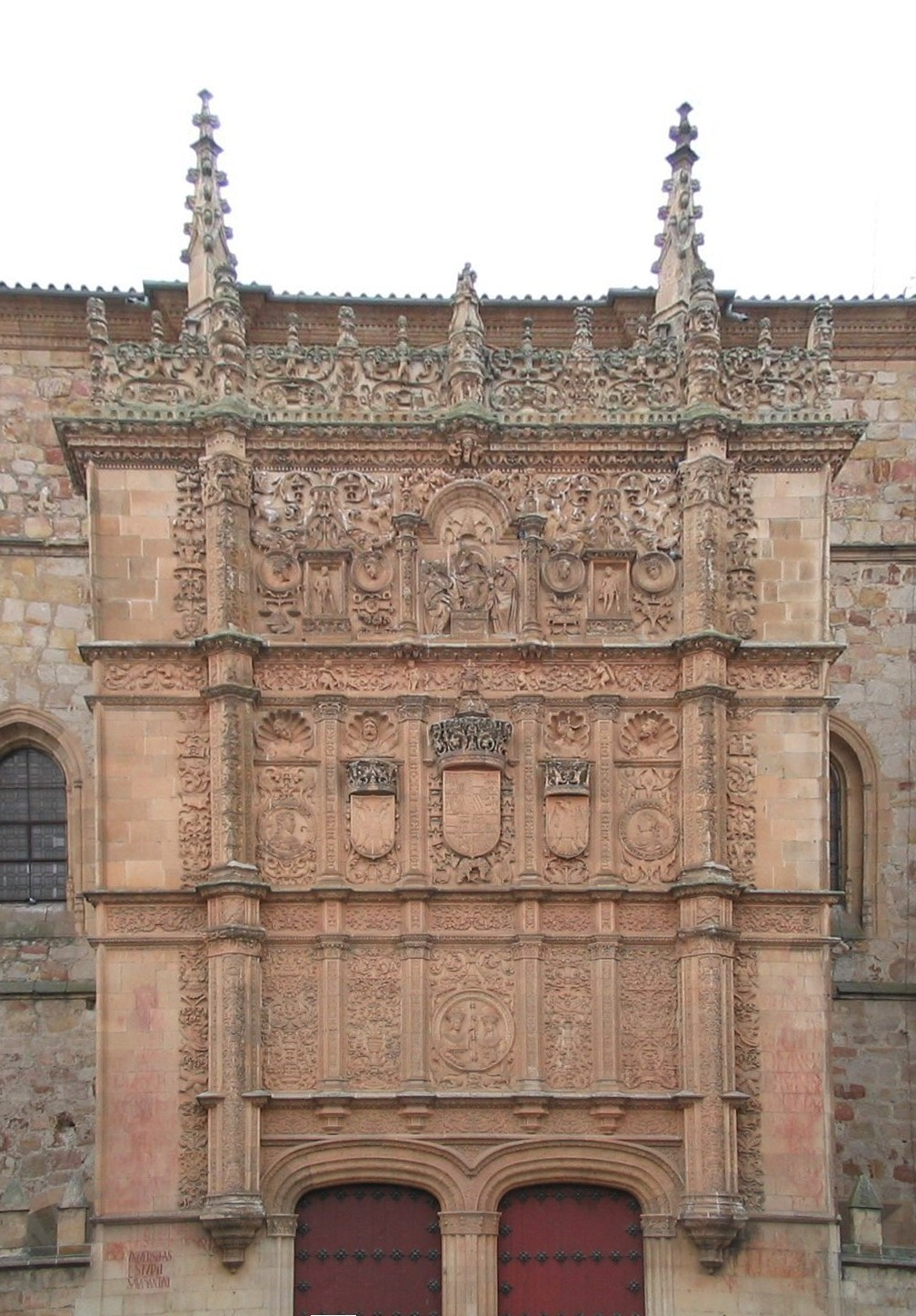
Fachada de la Universidad de Salamanca, con los Reyes Católicos en el medallón central.

La reforma de la iglesia castellana había sido objeto de preocupación desde mediados del siglo XV, ante la evidencia de su situación desde la poca instrucción de los párrocos hasta la vida poco edificante de los más altos dignatarios, envueltos en las intrigas políticas y militares de la Guerra Civil Castellana. Los Fonseca habían creado una verdadera dinastía episcopal. El Cardenal Mendoza o el Arzobispo Carrillo eran personajes imprescindibles en la corte. Uno de los intentos más interesantes hacia la reforma fue el del obispo de Segovia Juan Arias Dávila, que convocó el Sínodo de Aguilafuente para debatir con los clérigos sobre cómo reformar sus costumbres y obtener una labor pastoral más eficaz. Un resultado lateral de sus preocupaciones humanistas fue la introducción de la imprenta, probablemente el primer libro impreso en España (el Sinodal de Aguilafuente, 1472). En la Corona de Aragón, la situación no era distinta, y se emprendió su reforma sistemática a partir de finales de 1493, con la concesión de una serie de bulas y breves pontificios que habían sido repetidamente solicitados por los reyes. Se empezó por la reforma de los monasterios femeninos catalanes (visitadores, capellanes, relevo de las religiosas más problemáticas, insistencia en la clausura...), que se extendió al resto.
El programa reformador en Castilla fue ocupado por el Cardenal Cisneros, que desde su proximidad a la Reina Isabel y, posteriormente, con su papel como regente, tuvo oportunidad de llevar a cabo un plan ambicioso de reforma, que incluía todos los aspectos, incluyendo la investigación filológica y teológica en la refundada Universidad de Alcalá. Comienza entonces, junto a la literaria, la edad de oro de las universidades españolas: la de Alcalá, la de Salamanca y la de Valladolid, con sus colegios universitarios administrados por las órdenes religiosas (dominicos, agustinos, jesuitas) fueron testigo de sonadas polémicas, de clases magistrales que se esperaban con expectación y de publicaciones que se recibían e influían en toda Europa, incluyendo una decisiva intervención española en el Concilio de Trento.
La llamada escuela de Salamanca, presidida por Francisco de Vitoria, significó la pervivencia y renovación de la escolástica en lo que se ha dado en llamar neoescolástica, así como una orientación neoaristotélica, opuesta al neoplatonismo paganizante del humanismo italiano. Personajes como Melchor Cano, Tomás de Mercado, Martín de Azpilicueta, el Padre Suárez o el Padre Mariana (con su Historia de España y su divulgada justificación del tiranicidio) cubrieron todo el amplísimo abanico de disciplinas que pudieran ser influidas por la teología, que son todas, incluida una estrecha relación con el naciente pensamiento económico (arbitrismo). Además de su función intelectual, la universidad fue durante toda la Edad Moderna un poderoso mecanismo de ascenso social y de reclutamiento burocrático, tanto para la Iglesia como para las instituciones civiles. Su mayor carencia fue su incapacidad para incluir la revolución científica (que tampoco tuvo acogida en sus inicios en las universidades europeas, sino en otras instituciones).
Otras influencias menos "académicas" fueron esenciales para la Contrarreforma: la fundación de la disciplinada Compañía de Jesús por San Ignacio de Loyola, en la que entraron personalidades españolas tan decisivas como San Francisco de Borja y San Francisco Javier.
Difícilmente hubieran tenido los clérigos españoles tanta influencia intelectual sin la influencia material, política, financiera y militar de España sobre el Papado, y su hegemonía en Europa. No solo los Reyes Católicos dispusieron de un complaciente Alejandro VI (de la familia valenciana de Borja o Borgia) para otorgarles el título de Católicos y las bulas alejandrinas que les proporcionaron la justificación de la colonización de América. También los Habsburgos ejercieron toda la influencia que fueron capaces para conseguir de los cónclaves papas favorables: empezando por Carlos V, que obtuvo el nombramiento de su preceptor e ideólogo Adriano de Utrecht; o Felipe II con Pío V, tan agradecido tras la batalla de Lepanto, que llegó a comparar a Juan de Austria con el Bautista vino un hombre, enviado de Dios, que se llamaba Juan. Las relaciones no fueron siempre cordiales, y la Guerra de la Liga de Cognac y el Saco de Roma (1527) lo certificaron, por mucho que la justificación de la política exterior y militar de los Habsburgo en Europa fuera el mantenimiento de la fe católica. Enemigos protestantes y católicos alimentaron la leyenda negra española, divulgada en forma de propaganda antiespañola desde la rebelde Holanda de Guillermo de Orange.

### Reforma Protestante en España

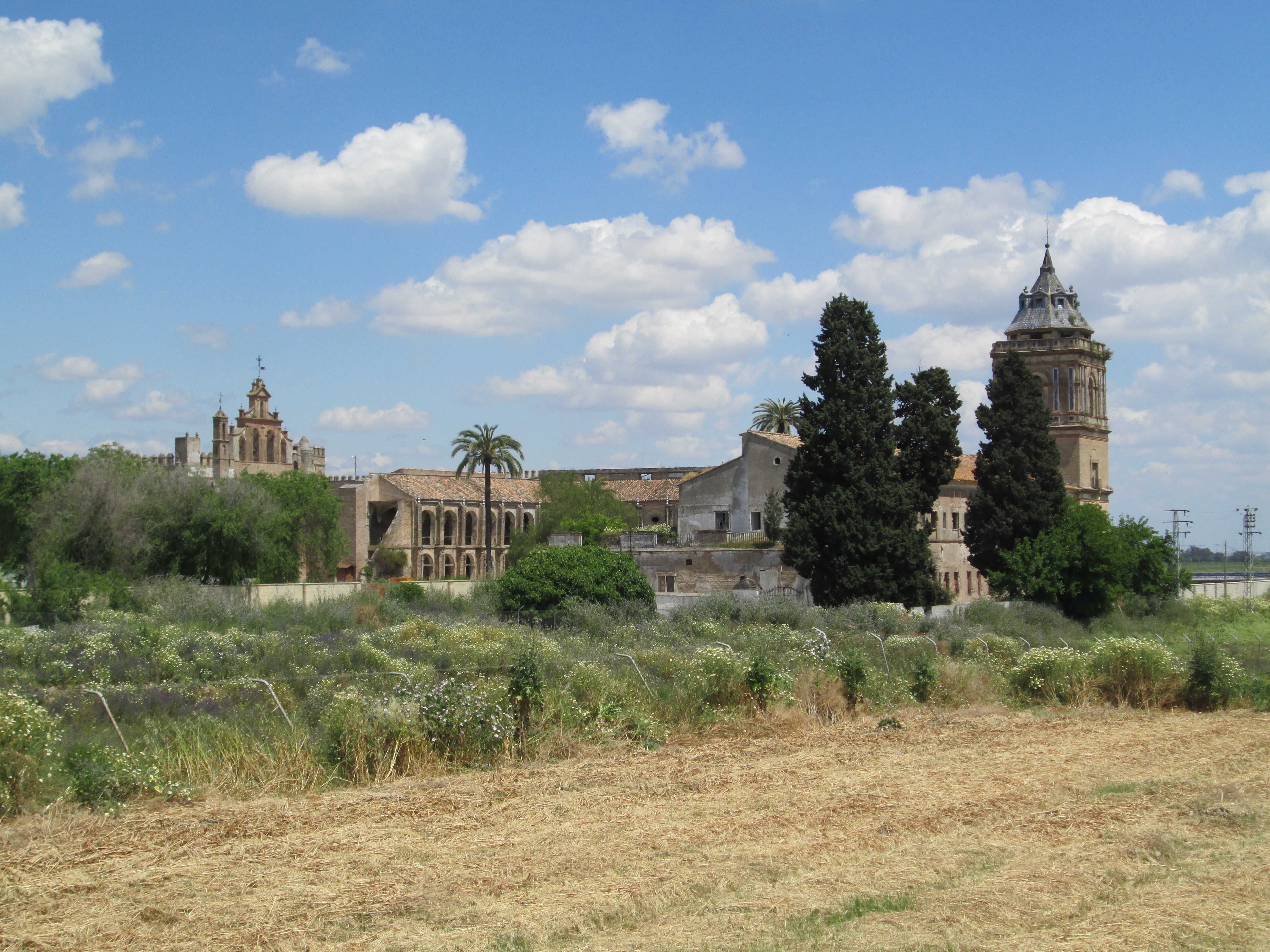
Monasterio de San Isidoro del Campo, Sevilla, uno de los principales focos de la Reforma Protestante en España.

En el siglo XVI también existieron corrientes de espiritualidad alejadas de la postura religiosa oficial que procuraban vivir y defender un cristianismo diferente. Estos movimientos clandestinos pronto muestran interés en los escritos de Lutero, como nos muestra la carta que el impresor alemán Juan Froben remitió en febrero de 1519 a Lutero, tan solo 2 años después de la publicación de sus 95 tesis, en la que le informa que había remitido "seiscientos ejemplares de sus escritos a Francia y España".
En sus inicios, el protestantismo español se extendió principalmente entre la clase noble y culta, debido a su relación con el humanismo y la lectura de la Biblia. Como testimonio de este periodo, están nombres insignes como el de Juan de Valdés, Francisco de Enzinas y de los monjes Casiodoro de Reina, Cipriano de Valera y Antonio del Corro. A Casiodoro de Reina y Cipriano de Valera les debemos la primera traducción de la Biblia al castellano.

#### Grupo de Valladolid
Su fundador fue un italiano, Carlos de Seso, corregidor de la ciudad de Toro, que se había convertido al protestantismo después de leer a Juan de Valdés. En torno a él se formó un grupo integrado por unas cincuenta y cinco personas, la mayoría de ellas nobles o conversos, entre las que destacaba el doctor Agustín de Cazalla, canónigo de Salamanca y antiguo capellán y predicador de Carlos V, y cuya familia también había abrazado la fe protestante –uno de los miembros de la familia, María de Cazalla, había sido condenada por la Inquisición por alumbrada-. También formaban parte del grupo miembros de la nobleza cristiana vieja, como fray Domingo de Rojas, hijo del marqués de Poza, o Ana Enríquez, hija de la marquesa de Alcañices, a la que dijo "que no había más que dos sacramentos, que eran el bautismo y la comunión, y que esto de la comunión no estaba Cristo de la parte que acá tenían… y que lo peor de todo era decir misa, porque sacrificaban a Cristo y ya estaba sacrificado una vez".
En este grupo de Valladolid está basada la novela El hereje de Miguel Delibes.

#### Grupo de Sevilla

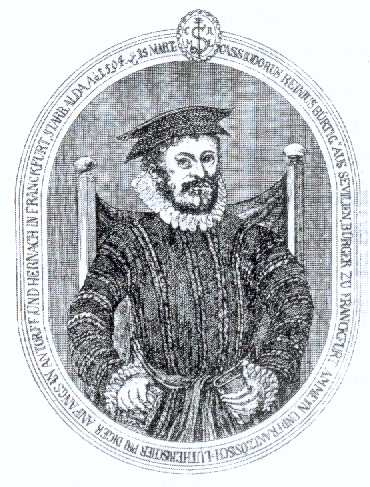
Casiodoro de Reina, protestante español, autor de la primera traducción de la Biblia al castellano, la Biblia del Oso.

En 1552 la Inquisición confiscó en Sevilla cerca de 450 biblias impresas en el extranjero. Ese mismo año comparece en un auto de fe el predicador de la catedral Juan Gil, conocido como Egidio, que había sido detenido por la Inquisición en 1549, a causa, según Joseph Pérez, de "la libertad con que se expresa [que] choca con los tradicionalistas. Gil ironiza desde el púlpito acerca de las prácticas religiosas de las masas y de las estructuras eclesiásticas; critica ciertas formas de ascetismo; recomienda volver en todo a Jesucristo. No hay nada en estas propuestas que sea claramente luterano, al menos a primera vista". Henry Kamen achaca esta detención al clima represivo creado por el nuevo arzobispo de Sevilla e inquisidor general Fernando Valdés, "un hombre ambicioso e implacable que veía herejías por doquier". Por eso se opone al nombramiento de Constantino Ponce de la Fuente, un humanista de Alcalá y converso que había sido capellán de Carlos V, como predicador de la catedral, quien acaba siendo detenido por la Inquisición, muriendo en sus calabozos dos años más tarde. Según Kamen ni Constantino ni Egidio "pueden considerarse luteranos". "Eran humanistas que creían en una intensa vida espiritual y ninguna de sus opiniones era explícitamente herética". Sin embargo, después de descubrirse el grupo luterano de Sevilla fueron quemados en efigie, porque ya habían muerto, en el auto de fe de diciembre de 1560, por ser luteranos. Además, John Fox en su libro Book of Martyrs [protestantes] afirmó que el doctor Gil y Constantino Ponce fueron "los primeros que casi al mismo tiempo descubrieron las tinieblas de España".
Pero en Sevilla sí que existía un grupo de protestantes, compuesto por unas 120 personas, y que giraba alrededor del convento de los jerónimos de Santa Paula y en el Monasterio de San Isidoro del Campo. Del grupo formaban parte Cipriano de Valera, Casiodoro de Reina, Juan Pérez de Pineda y Antonio del Corro que huyeron antes de ser descubiertos, convirtiéndose en personajes muy importantes en la Reforma protestante europea. En principio estos monjes jerónimos, grandes lectores de Lutero y de Melanchton, se instalaron en Ginebra.

### Erasmismo

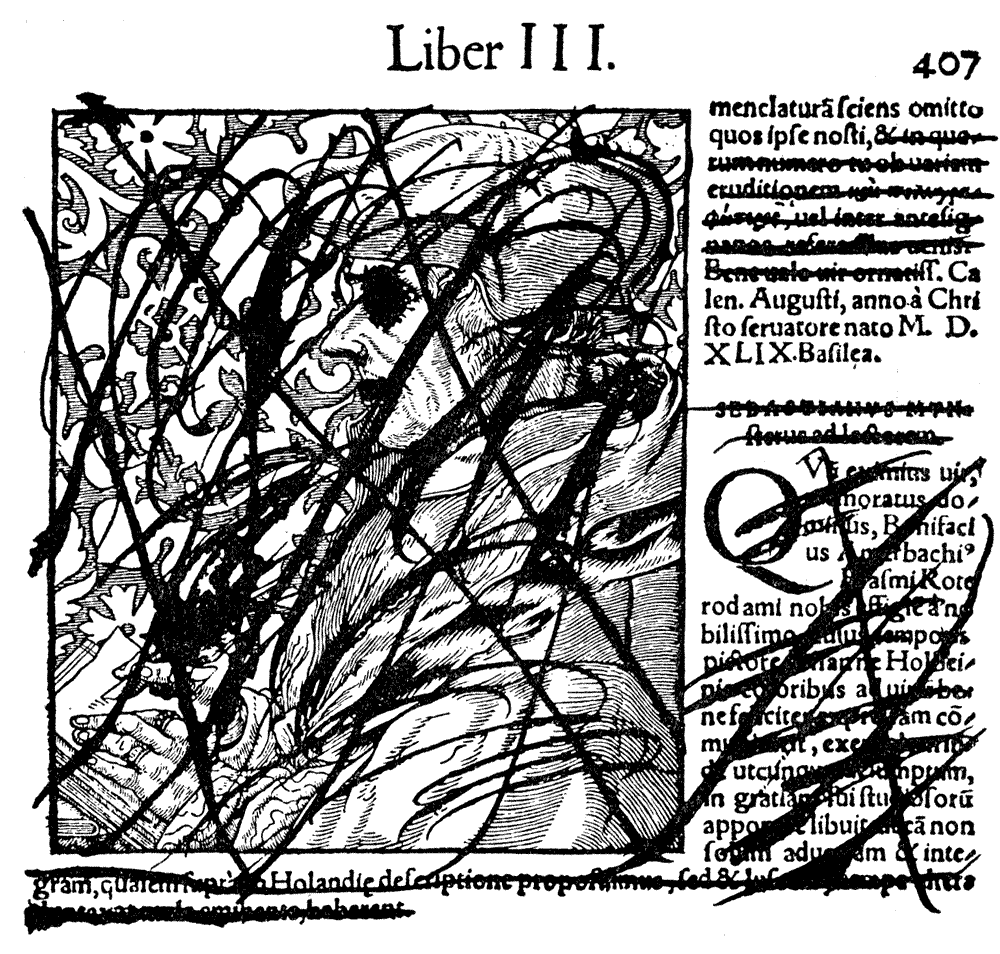
Texto de Desiderio Erasmo, incluido en el Index Librorum Prohibitorum, censurado a tachones, junto con su imagen en un grabado. Se llegó a una verdadera erasmofobia.

Aun rehusando venir en persona, como se le propuso (respondió: Non placet Hispania), Erasmo de Róterdam fue la personalidad más destacada en el panorama religioso español de la primera mitad del siglo XVI. El erasmismo, un humanismo cristiano crítico, intermedio entre los extremos que se terminarían fijando como luteranismo y catolicismo romano, se divulgó a través de sus escritos, verdaderos éxitos editoriales, y de sus discípulos directos: Luis Vives y los hermanos Juan y Alfonso de Valdés. Se extendió incluso a capas populares, notablemente gracias a la divulgación que supuso la novela anónima Lazarillo de Tormes (cuya autoría ha sido atribuida a muy distintos personajes, entre otros a alguno de los hermanos Valdés). La recepción que tuvieron sus ideas supone la previa existencia en España de una atmósfera cultural y unas elites culturales y sociales que la permitiera. Aun así, el apoyo del emperador Carlos V, de la universidad de Alcalá y de buena parte de la jerarquía no impidió que sus poderosos adversarios: las órdenes religiosas, apoyadas por teólogos de Salamanca (Francisco de Vitoria) y Valladolid (Pedro Margallo y Fernando de Préjano), se terminaran imponiendo. A punto estuvieron de conseguir su condena en la Conferencia de Valladolid (1527), de la que solo se libró gracias a la suspensión de las sesiones ordenada por el inquisidor proerasmista Alfonso Manrique.

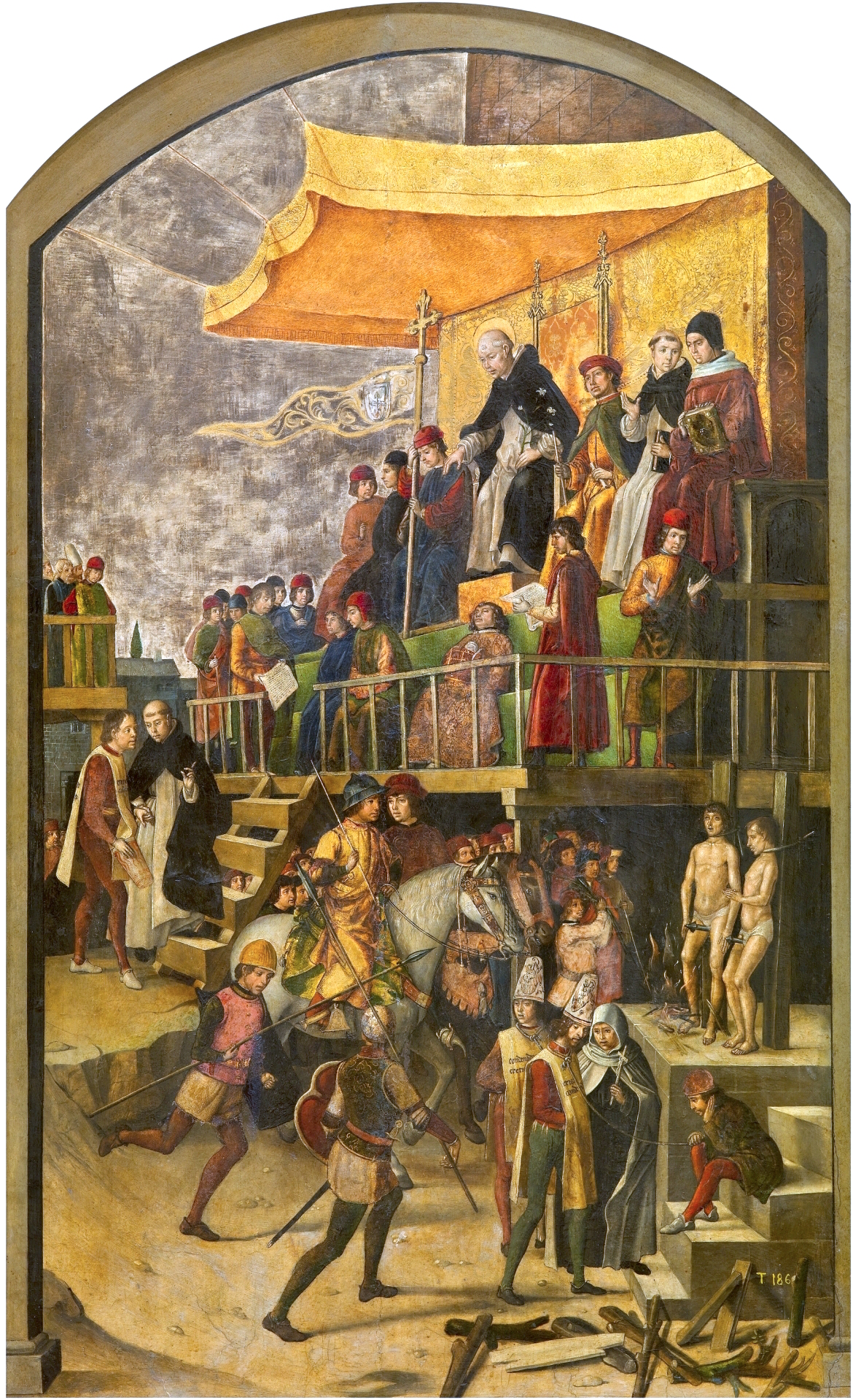
Santo Domingo preside un auto de fe contra los albigenses, de Pedro Berruguete (1475). No se representa un hecho propio de la Inquisición Española, ni a protestantes ni a judaizantes, pero la acumulación en la misma escena del juez eclesiástico con el hábito dominico, los penitentes con sambenito, el arrepentido que se "reconcilia" en el último momento y los "relajados al brazo secular" quemándose (lo que se hacía en el "brasero", fuera del lugar donde se hacía el auto de fe), tiene una gran fuerza visual y ha hecho que este famoso cuadro sea ampliamente reproducido.

En el proceso del Brocense, un estudiante legista, llamado Juan Pérez, acusa al Maestro Sánchez de «hablar de Erasmo con elogio, refiriendo el dicho de un canónigo de Salamanca: «Quien dice mal de Erasmo, o es fraile o es asno»; y... que si no hubiera habido frailes las obras de Erasmo fueran buenas, y no habría nada vedado en ellas».
Marcelino Menéndez Pelayo

### Persecución de la disidencia religiosa

#### Alumbrados y protestantes
Desde 1521 la persecución inquisitorial de todo lo que pudiera asociarse a la reforma luterana va creando la imagen, mucho más poderosa que la realidad, de un utilísimo enemigo, al que se asocian tanto erasmistas como místicos o renovadores que poco o nada tenían que ver con el protestantismo, en un ambiente cada vez más cerrado y xenófobo, que culminó con la prohibición de estudiar fuera de España (Pragmática de 22 de noviembre de 1559).
Hasta mediados de siglo, los procesados y ejecutados son extranjeros que vagamente han oído hablar de Lutero: el pintor Gonzarlo en Mallorca (1523), el mercader alemán Blay en Valencia (1524) y en la misma ciudad el pintor Cornelius de Gante y el agustino Martín Sanchís, primer español en ser ejecutado (1528). En 1532, el proceso de los iluministas o alumbrados (Vergara, Tovar, Eguía, María de Cazalla -hermana del obispo Juan de Cazalla- y Castillo, que reunidos en conventículos de Pastrana o Escalona -desde 1511 Pedro Ruiz de Alcaraz, Isabel de la Cruz y Bedoya que para algún autor consideraban ya el “amor de Dios” no como idea mística, sino como certeza absoluta de que Dios guía a la mente humana para poder leer la Escrituras con entera libertad, influyendo en Juan de Valdés- leían e interpretaban personalmente la Biblia y preferían la oración mental a la vocal, como hicieron posteriormente los quietistas, o pretendían comulgar sin confesar, por considerar que gente justificada y confirmada en el bien no pueden ya pecar como antes que ellos los begardos) significó el comienzo de una persecución más sistemática, encabezada por el inquisidor Fernando de Valdés. Bajo su dirección, y al tiempo que se publicaba el índice de libros prohibidos, se produjeron los seis autos de fe de 1559-1562, que con la condena de doscientas personas a diversas penas (incluida la hoguera) acabaron con los núcleos de Valladolid (restringido a élites intelectuales y de alto nivel social -el corregidor de Toro, Carlos de Seso, o el capellán de Carlos V, Agustín de Cazalla-) y de Sevilla (con un carácter más popular aunque también minoritario -divulgado por predicadores como Constantino Ponce de la Fuente, seguidor del doctor Egidio-, que se descubrió por la detención del arriero Julián Hernández, Julianillo, que había introducido desde Alemania dos toneles cargados de libros protestantes). Aún se discute la verdadera naturaleza teológica de las creencias de ambos núcleos. Escaparon a la represión muchos reformistas exiliados, como Juan Pérez de Pineda, Cipriano de Valera, Casiodoro de Reina, Antonio del Corro y los hermanos Francisco y Juan de Encinas. Reina y Valera publicaron en 1569 en Basilea su traducción de la Biblia al castellano (la llamada Biblia del Oso) que se convirtió en la versión más utilizada por los protestantes españoles.
Los erasmistas que quedaron en España hubieron de tomar muchas cautelas, incluso negar la orientación de su pensamiento, que pasa a centrarse más que en el menosprecio de las ceremonias y la sublimación del espíritu, en el problema de la justificación por la fe y del beneficio de Cristo. El año 1559 también presenció el extraordinario escándalo que conllevó el proceso del arzobispo de Toledo Bartolomé de Carranza, que a pesar de ser uno de los principales ponentes del Concilio de Trento, y protegido de Felipe II, había publicado en sus Comentarios sobre el catecismo romano proposiciones que al Inquisidor Fernando de Valdés le permitieron acusarle de todo un conjunto de desviaciones, en la peligrosa línea que bordea el erasmismo y el luteranismo. La recusación de su juez, la defensa de Martín de Azpilicueta, y la intervención final del papado, no impidieron que Carranza terminara muriendo en Roma sin poder volver a su sede.
Hubo un resurgir de grupos alumbrados entre 1570 y 1579, y ya en el siglo XVII, otros núcleos surgieron en Sevilla y Valencia, de extracción más popular que los elitistas de los núcleos castellanos, algunas de ellas herederas del movimiento de beguinas o beatas, que dio también manifestaciones más extravagantes, como las emparedadas por su propia voluntad.

#### Cristianos nuevos

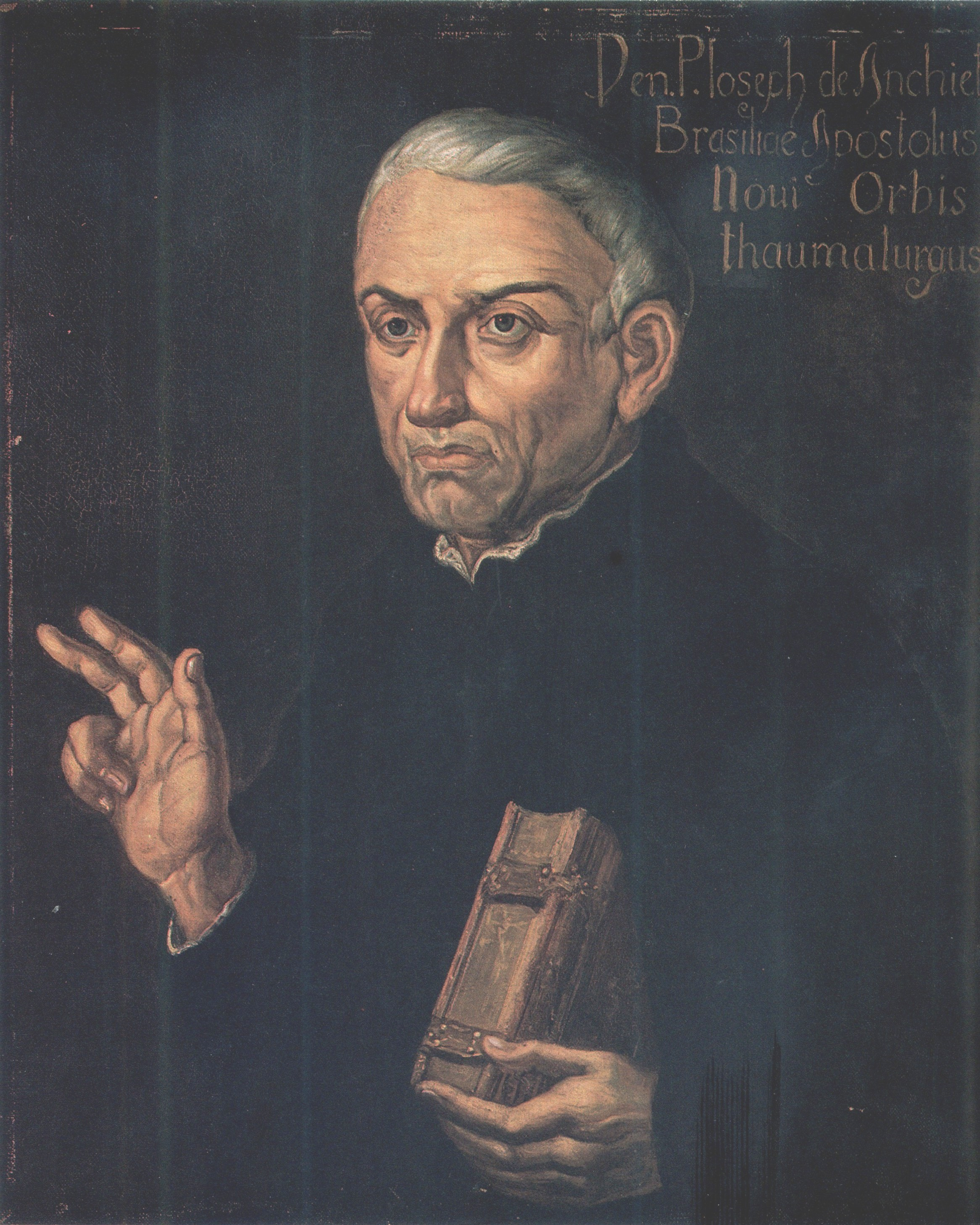
San José de Anchieta (1534–1597), misionero jesuita español en Brasil y uno de los fundadores de Sao Paulo y Río de Janeiro. José de Anchieta era descendiente de judeoconversos por línea materna.

Una de las mayores peculiaridades de la vida religiosa española del Antiguo Régimen fue la existencia de la categoría social de cristiano nuevo, que no se perdía con el paso de las generaciones, lo que dejaba claro la motivación étnica de la diferenciación, a pesar de la insistencia inquisitorial en buscar casos de criptojudaísmo.
A los judeoconversos se les otorgaba el apelativo de marranos, y los estatutos de limpieza de sangre les impedían entrar en la mayor parte de las instituciones, incluyendo las universitarias, las órdenes militares y algunas órdenes religiosas. Eso hizo que muchos de ellos procuraran ocultarlo, sobrecompensando con una mayor intransigencia religiosa (el denominado celo del converso) o con una mayor espiritualidad. La ocultación y desvelamiento de orígenes judíos se hacía obsesivamente en todas las capas de la sociedad, incluida la nobleza, el clero (también los propios inquisidores) y la misma monarquía (Tizón de la nobleza). La historiografía, sobre todo a partir de la polémica Américo Castro-Sánchez Albornoz, convirtió en un lugar común la búsqueda de eso mismo para en la mayor parte de los personajes de la Edad de Oro como Santa Teresa o San Juan de la Cruz, a veces con pruebas convincentes y otras veces a través de indicadores discutibles (posturas críticas, miedo a la Inquisición; sobrecompensaciones, como la frecuente invocación a la Santísima Trinidad o posturas casticistas, o salidas escapistas, como la búsqueda de la fama o el atormentado "vivir desviviéndose").
Los moriscos no fueron tan perseguidos por la Inquisición (seguramente por ser mayoritariamente comunidades campesinas sujetas a un fuerte sistema señorial, que al tiempo que les explotaba también les protegía de interferencias). Se ha interpretado que los extraños Plomos del Sacromonte, un famoso caso de falsificación histórica, eran en realidad un intento de conciliación del cristianismo con el islam por parte de algún grupo de moriscos de alta posición social tras la Rebelión de las Alpujarras. Los plomos pretendían ser un quinto evangelio que habría sido revelado por la Virgen en idioma árabe para ser divulgado en España, presuntamente a San Cecilio, uno de los misteriosos varones evangélicos del siglo I al que para la ocasión se le imagina como un árabe cristiano que acompañaba a Santiago.

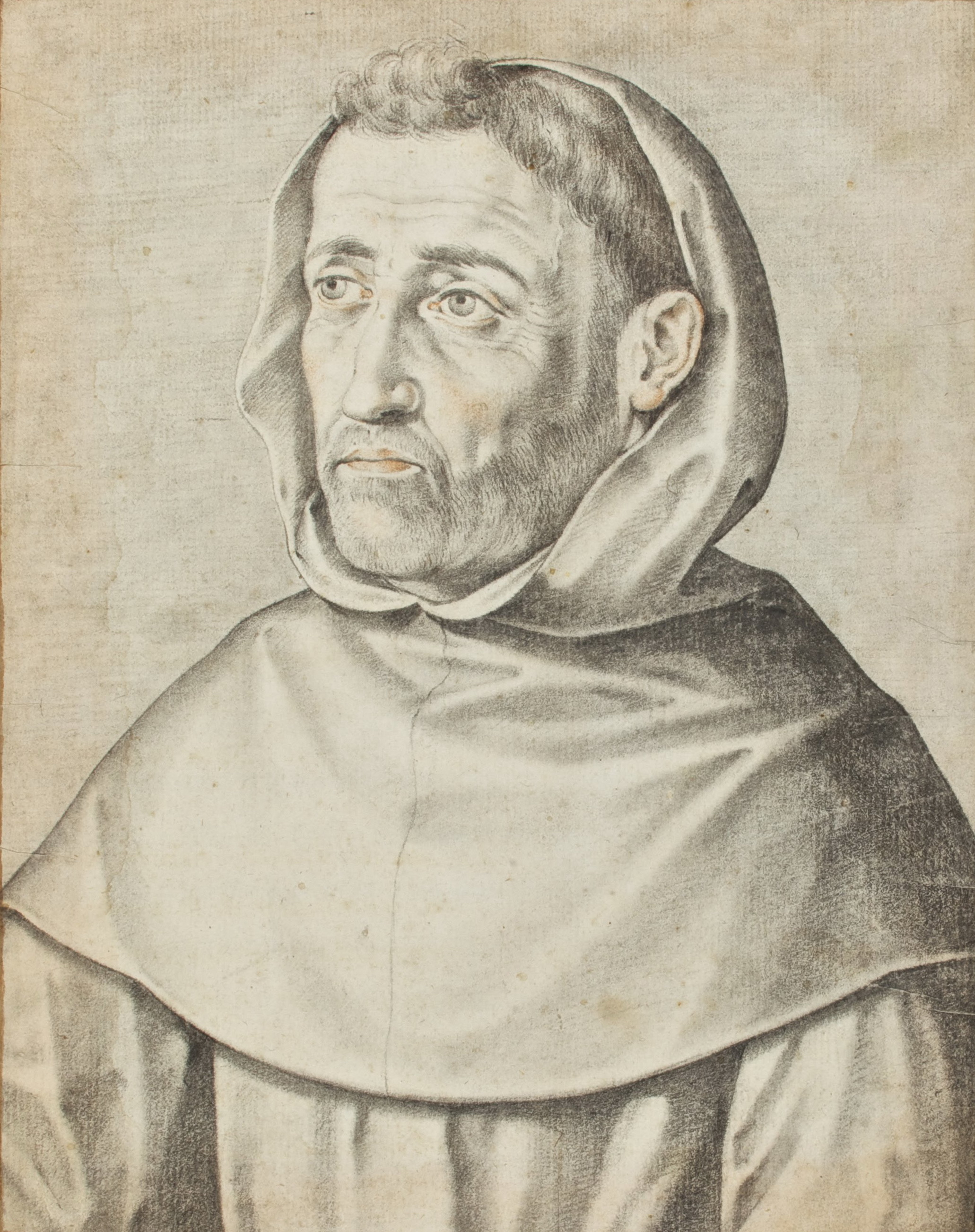
Fray Luis de León, monje agustino y profesor de la Universidad de Salamanca, fue acusado ante la Inquisición, entre otras cosas por traducir El Cantar de los Cantares. Con su poesía, declaradamente escapista del mundanal ruido, busca la placidez del que con solo Dios se acompasa, ni envidiado ni envidioso.

### Debates teológicos en elsigloXVI
Los teólogos católicos españoles distaron mucho de presentar un pensamiento monocorde: además de la existencia reducidísima de un pensamiento más o menos cercano a la reforma protestante y de los humanistas de corriente erasmista, la escolástica tradicional se vio desafiada por lo que puede denominarse "teología positiva" o "historicista" (Melchor Cano). El proceso de Fray Luis de León fue sin duda una consecuencia de esos enfrentamientos. Por otro lado, las órdenes religiosas mantenían visiones distintas sobre puntos de importancia, como los dominicos, defensores de un tomismo ortodoxo y los jesuitas, partidarios de una concepción que para aquellos sobrepasaba la ortodoxia católica en los temas de la gracia divina y la libertad humana. A la publicación de Concordia liberi arbitii (Lisboa, 1588) del jesuita Luis de Molina, se respondió con Apología gratum predicatorum... adversus quesdam novas assectationes cusdam doctores Ludovici Molinae... de Domingo Báñez y otros dominicos. La cuestión llegó a la inquisición y al papa. Paulo V, salomónico, consideró que el tema se movía en márgenes opinables. Francisco Suárez terció en la polémica defendiendo un punto intermedio: el congruismo. En Defensio fidei el mismo autor apoya la prelación del Papa frente a la autoridad temporal de los reyes, suscitada por la cuestión del juramento de fidelidad (Jacobo I de Inglaterra); otras obras muy divulgadas en Europa fueron De legibus y sobre todo Disputaciones metafísicas (diecisiete ediciones).

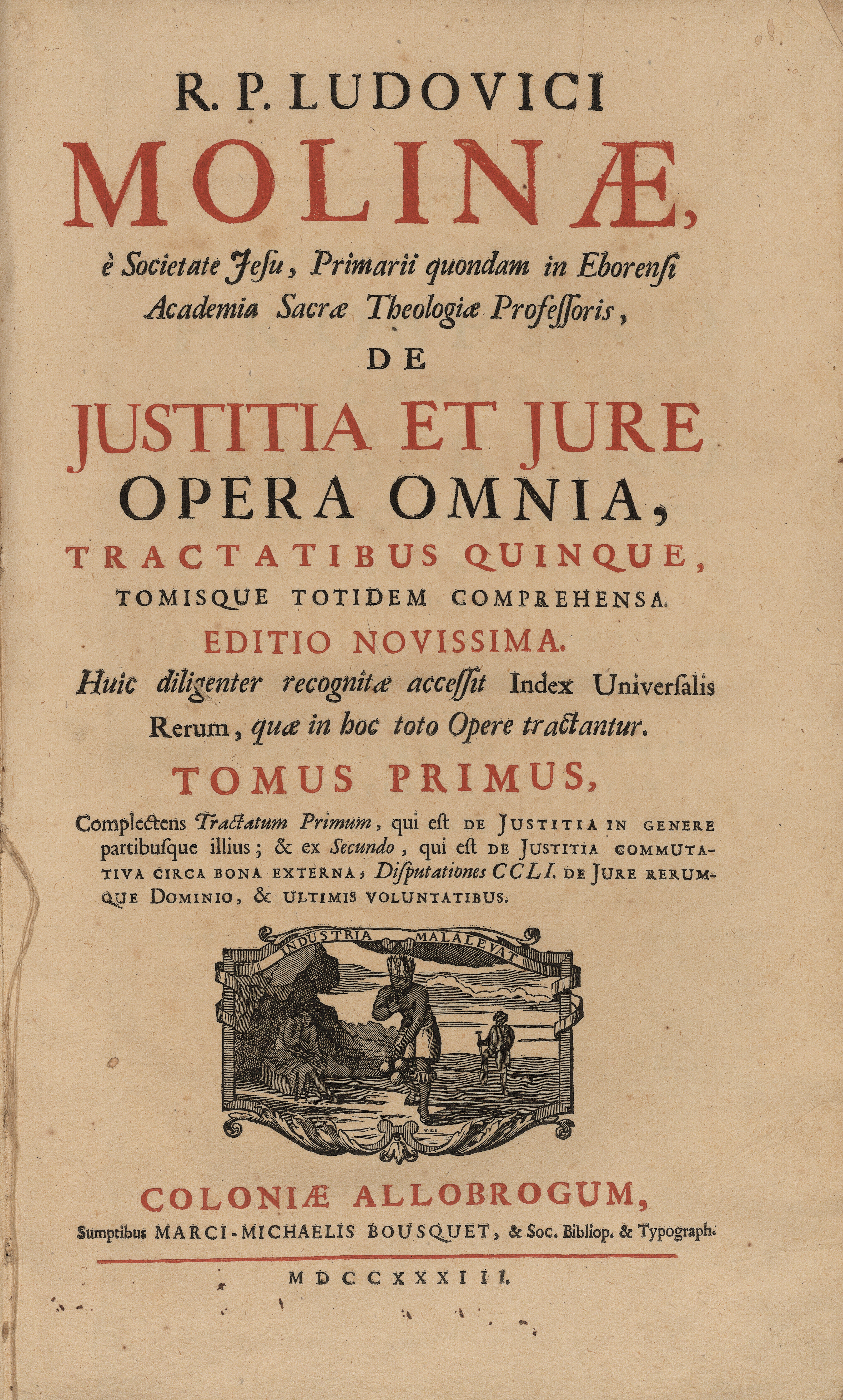
De iustitia et iure, 1733

El enfrentamiento entre los racionalistas dominicos (Melchor Cano, De iustitia et de iure, Bartolomé de Medina, definidor del probabilismo moral o Diego de Zúñiga) y los franciscanos (el penalista Alfonso de Castro De potestatae legis poenalis), comprensivos con posturas cercanas al iluminismo (alcanzar la perfección únicamente mediante la oración, sin someterse a prácticas piadosas o rituales) y el recogimiento; se conoce como la polémica de los espirituales (no confundir con el movimiento de los espirituales, de los siglos XII y XIII, que pretendía una iglesia pobre) o controversia sobre el quietismo, y acabó con el triunfo de los dominicos tras el proceso a Miguel de Molinos. La trascendencia de la obra de Molinos fue muy importante en otras partes de Europa, sobre todo en Francia, donde sus propuestas (denominadas molinosismo, que no conviene confundir con el molinismo de Luis de Molina), fueron recogidas por Fenelon (que también fue condenado).
Para la fijación de la ortodoxia y la extensión de la instrucción religiosa, un instrumento de alcance secular fue el Catecismo de la doctrina cristiana del padre jesuita Gaspar Astete, al que se añadió en el siglo siguiente el de su correligionario Jerónimo Ripalda (1616). Ambos siguieron utilizándose con pequeñas modificaciones hasta el siglo XX.

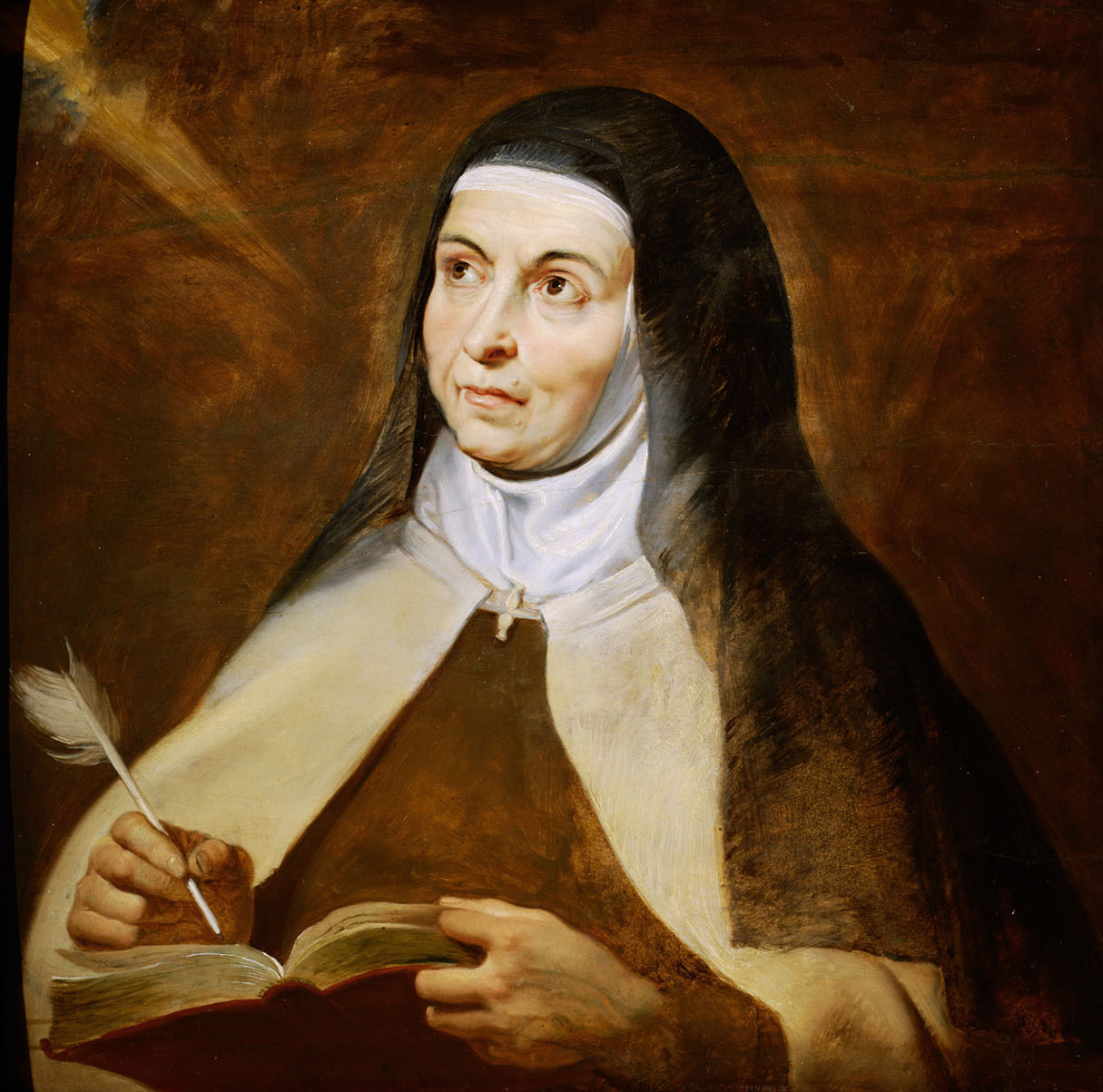
Santa Teresa de Jesús, de Rubens.

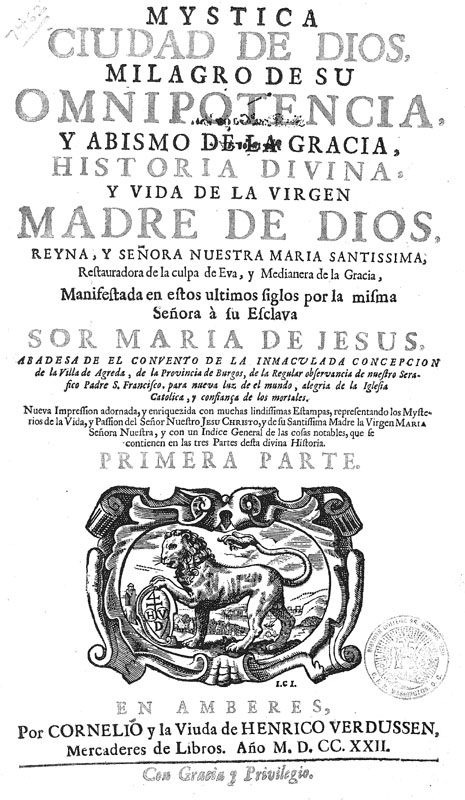
Mística ciudad de Dios... y Vida de la Virgen... manifestada en estos últimos siglos por la misma Señora a su Esclava... Sor María de Jesús...

### Mística, Oratoria Sagrada y literatura espiritual delsigloXVI
Quien a Dios tiene, nada le falta. Solo Dios, basta.
Teresa de Cepeda (Santa Teresa de Jesús)

En la ascética y mística española, el final de la Edad Media había supuesto un periodo de importación o iniciación, en que algunos autores consideran decisiva la influencia de los místicos árabes (Ramon Llull sería el eslabón entre el misticismo musulmán y el cristiano según Helmut Hatzfeld) y judíos, además de los gérmánicos: Ruusbroec, Taulero, Eckhart y, sobre todo, Tomás de Kempis (Imitación de Cristo, traducida en Zaragoza en 1490 y muy divulgada en España).
En la primera mitad del siglo XVI, hasta 1560, viene el denominado periodo de asimilación, caracterizado por las ediciones de literatura espiritual estimuladas por Cisneros (Eiximenis, Ludolfo de Sajonia, Santiago de la Vorágine) y producciones propias como las de Hernándo de Zárate, Alonso de Orozco, Francisco de Osuna, San Pedro de Alcántara y Fray Alonso de Madrid; así como los Ejercicios espirituales de Ignacio de Loyola y el Audi, filia de Juan de Ávila.
Tras los más importantes predicadores del siglo, San Pedro de Alcántara (que también creó el convento más pequeño del mundo) y Fray Luis de Granada, vino el periodo culminante de la mística en el último tercio del siglo XVI: Santa Teresa de Jesús y San Juan de la Cruz, que además de su vida interior y producción literaria realizaron una activísima presencia en la vida de su tiempo, fundando los primeros conventos de carmelitas descalzos a partir de 1562 y 1568 respectivamente, en medio de una fortísima lucha contra los carmelitas calzados, que incluso llevó a Juan a prisión.
La mística del siglo XVII suele denominarse de decadencia, o compilación doctrinal (más barroca y extravagante aún), y está representado por Sor María Jesús de Ágreda.

### Debates intelectuales en elsigloXVII
Hanse de procurar los medios humanos como si no hubiese divinos, y los divinos como si no hubiese humanos: regla de gran maestro, no hay que añadir comento
San Ignacio de Loyola, glosado por Baltasar Gracián (Oráculo manual, 251).

Superados los enfrentamientos del siglo XVI, no hay nada de trascendencia similar al contemporáneo escándalo del jansenismo en Francia. La actitud de Baltasar Gracián (El Criticón), no interesado en las implicaciones doctrinales ni teológicas de su reflexiones morales, tomando como referentes a los moralistas de la tradición clásica (Maquiavelo, Bocallini, Barclay, Botero) y la Antigüedad grecolatina (Marcial, Séneca), chocó con sus superiores en la Compañía de Jesús, muy interesados en mantenerse dentro de la más clara ordotoxia, en la coyuntura crítica de los debates en que se encontraban inmersos contra los jansenistas. El casuismo de los jesuitas (a veces llamado jesuitismo), que se plantea todo tipo de casos, especialmente la problemática del fracaso matrimonial, enfatizando el análisis de la compleja casuística de la moral sexual; era visto por sus adversarios como laxismo moral. Se traducía, a través de sus influyentes confesores, en la costumbre de permitir la comunión frecuente; frente al respeto reverencial al sacramento de la comunión de otros movimientos, que consideraban la aproximación a la Hostia como una ocasión especialísima. La costumbre popular era la de comulgar "burocráticamente" por Pascua en la parroquia bajo cuya jurisdicción estaba domiciliado el feligrés (comunión pascual), de lo que incluso se levantaba testimonio por los párrocos, dando en algunos casos un registro tan fiable que ha sido utilizado como fuente documental para estudios de demografía histórica e historia local.

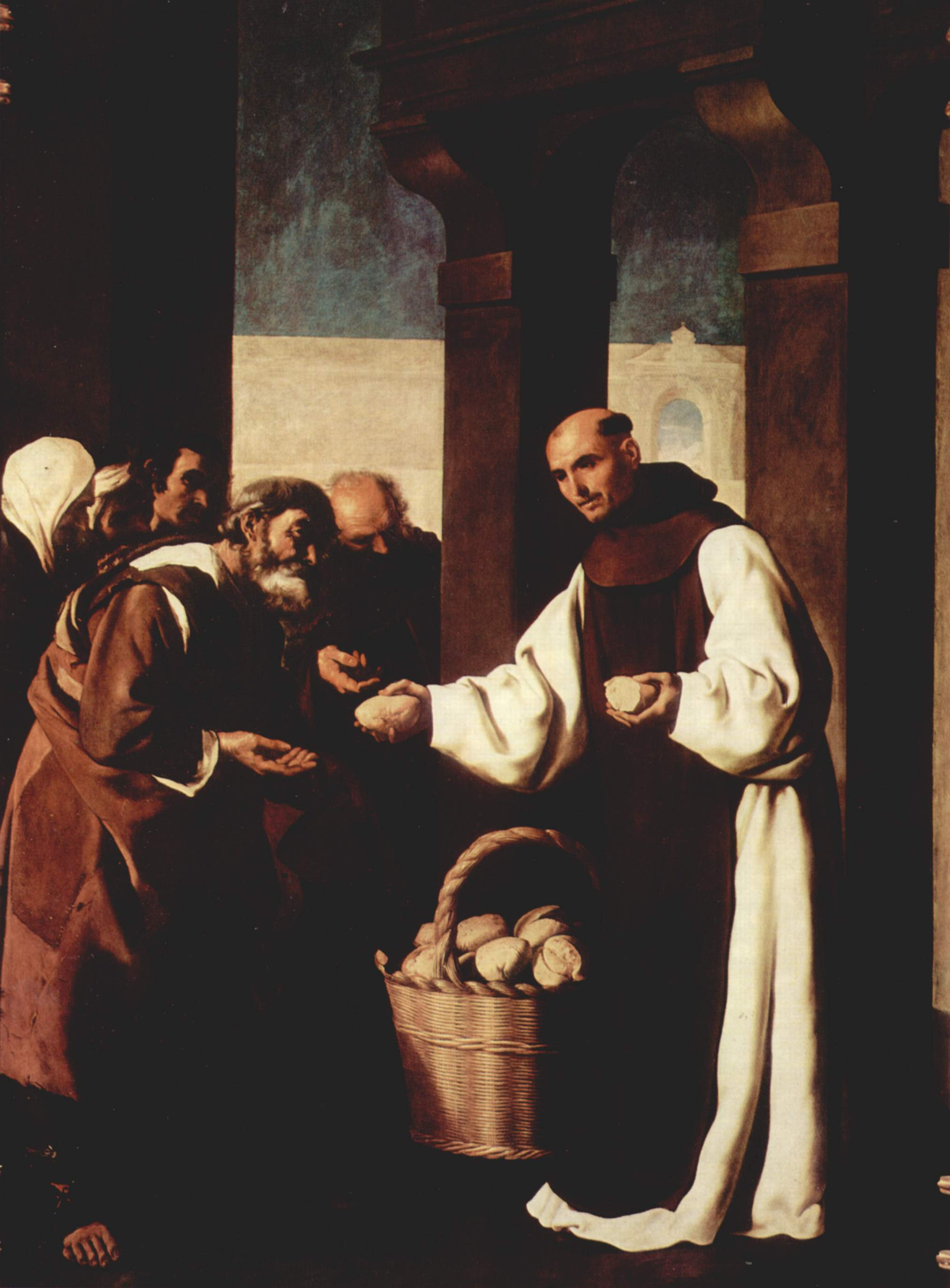
Fray Martín de Vizcaya repartiendo pan a los pobres, de Zurbarán. La pobreza, ampliamente presente en la sociedad, se percibe como valor espiritual más que una disfunción económica, y cumple una función integradora entre los estamentos privilegiados y los no privilegiados, en una concepción del mundo que ve como sospechosa de poco cristiana vieja la acumulación de capital por la burguesía, desincentivándola. Los pobres, con sus oraciones agradecidas, pagan la caridad de los ricos. El clero es el mediador y facilita la salvación eterna de todos.

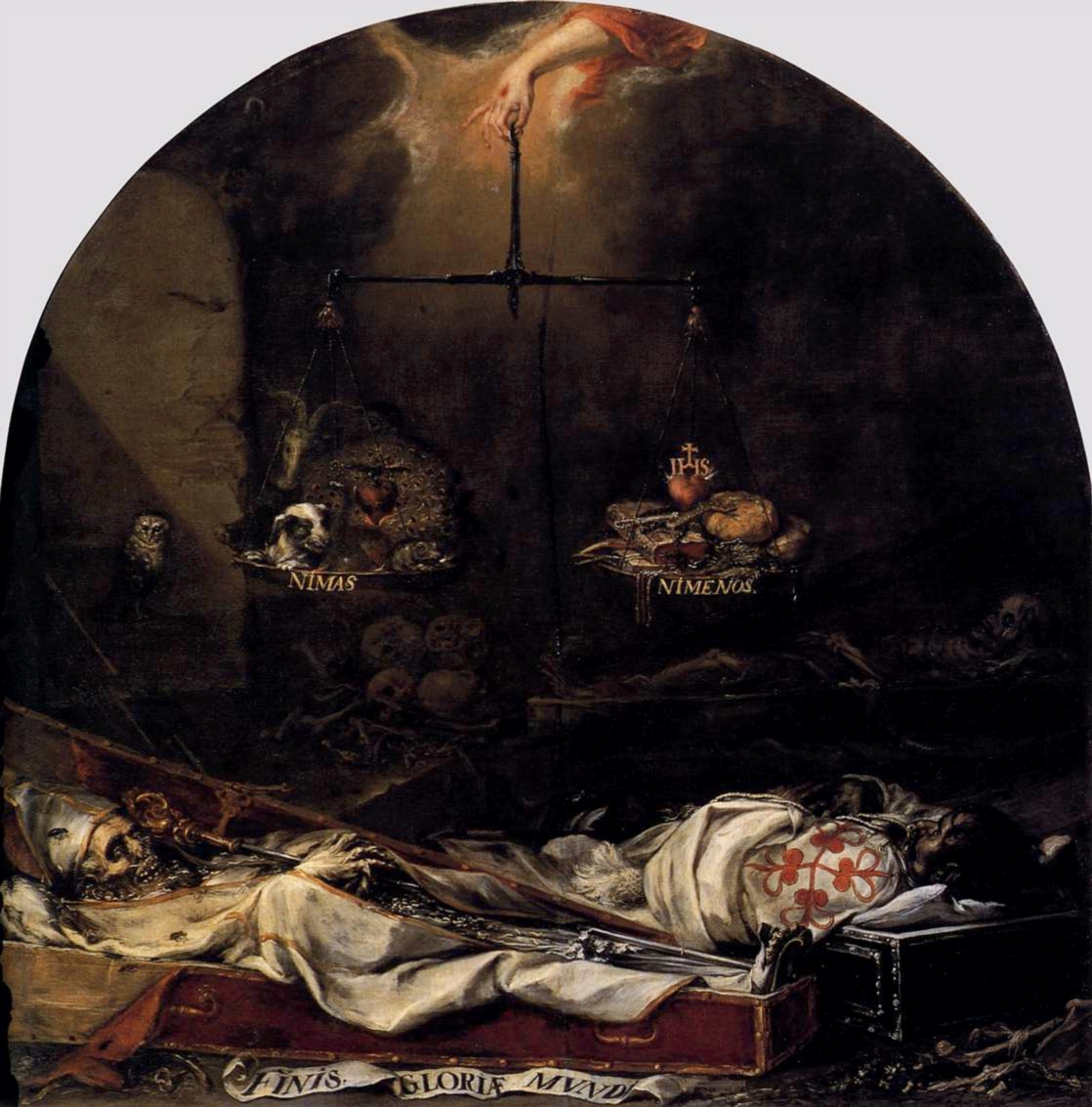
Finis Gloriae Mundi, de Juan de Valdés Leal. Los cadáveres de un caballero y un obispo se pudren bajo la balanza que pesa sus méritos y culpas. La entera vida humana se enfocaba en perspectiva hacia sus postrimerías.

### Religiosidad popular barroca
Se hizo omnipresente la defensa contrarreformista de las obras, y por tanto de la colaboración necesaria del hombre para la salvación, que en su interpretación católica no debe fiarse al mero abandonarse a la gracia y la fe (como insistían los protestantes o los quietistas) es lo que justificaba el papel mediador de la Iglesia, administradora de los sacramentos y depositaria (por la comunión de los santos) méritos de los santos, la Virgen (corredentora y mediadora) y de Cristo para el "negocio de la salvación": sacar pronto a las ánimas del purgatorio.
Los manuales de confesiones de Martín de Azpilicueta o Jaime de Corella responden a la intensificación del control social de la Iglesia a través de las conciencias. El papel del confesor trasciende su labor espiritual para convertirse en un orientador vital en todos los aspectos materiales, tanto personales (médicos, psicológicos) como sociales (económicos, educativos, incluso legales).
Las prácticas religiosas rituales, devocionales y caritativas, tanto en el ámbito público como en el privado constituían una considerable parte de la vida social. Múltiples instituciones se hacen cargo de todas las posibles manifestaciones de esas prácticas, desde los hospicios para niños huérfanos, los hospitales para enfermos y transeúntes y las casas de "arrecogías" para prostitutas, hasta las múltiples instituciones ligadas al fenómeno de la muerte. Creció extraordinariamente el número e influencia de las cofradías, congregaciones, esclavitudes y otras instituciones de laicos, asociadas a devociones nuevas, como la Escuela de Cristo o las Ánimas del Purgatorio. Muchas de ellas eran una especie de mutualidades de enterramientos, un asunto muy importante en la consideración social. Órdenes mendicantes y parroquias competían tan duramente que tuvo que regularse un pago del 25% (cuarta funeral) para quien quisiera ser enterrado fuera de su parroquia.
Se pretende conquistar los espíritus a través de los sentidos, y paradójicamente, además de los movimientos quietistas y místicos, vividos individualmente, la religión se vive sobre todo socialmente, como un espectáculo. Ejemplo máximo son las procesiones de Semana Santa, durante las que una ciudad entera se convierte en una obra de arte que remite a todos los sentidos (música y esculturas ambulantes, arquitectura efímera, tapices florales, dramatizaciones y vestuarios que implican a buena parte de la comunidad, especialidades gastronómicas concebidas para la ocasión...). Los autos de fe se conciben como un espectáculo popular y una catarsis colectiva. Las canonizaciones barrocas fueron numerosísimas en España: en el siglo XV solo se había hecho una, en el XVI otra, mientras que en el siglo XVII se beatificaron 23 y se canonizaron 20 (en el siglo XVIII las beatificaciones descendieron a 16 y las canonizaciones a 9). Se rescataron figuras medievales de interés político San Isidro labrador (patrón de Madrid, capital de la Monarquía) y San Fernando Rey (primo de San Luis Rey, rey de la enemiga Francia). En 1622 se canonizó simultáneamente, entre desmesurados festejos, a Santa Teresa de Jesús, San Ignacio de Loyola y San Francisco Javier. Se logró una verdadera popularización de los asuntos teológicos a través de la vivencia religiosa del arte y la música, logrando una especial repercusión la imaginería (Gregorio Fernández en Valladolid, Juan Martínez Montañés en Sevilla, Francisco Salzillo en Murcia) y el teatro (autos sacramentales de Calderón de la Barca). Buena parte de los dramaturgos son clérigos o terminan tomando los hábitos (Tirso de Molina, Lope de Vega). El uso de las imágenes religiosas y ámbitos santificados era omnipresente, y se extendió a todo tipo de fines, incluso para "proteger" una pared de los que hacían sus necesidades; acogerse a "sagrado" cuando se huye de la justicia; poner fin a las peleas a la vista de una cruz o el paso de un viático que producía procesiones espontáneas siguiendo al sacerdote que llevaba los últimos sacramentos a un enfermo grave.

### Edad de oro de los milagros

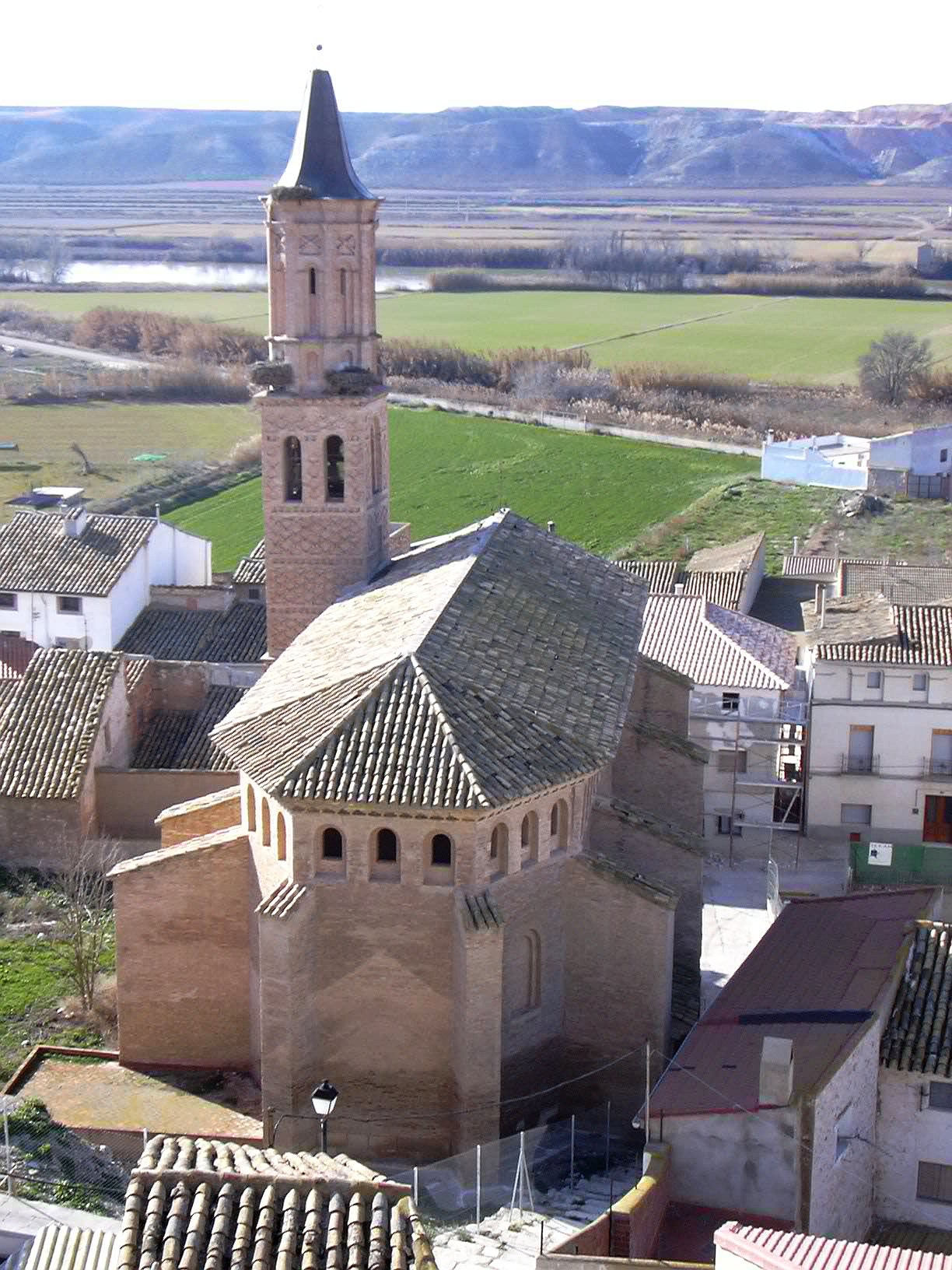
Iglesia de Velilla, con su campanario.

Se puede hablar de una "inflación milagrera", con un total de 118 milagros recogidos en 150 Relaciones en el siglo XVII (en el último cuarto del siglo XVI habían sido solo 13). Hubo numerosos escándalos: el del eremita Juan de Jesús en Córdoba o la beata de Carrión (ambos en 1635), mossen Simón en Valencia... La jerarquía intentó controlar los excesos más evidentes, a veces impidiendo ritos propiciatorios ancestrales (los goigs catalanes que recordaban a divinidades paganas, las procesiones excesivamente supersticiosas en petición de lluvia o contra las epidemias o la langosta) y reprimiendo el carnaval. Todo ello con poco éxito: ante el riesgo de tormentas que amenazaban una próxima cosecha, los párrocos no podían resistirse a la presión popular que les exigía subirse a los conjuratorios de las torres para espantar el nublado. El tañido de Velilla (parroquia cercana a Zaragoza, cuyas campanas se decía que estaban fundidas por los ángeles con las treinta monedas de Judas), se oyó sin que nadie lo tocara entre 1601 y 1686, para avisar que algo malo iba a ocurrir en España, según fue comprobado y avalado por el prestigioso teólogo Padre Guadalajara (desgraciadamente, era difícil no acertar con una desgracia). En 1641 la reproducción milagrosa de la pierna cortada de Miguel Pellicer (milagro de Calanda) fue aprovechada para la propaganda real en la sublevación de Cataluña.

### Protestas por las fundaciones conventuales
La sinceridad de la vivencia religiosa cristiana en la inmensa mayoría del pueblo no impedía que se manifestaran contradicciones y disfunciones en el funcionamiento de las instituciones religiosas. El aumento considerable de la presión económica de las fundaciones conventuales sobre los municipios produjo, ya en 1523, la petición 45 de las Cortes de Valladolid. En ella se solicitaba que los monasterios, iglesias y personas eclesiásticas no puedan comprar ni heredar bienes raíces, lo que fue concedido por Carlos V, aun previendo la confirmación del Papa, pero no tuvo cumplimiento, reiterándose en cortes sucesivas, y recibiendo la negativa de Felipe II a hacer novedad en ese asunto. En torno a 1600 Rodrigo Sánchez Doria, procurador por Sevilla, insistía en lo gravoso de ese peso sobre la economía castellana: en los lugares de más consideración las mejores casas, viñas, dehesas y heredades están en su poder, y aunque este daño es antiguo no se había notado como al presente, porque antes daban las casas a censo perpetuo y ahora las arriendan, y crecen las rentas. Aunque se fueron dictando prohibiciones, eran fáciles de eludir, y durante todo el siglo XVII la queja se renovó. Las fundaciones de conventos se hicieron muy escasas a partir de mediados del siglo XVII, y muchos de los creados con anterioridad pasaron por dificultades, al menos hasta después de la Guerra de Sucesión (1714). Eso no significó que las propiedades eclesiásticas no siguieran expandiéndose, más mediante compras de tierras que por las donaciones.

### Élites
En cuanto a las élites, su devoción tenía rasgos diferenciales, empezando por la vinculación con el alto clero. Las fundaciones religiosas privadas, capellanías, etc. eran un símbolo de prestigio social. La monarquía daba ejemplo con la especial atención a determinadas instituciones, a las que vinculaba a su familia, como el convento de las Descalzas Reales de Madrid. La ocupación de cargos eclesiásticos con fines políticos, empezando por la designación de cargos eclesiásticos para los segundones de la familia real, sin que eso significara apartarlos de la primera línea política o militar (el Cardenal-Infante). Un cuidado exquisito se ponía en el nombramiento de los confesores reales, que más que significar un asunto espiritual privado de los reyes, era tratado con criterios políticos. En otras ocasiones la carrera eclesiástica era una salida al fracaso político y una manera de evitar las represalias (Duque de Lerma).

### Brujería
Vive su momento estelar con el caso de Zugarramurdi (1610), que inquisidores "racionalistas" reconducen hábilmente. A pesar de estar muy presente incluso en la corte (Carlos II el Hechizado), en España la persecución de la brujería no alcanzó ni de lejos el furor del centro y norte de Europa. En cualquier caso hubo tanto autores partidarios de que las brujas realmente van (siguiendo la opinión de Santo Tomás de Aquino, defendida en España por Nicolau Eymeric en el siglo XIV, y en el XVI por Castañega, Ciruelo o Martín del Río) y otros que interpretaban la brujería como una alucinación (Pere Gil, Pedro de Valencia y el inquisidor Salazar Frías)

## Los españoles extienden el cristianismo

### Plazas africanas y Canarias
Las diócesis de Ceuta y de Tánger fueron restauradas con la ocupación portuguesa (1418 y 1459). Las plazas de Melilla y Orán fueron ocupadas por los castellanos (Cardenal Cisneros). La Conquista de las Islas Canarias fue acompañada de la creación de toda una estructura eclesiástica de nueva planta, desde las diócesis hasta las parroquias, monasterios, conventos y demás instituciones, en unas islas previamente y en otras de manera paralela a los comienzos de la colonización y evangelización de América, para la que su ejemplo sirvió de precedente.
En el año 1390 fue encontrada en las costas de Canarias una imagen de la Virgen María (la Virgen de la Candelaria, patrona de las Islas Canarias) por dos pastores aborígenes guanches los cuales le dieron culto, este hecho sucedió 100 años antes de la llegada de los castellanos y de la evangelización del archipiélago. Por esta razón la evangelización y catequización de las Islas Canarias está unida a esta advocación. Los conquistadores atribuyeron a un milagro de Dios que una imagen de la virgen fuese venerada aún antes de la llegada del evangelio, por esta razón el santuario de esta virgen fue el principal centro de la difusión de la religión católica entre los aborígenes canarios.

### Extremo oriente y Filipinas
Las misiones de los jesuitas, destacadamente de San Francisco Javier se desarrollaron de forma muy ambiciosa desde la India hasta China y Japón, bajo el control de la Corona portuguesa -incluida en la Monarquía Hispánica de 1580 a 1640-. Las Islas Filipinas fueron colonizadas por España, y el peso de los clérigos fue incluso superior al que alcanzaron en la colonización americana, destacando la presencia de los llamados Agustinos Filipinos (desde 1565). Desde allí los agustinos Martín de Rada y Jerónimo Martín fueron los primeros españoles en llegar a China (1575). La presencia secular en esos lugares explica la existencia de un singular Museo Oriental en el Convento de los Agustinos Filipinos de Valladolid, que fue la sede central donde se formaba a los misioneros antes de enviarlos.

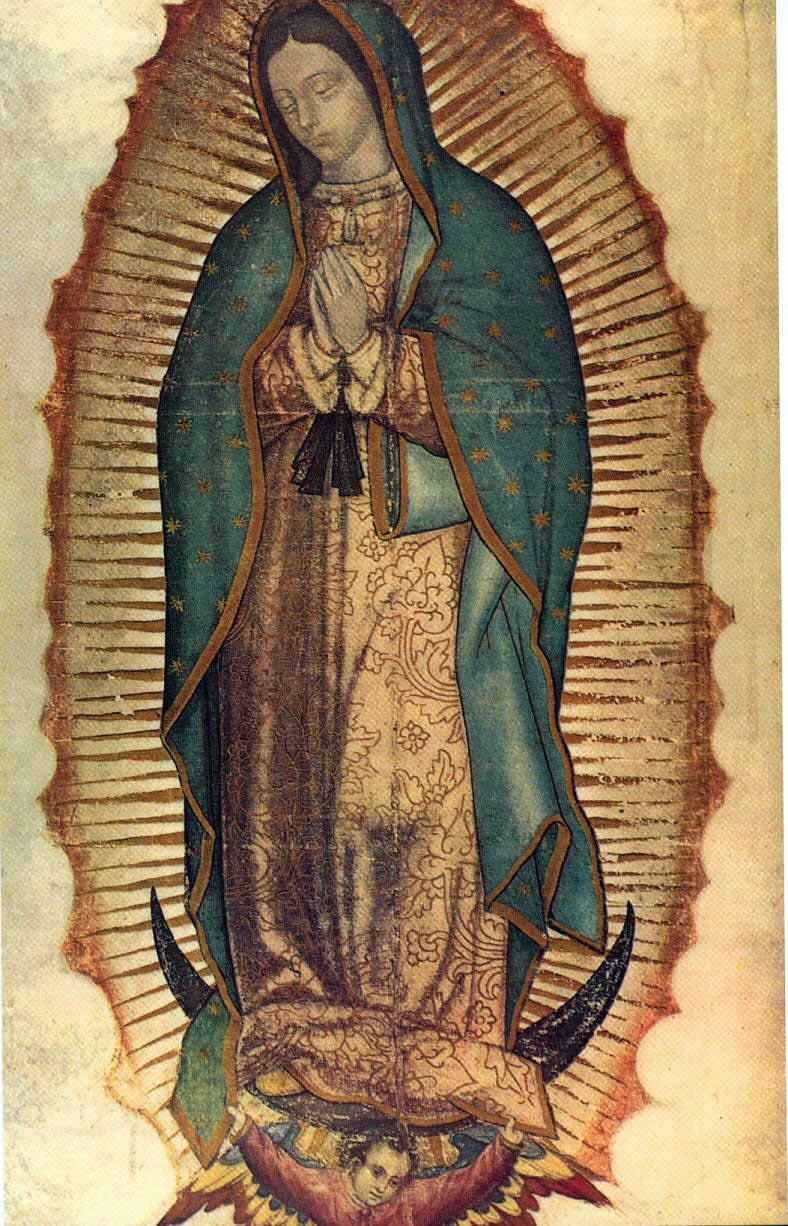
Imagen de la Virgen de Guadalupe de México.

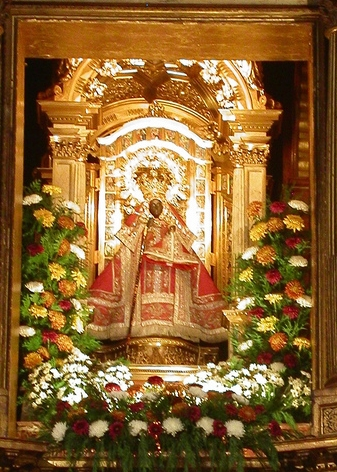
Imagen de la Virgen de Guadalupe de Guadalupe (Cáceres, España).

### América
Tras el descubrimiento de Colón, los Reyes Católicos se garantizaron el apoyo papal para la conquista y colonización del Nuevo Mundo y el Patronato regio (el control de los nombramientos de todo tipo de beneficios eclesiásticos, incluidos los obispos) mediante las Bulas Alejandrinas, a cambio de la misión espiritual de la evangelización. La ejecución en la práctica de ese mandato dio lugar a instituciones controvertidas: las encomiendas, que significaron una verdadera catástrofe humana en las islas del Caribe. El Sermón de Montesinos, por el que Antonio de Montesinos denunciaba esa situación con argumentos cristianos y humanistas fue amplificado por uno de sus oyentes, el encomendero arrepentido Bartolomé de las Casas, a partir de ese momento el mayor defensor de los indígenas americanos. Su mayor opositor en España fue Juan Ginés de Sepúlveda, que en la Junta de Valladolid tuvo oportunidad de contrarrestar sus argumentos. Previamente, otro debate teológico, la Junta de Burgos había instituido el requerimiento como documento a leer en los contactos con los pueblos a descubrir, para justificar su conquista.
Fue constante del siglo XVI al XVII la emigración a América de clérigos españoles, tanto a cubrir los puestos beneficiales seculares como las misiones (sobre todo franciscanos y jesuitas). Alcanzaron particular importancia las reducciones jesuíticas del Paraguay, que fueron objeto de polémica a raíz de los acuerdos hispanoportugueses y su resistencia armada.
El cristianismo americano se hizo en buena parte a partir del sincretismo religioso (caso claro de la Virgen de Guadalupe), cuando no por la destrucción junto con su cultura material de las creencias precolombinas (vistas como idólatras y demoníacas). Algunos clérigos tuvieron un interés antropológico por ellas (Fray Bernardino de Sahagún).
La América hispana fue una sociedad compartimentada en "castas", en la que la religión cumplía un papel esencial como amortiguador de los conflictos: sor Juana Inés de la Cruz, la China Poblana, el indio Juan Diego y San Martín de Porres, son ejemplos de los papeles reservados a las mujeres, los indios y los negros en cuanto a su función religiosa.

#### Protestantismo en Latinoamérica
Los alemanes llegados con la Familia Welser a Venezuela (1528-1546) con el respaldo de Carlos V fueron la primera comunidad protestante de América, pero se desmanteló en cuanto se hizo evidente su naturaleza contraria a la uniformidad católica que se pretendía para el Nuevo Mundo. También hubo otros casos individuales, pero eran reprimidos en cuanto se detectaban, y no se llegaron a formar otros núcleos protestantes hasta después de la Independencia de la América Hispana.

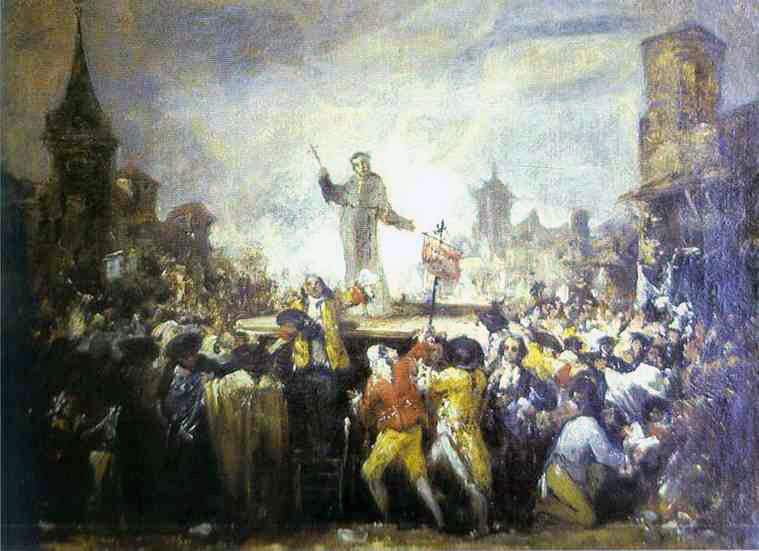
El motín de Esquilache, de Francisco de Goya.

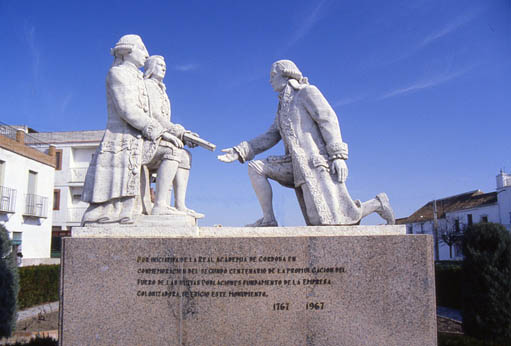
Monumento a Pablo de Olavide en La Carlota. Su negativa a la instalación de religiosos, más allá de los párrocos, en la repoblación de Sierra Morena, fue una de las causas que llevaron a su enfrentamiento con los clérigos "reaccionarios" u opuestos a los ilustrados, que le terminaron conduciendo a su procesamiento inquisitorial y condena. Ni siquiera la protección del rey Carlos III, sometido a un pulso de altura política, pudo bastar para librarle de ellos.

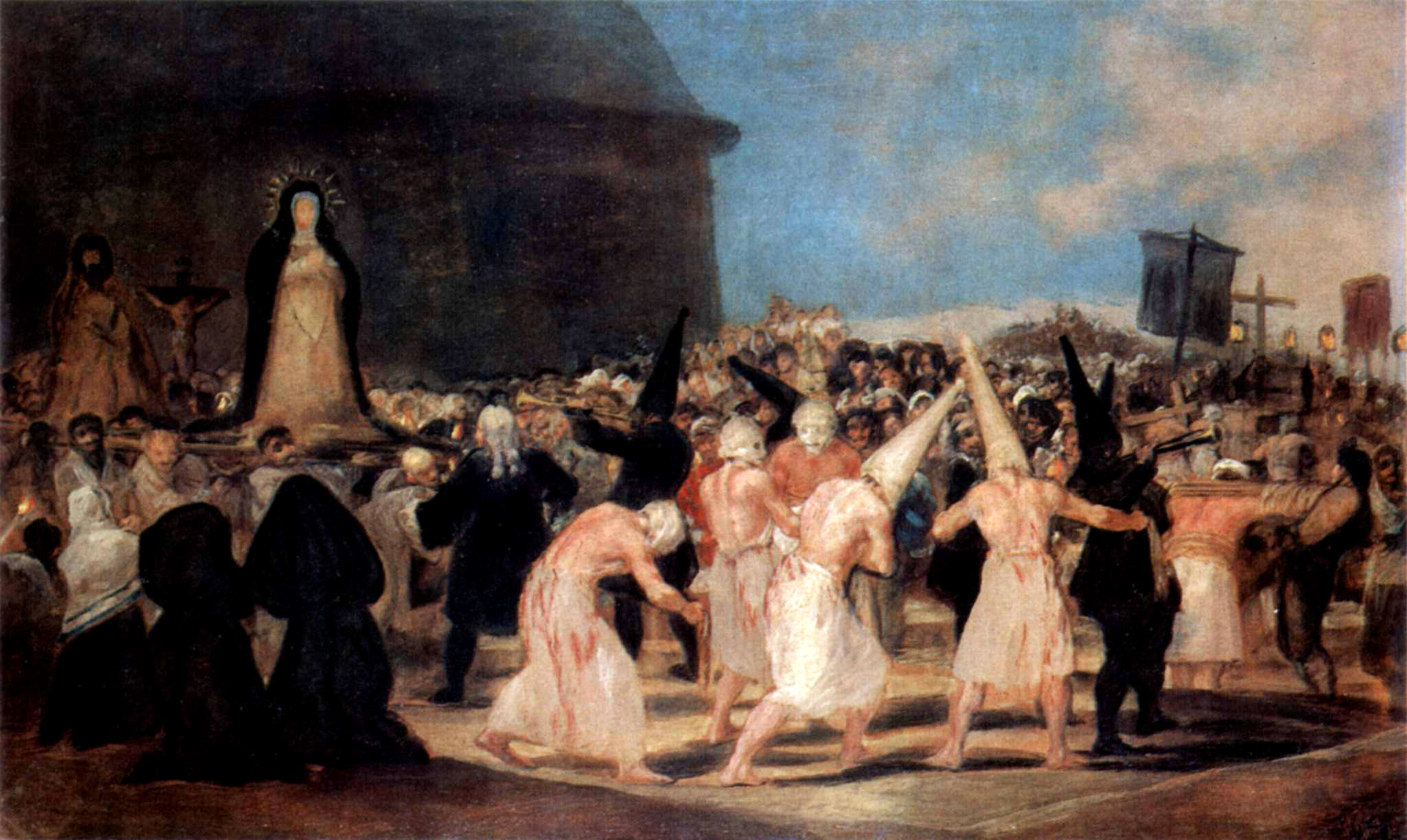
Procesión, de Francisco de Goya. El punto de vista ilustrado critica, considerándolos retrógrados, los aspectos más truculentos de la religiosidad popular, en este caso los disciplinantes.

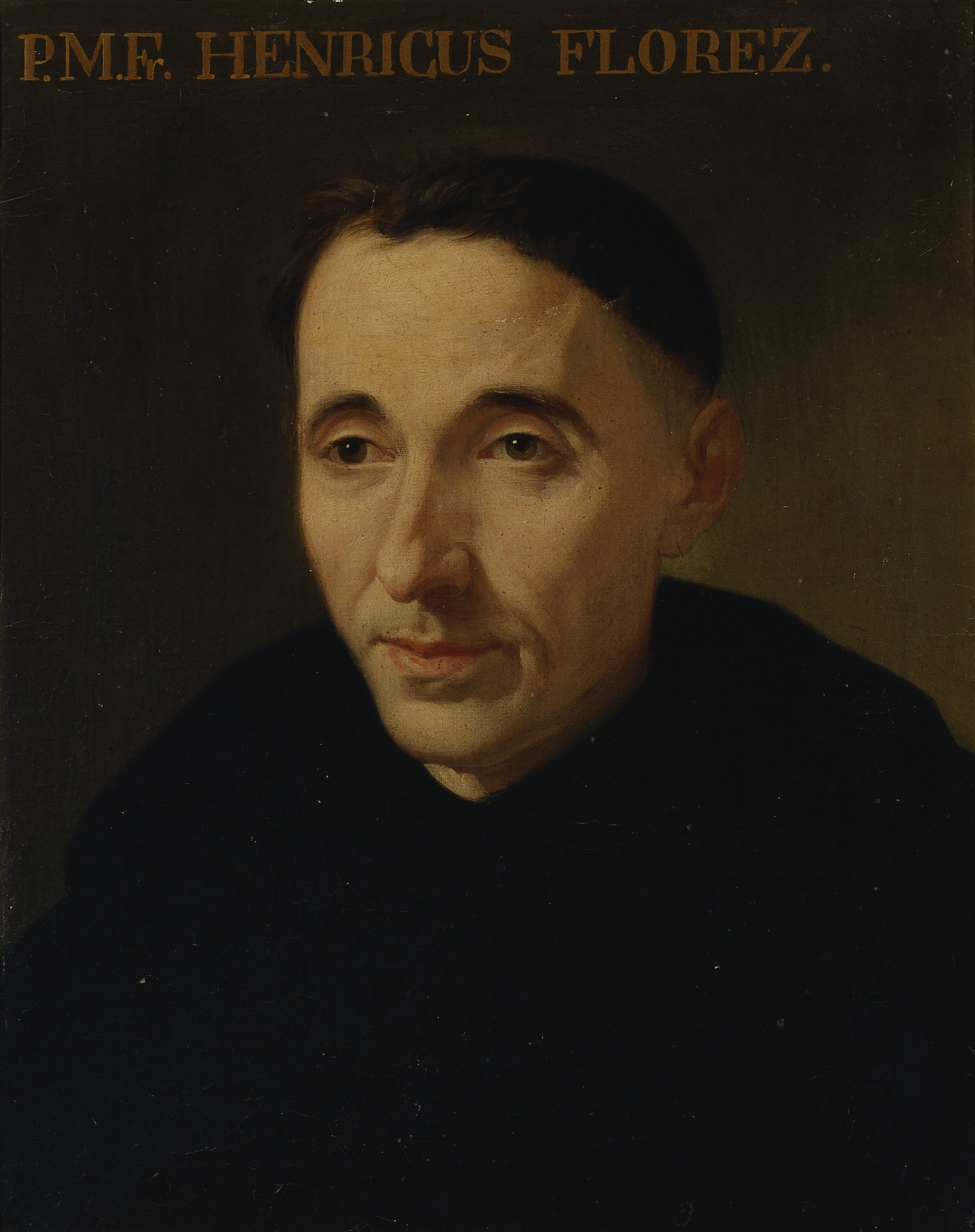
Enrique Flórez, iniciador de la monumental recopilación de fuentes historiográficas eclesiales España Sagrada.

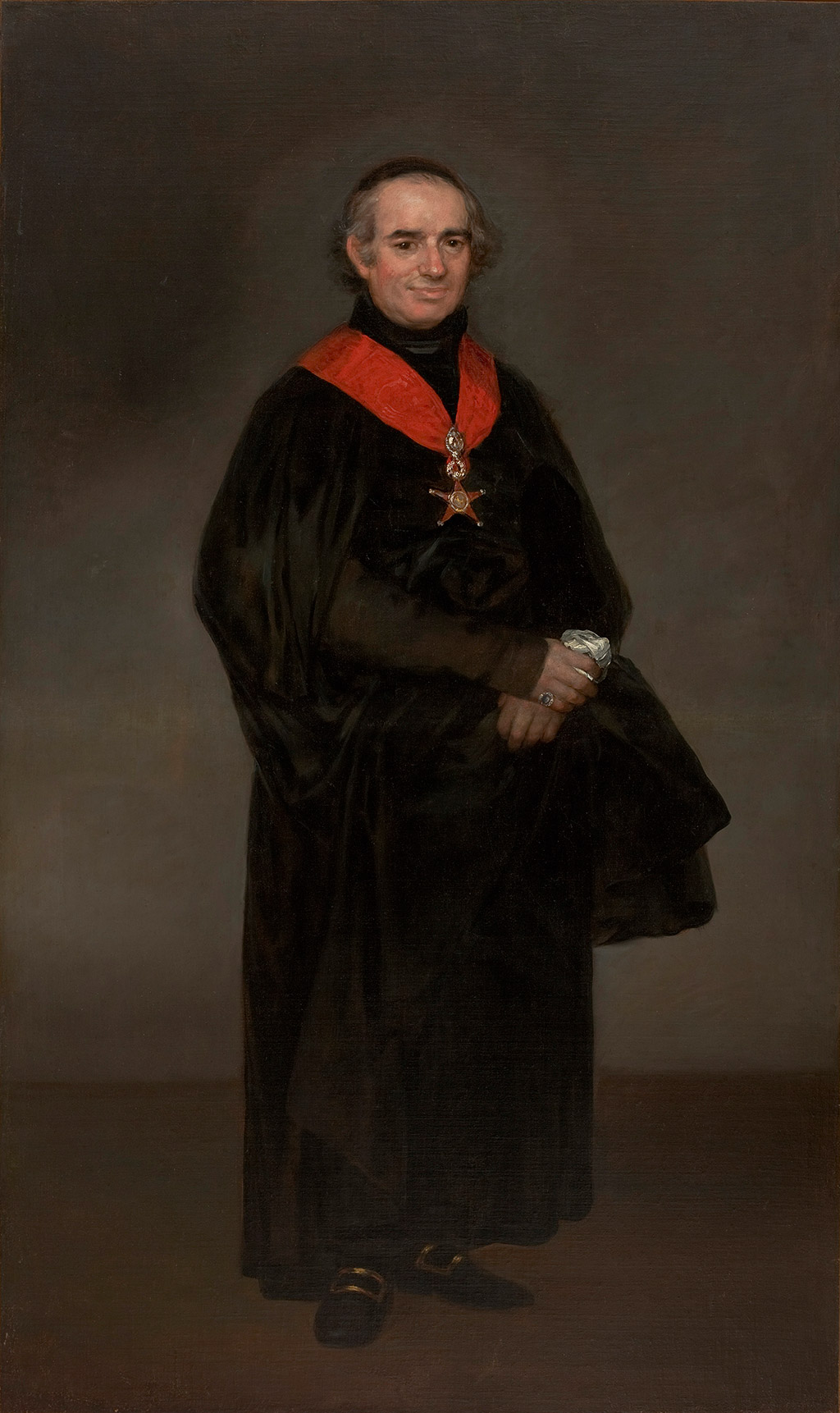
Retrato de Juan Antonio Llorente, de Francisco de Goya (1810). Clérigo afrancesado, en la primera parte de su carrera eclesiástica trató de reformar la inquisición, sin éxito, a pesar del apoyo de Jovellanos (que terminó encarcelado). Llegó a su cúspide bajo la dominación francesa, cuando propuso un Reglamento para la Iglesia Española. Desde el exilio publicó una demoledora Historia crítica de la Inquisción en España.

## Crisis del Antiguo Régimen

### Regalismo
El Siglo de las Luces comenzó con una afirmación del regalismo de la nueva dinastía de Borbón, que acentuó el control del rey sobre el clero en perjuicio del Papa. Las negociaciones del Concordato de 1753 tuvieron altibajos, con enfrentamientos internos que supusieron el proceso inquisitorial y exilio de uno de los principales partidarios del regalismo, Melchor de Macanaz.
La prerrogativa de regium exequatur (que confería a los reyes el derecho de retener hasta dar su aprobación las bulas y breves papales), había sido utilizada en el siglo XVI por Carlos V y Felipe II, pero había caído en desuso en el siglo siguiente. El regalismo de cuño borbónico no hizo más que restaurar esta regia prerrogativa en tiempos de Carlos III (18 de enero de 1762) y ampliar su aplicación a los asuntos relacionados con el dogma. La razón fue la polémica por la condena de la Exposition de la doctrine chrétienne de François Philippe Mesenguey. De todas maneras, al poco tiempo el exequatur se declaró en suspenso. Además se establecieron los recursos de fuerza, por los cuales la administración de justicia civil (Audiencias y Consejo de Castilla) revisarían en apelación las sentencias de los tribunales eclesiásticos, pudiendo revocarlas y dictar otras si encontraban vicios de procedimiento.
Sumado a todo ello, la expulsión de la Compañía de Jesús (fuertemente vinculada al Papado) en 1767 representó el punto más extremo al que llegó la política de orientación regalista en el siglo XVIII, bajo el reinado de Carlos III, influido por Tanucci y el denominado "partido jansenista" (Campomanes). La orientación regalista también se encauzó hacia otros asuntos económicamente muy sustanciosos: el expediente sobre amortización eclesiástica; la reforma del excusado (teóricamente el diezmo del mayor contribuyente de cada parroquia); y distintas disposiciones que afectaban al clero regular (prohibición de cuestaciones en las eras excepto a los franciscanos, mercedarios y trinitarios; prohibición de ocupaciones temporales a los monjes -1767-, y ajuste del número de religiosos de cada convento a sus ingresos -1770-).

### Nuevo ambiente intelectual
Desde principios del siglo XVIII se había iniciado un nuevo planteamiento de la misión asistencial de la Iglesia y del valor de la pobreza, como puede verse en la fundación del Monte de Piedad de Madrid por el sacerdote Francisco Piquer Rodilla (1702). La preocupación por la no interferencia de la vida religiosa en la esfera económica produjo propuestas de reforma del calendario laboral, como la de Campomanes, quien lo criticaba por excesivo, ya que para algunos oficios gremiales y meses del año existían casi tantos días festivos como laborables (no obstante, prudentemente, no criticaba las devociones por sí mismas, ni el cumplimiento de los preceptos).

los de fiesta, hacen un menoscabo considerable a la industria popular; y lo mismo sucede, si en los días festivos, en que oyendo misa es lícito trabajar, se dispensan de sus tareas los artesanos, y se entregan al ocio y a las diversiones
Discurso sobre la educación popular de los artesanos y su fomento, parte III (1773)

Los ilustrados dieciochescos fueron muy críticos con la Iglesia: se satirizó la degeneración de la oratoria sagrada (como en la conocida obra del padre Isla Fray Gerundio de Campazas, alias Zotes) y se criticó clandestinamente a la Inquisición (Moratín Quema de brujas en Logroño) y al modo en que se reclutaba a los miembros del clero, que, muchas veces faltos de vocación, se comportaban con frecuencia de forma licenciosa (por ejemplo, los escándalos del abuso de las confesiones: la solicitación). Se criticó incluso la implantación territorial del clero secular, muy tupida en el norte de España y muy dispersa en el sur, con zonas en Andalucía, La Mancha, Extremadura y Murcia, donde la atención pastoral era muy deficiente, mientras se hacía visibles en la vida social las figuras poco edificantes del beneficiado, que acumulaba las rentas de varios beneficios, del capellán que cantaban misa con escasos asistentes (o ninguno, aparte del monaguillo) en los palacios nobiliarios, del tonsurado, que no ejercía ninguna cura de almas o la del que recibía órdenes menores con el único fin de adquirir el fuero eclesiástico. Sobre todo eran objeto de las críticas ilustradas el excesivo número alcanzado por el clero regular (cuando no su propia función o existencia), y la distorsión al mercado e impedimentos para el desarrollo de una economía capitalista que significaban en conjunto tanto la riqueza de la iglesia (las tierras y propiedades urbanas del clero, sometidas a manos muertas y sus rentas, sobre todo el diezmo), como la manera de utilizarla: no en inversiones productivas que permitieran una acumulación de capital, sino en gastos suntuarios o en subvencionar la pobreza (en las Cortes de Cádiz un diputado liberal llegó a argumentar que la Iglesia producía pobreza justificándose en tener que socorrerla). Es significativo que la pobreza evangélica hubiera dejado de ser un valor social, y que las instituciones religiosas no recibieran críticas tanto por ser ricas como por no saber serlo: si en la época feudal se comportaron como un señorío más, en la transición al capitalismo no estaban demostrando la misma habilidad para convertirse en empresarios.
Todo es muestra del nuevo ambiente intelectual del siglo de las luces, que se había ido gestando en Europa noroccidental desde la crisis de la conciencia europea de finales del XVII y principios del XVIII, y que aunque llega tarde a España (excepto por una pequeñísima minoría de novatores), se va imponiendo sobre todo en la segunda mitad del XVIII. Emerge una nueva concepción racionalista, enciclopedista o volteriana, que en algunos puede llamarse deísta o panteísta (Bernardo de Iriarte, condenado con esos cargos por la inquisición en 1779; mientras que fueron obligados a abjurar de sus errores su hermano Tomás de Iriarte, el fabulista, en 1786 y Luis García Cañuelo, editor de El Censor, en 1788) o incluso relacionada con la masonería. Los grados en que se compartía ese programa intelectual variaban enormemente: las posturas críticas podían ser moderadas y perfectamente asumibles dentro de la mayor ortodoxia, en la línea de ilustración cristiana que había marcado Feijoo y adoptaron muchos clérigos (como Ramón Pignatelli) y buena parte de los obispos (Francisco Armañá, José Tormo, José Climent). Algunas posiciones eran más extremas, como la de Pedro Centeno (que pretendía depurar el catecismo de Ripalda, arsenal de embustes y patrañas, y las erratas, solecismos y disparates del Misal), o la del "jansenista" Joaquín Lorenzo Villanueva (De la lección de la Sagrada Escritura en lengua vulgar, un atrevimiento antes de la autorización de 1782, Recomendación de la lectura de la Biblia, que todavía parecía una costumbre protestante, y el regalista Catecismo de Estado según los principios de la religión de 1793).

### Mayoría "casticista"
Pero la gran mayoría de la sociedad, en todos los estamentos, se mantenía dentro de posiciones tradicionalistas, sobre todo en el terreno religioso. Es el momento en el que aparece la España Sagrada del Padre Flórez, un monumento historiográfico que busca en el pasado las esencias del cristianismo como rasgo esencial de lo español. Fray Diego José de Cádiz y otros predicadores capuchinos alentaban una religión afectiva y adaptada a las circunstancias locales, frente a la piedad elitista y uniformadora de los ilustrados, a través de los sermones masivos y de las misiones itinerantes, que creaban en los pueblos un clima de efusiva exaltación merced al premeditado empleo de recursos teatrales destinados a conmover los corazones de los fieles, actuando como una de las principales fuerzas opositoras a todas las corrientes ilustradas, incluso ante los recelos de buena parte del clero (denominado por aquellos como "jansenistas").
No hay que olvidar tampoco que el ascendiente de los clérigos seguía siendo enorme, sobre todo entre las masas populares: en la coyuntura crítica del Motín de Esquilache la plebe madrileña, que había iniciado una violenta revuelta, recondujo de una manera organizada la protesta tras la intervención del Padre Yecla, un franciscano (de los denominados gilitos (del convento de San Gil), que se puso una soga al cuello y con un crucifijo salió al encuentro de las turbas. También se produjo, sobre todo durante la primera mitad del siglo, una intensificación de las peregrinaciones a Santiago de Compostela.
En la educación, se había producido incluso un aumento de la influencia clerical desde el siglo anterior, tanto entre las élites (colegios jesuitas, como el Seminario de Nobles de Madrid, hasta su expulsión) como entre el pueblo bajo, casi totalmente analfabeto y confiado a la predicación del cura o a la llegada puntual y espectacular de predicadores de misiones. Incluso los escasos maestros municipales impartían una formación fuertemente religiosa. Los colegios escolapios (orden fundada en el siglo XVII por el español San José de Calasanz) aparecieron y se extendieron en esta época. Su proliferación hizo que fuesen incluso objeto de críticas economicistas como las de Olavide: "como enseñan de balde, quitan labradores".
Otra cosa eran las élites, o al menos parte de ellas: la pérdida del monopolio intelectual como consecuencia de la irrupción de los ilustrados laicos originó no pocos choques, con víctimas de ambos bandos, como la expulsión de los jesuitas (chivo expiatorio del Motín de Esquilache, lo que no dejó de ser bien visto por órdenes religiosas rivales) y el proceso inquisitorial a Pablo de Olavide. La animadversión por parte del catolicismo casticista a todo lo afrancesado tuvo su oportunidad de volver a identificar a lo español con lo católico en la guerra contra la Convención (1792), en que los párrocos leían homilías encendidamente patrióticas contra los franceses ateos y revolucionarios (tuvo gran difusión la obra de Fray Diego de Cádiz El soldado católico en guerra de religión). La Guerra de Independencia Española intensificó esa actitud del clero, que incluso llegó a tomar las armas (como fue el caso del cura Merino).
Alcanzó mucha resonancia, pero escasa trascendencia, el denominado Cisma de Urquijo (1799), durante la invasión napoleónica de los Estados Pontificios, que devolvía a los obispos españoles algunas atribuciones que había concentrado el Papa (dispensas matrimoniales). La medida fue defendida por el obispo de Salamanca Antonio Tavira (de tendencia "jansenista"), en aplicación de las ideas del episcopalista flamenco-holandés Zeger Bernhard van Espen que estaban en el ambiente europeo desde el Sínodo de Pistoia (1786) y las medidas de la Revolución francesa (Constitución Civil del Clero).

### Revolución Liberal
Los debates de la Constitución de Cádiz, a pesar de su solemne declaración

La Religión de la nación española es y será perpetuamente la católica, apostólica, romana, única verdadera. La Nación la protege por leyes sabias y justas y prohíbe el ejercicio de cualquiera otra.
Artículo 12

asociaron a la mayor parte del clero a la facción absolutista, que tuvo oportunidad de liquidar la obra de los liberales a la vuelta de Fernando VII, en gran parte gracias a la labor del canónigo Escóiquiz, antiguo preceptor del monarca. Con las Guerras Carlistas y la quema de conventos de 1835 quedó aún más en evidencia la identificación del clero con el absolutismo, lo que dio al ministro liberal Mendizábal la ocasión de privarles de su base económica con la desamortización de 1836. Contemporáneamente, puede hablarse de un creciente anticlericalismo, y del comienzo de un cierto proceso de descristianización entre las masas populares urbanas y de algunas zonas rurales donde el clero secular no había tenido una red de implantación tan densa como en otras (como en Andalucía). Este incipiente problema religioso sería en el futuro una de las brechas que llevarían al enfrentamiento de las Dos Españas.
En esa época se produjo también la abolición definitiva de la Inquisición, que había recibido con el libro de Juan Antonio Llorente una crítica demoledora.

## Reorganización del Protestantismo

### Inicio de la institucionalización del Protestantismo

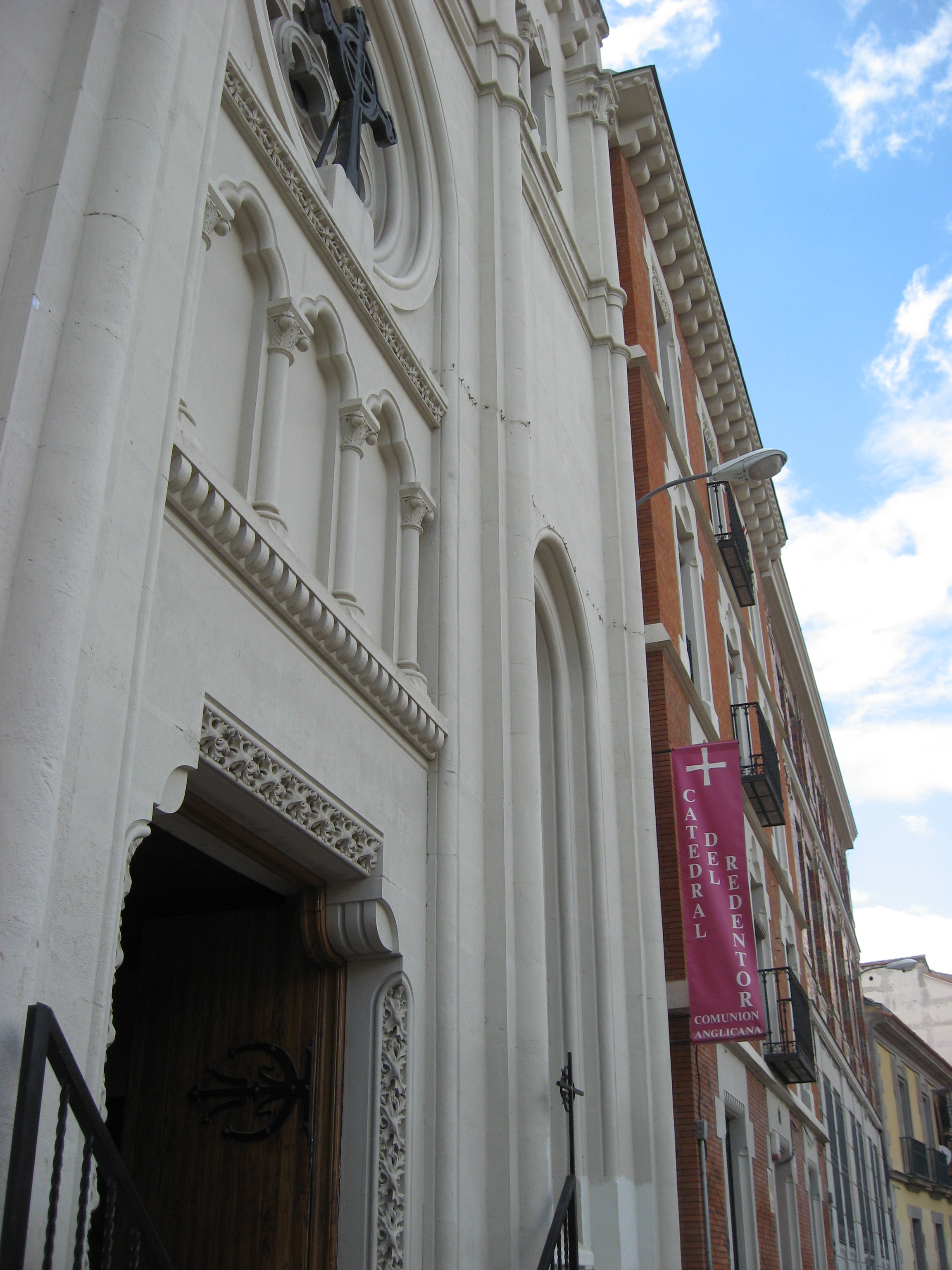
Exterior de la Catedral del Redentor, en Madrid, la única catedral de la Iglesia Española Reformada Episcopal.

A partir del primer tercio del siglo XIX comienza un periodo denominado por algunos historiadores como segunda reforma en España en el que tiene lugar el establecimiento formal y el desarrollo de Iglesias e instituciones evangélicas que ha continuado tras diversos avatares hasta el día de hoy.
La reorganización institucional del protestantismo se ve favorecida por la confluencia de al menos tres vectores.
El primero y primordial es el incremento de la tolerancia hacia los extranjeros no católicos residentes en España. En 1831 Fernando VII autoriza la construcción de cementerios civiles a los protestantes extranjeros.
El segundo es la llegada desde el extranjero de misioneros y de españoles protestantes para estudiar sobre el terreno e iniciar las tareas de reorganización del protestantismo español. Merecen ser citados Roberto Chapman, Guillermo Rule y George Alexander y los españoles Juan Calderón y Francisco de Paula Ruet.
Por último, merece la pena citar los propios evangélicos españoles que desde la clandestinidad y sumando sus esfuerzos al de los anteriores, dieron lugar a la organización, de hecho, de las primeras Iglesias protestantes españolas.
El historiador Gabino Fernández señala la ciudad de Cádiz y el año 1838 como el lugar y la fecha de la primera Iglesia Evangélica española.
Con los gobiernos liberales comenzó a plantearse la posibilidad de permitir la presencia e incluso predicación de protestantes (un interesante testimonio sobre esta actividad puede hallarse en la conocida obra de George Borrow The Bible in Spain ("La Biblia en España", 1843). Con anterioridad, y vinculadas al exilio, se habían producido algunas conversiones —entre ellas, la de José María Blanco White—, numéricamente poco significativas. Guillermo Harris Rule, metodista inglés, presbítero en Gibraltar, fundó en Cádiz la primera escuela (1838) y la primera iglesia (1839) del protestantismo español, que funcionó clandestinamente hasta 1868. El exfraile franciscano Juan Calderón se convirtió al protestantismo en Francia en 1824 y en Londres fundó las primeras revistas protestantes en español: El Catolicismo Neto y El Examen Libre, que circularon clandestinamente por España entre 1849 y 1850. Por entonces se crearon los primeros grupúsculos dispersos de protestantes españoles en Madrid, Andalucía (Sevilla, Málaga, Cádiz y Granada) y otros lugares. El hebraísta Luis de Usoz publicó los veintidós volúmenes de su Colección de Reformistas Españoles o Reformistas Antiguos Españoles (1847-1865), recuperando así con garantías filológicas las obras prohibidas de españoles protestantes y disidentes de la fe católica del siglo XVI, si bien estas obras no pudieron difundirse sino de manera semiclandestina. Posteriormente esta obra se vio complementada con la Biblioteca Wiffeniana de Benjamín B. Wiffen, antiguo colaborador de Usoz, y Boehmer. Biblias y evangelios gratuitos, baratos y sin notas se imprimían fuera de España y se introducían, la mayor parte de las veces, de contrabando.
Un listado de protestantes españoles solo recoge diez entradas para el siglo XIX (además de los antes citados). Dos de ellas se refieren a misioneros extranjeros: la estadounidense Alice Gordon Gulick (1847-1903) y el alemán Federico Fliedner (1845-1901). Los ocho españoles, muchos de ellos relacionados entre sí y exiliados en Gibraltar en 1863 (a causa de la presión del gobierno), son: José Alhama Teba (1/11/1825-5/4/1892, organizador de la primera iglesia evangélica de Granada); Juan Bautista Cabrera Ivars (1837-1916, escolapio, que a raíz de la revolución de 1868 obtuvo del general Prim facilidades para su actividad y fundó la primera iglesia evangélica de Sevilla. Llegó a ser el primer obispo de la Iglesia Española Reformada Episcopal (anglicana), rescatando el uso de la liturgia mozárabe); Antonio Carrasco Palomo (1842-1873, organizador de la primera iglesia evangélica de Madrid, en 1869); Juan Labrador Sánchez (1855-1935, general de artillería de la armada); Lorenzo Lucena Pedrosa (1807-1881, catedrático de Teología y vicerrector, que hizo carrera eclesiástica en Gibraltar e Inglaterra); Manuel Matamoros García (1834-1866, encarcelado por su actividad religiosa en 1861); Pedro Sala y Vilaret (1838-1916, inicialmente sacerdote católico, filósofo, ateneísta y profesor de un colegio protestante de enseñanza media en Madrid, que terminó por abandonar su militancia protestante); y Luis Usoz y Río (1805-1865, cercano a los cuáqueros, filólogo y editor de Reformistas antiguos españoles, de 1847 a 1880, especialista en Juan de Valdés, que reunió una biblioteca de 10 000 volúmenes, hoy en la sección de raros de la Biblioteca Nacional).

### Sexenio democrático y la Primera República

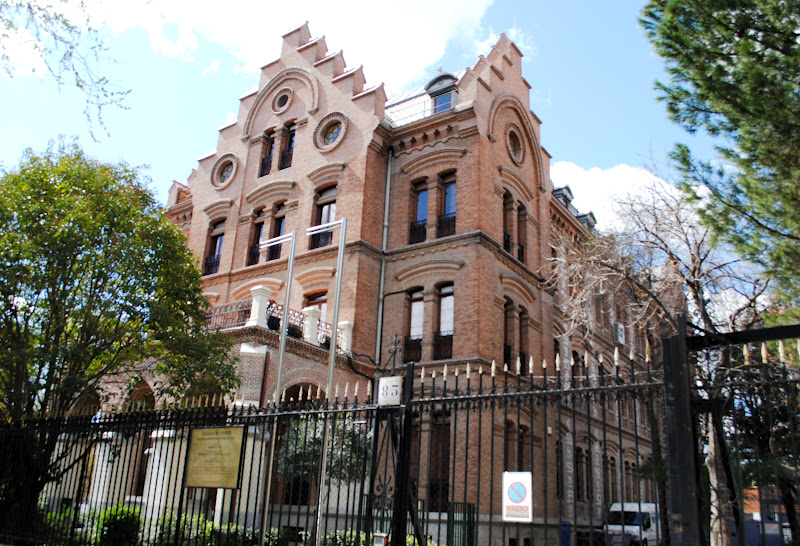
Iglesia de Cristo Madrid. Templo de la Iglesia Evangélica Española en Madrid.

Tras la Revolución de 1868 la situación de los protestantes españoles se vio notablemente favorecida. El Gobierno provisional concede mediante decreto la libertad de culto en 1868. En este periodo se fundaron públicamente Iglesias, escuelas, periódicos, editoriales, hospitales, hogares de ancianos y orfanatos.
En los colegios evangélicos, se instauraron los últimos métodos pedagógicos europeos, abogando por la supresión del axioma de que la letra con sangre entra y favoreciendo una enseñanza plural y mixta al estilo de la Institución Libre de Enseñanza.
También se produjeron decididos esfuerzos en otros planos de índole social como es el caso de la actuación del pastor protestante Antonio Carrasco, un amigo de Emilio Castelar, que como vicepresidente de la Sociedad para la Abolición de la Esclavitud, trabajó eficazmente junto con otros protestantes en pro de la abolición de la esclavitud en las colonias españolas de Puerto Rico y Cuba.
Los lugares de mayor implantación de las Iglesias Evangélicas fueron Andalucía, Madrid, Cataluña, Baleares y Galicia.
El 24 de enero de 1869 Julio Vizcarrondo (abolicionista de origen puertorriqueño), como presidente del Comité Central de la Unión Evangélica Española, obtuvo licencia municipal para celebrar públicamente culto protestante en Madrid. Las divisiones entre los protestantes españoles multiplicaron las denominaciones de sus iglesias: La primera asamblea de la Iglesia Reformada Española (1869) dará paso a la Iglesia Cristiana Española (1871) y a la Iglesia Evangélica Española (1897), todas ellas de política presbiteriano. La política episcopal produjo una escisión denominada Iglesia Española Reformada Episcopal (anglicana), 1880, la de Juan Bautista Cabrera. Por otro lado, la Iglesia Bautista se fundó en Madrid el 10 de agosto de 1870. En ese mismo año de 1870 el misionero protestante español Félix Moreno Astray fundó un activo núcleo en pleno arzobispado de Toledo, en Camuñas, y otro igualmente próspero en Alcázar de San Juan en 1874.

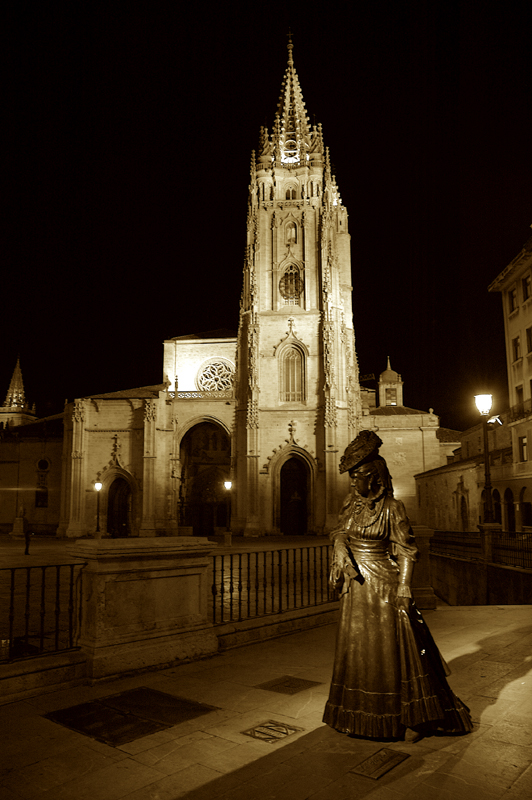
Escultura de La Regenta, frente a la Catedral de Oviedo. La novela naturalista de Clarín refleja crudamente la nueva posición de la Iglesia en la España del último cuarto del : asentada la nueva clase dominante -alta burguesía y aristocracia-, el clero (representado en la novela por Don Fermín de Pas, que desde orígenes humildes ha conseguido llegar a canónigo magistral) se esfuerza por adaptarse de forma realista a la nueva situación, comprobada como imposible la vuelta al Antiguo Régimen: la influencia que el confesionario alcanzaba sobre las mujeres de alta posición (Ana Ozores, la Regenta, joven esposa del regente de la Audiencia) se percibía como un valor inapreciable.

Ya podeis recorrer España con la Biblia bajo el brazo
Entrevista de Prim con Juan Bautista Cabrera, Algeciras, 1868

## Cristianismo en la España burguesa
El reinado de Isabel II comenzó con un enfrentamiento claro de los liberales contra el clero, pero la situación se recondujo tras el abrazo de Vergara. La búsqueda de un acercamiento de la intelectualidad católica a la nueva situación la encarna la obra y trayectoria vital del sacerdote y filósofo Jaime Balmes (1810-1848) —autor de El Criterio, El protestantismo comparado con el catolicismo en sus relaciones con la civilización europea y el manual La religión demostrada al alcance de los niños—, partidario del aperturismo liberal de Pío IX, ante la incomprensión de la mayor parte de la opinión católica española, profundamente tradicionalista, y que incluso pretendió superar la división dinástica con un matrimonio entre Isabel II y Carlos Luis de Borbón, heredero de la rama carlista.
Los gobiernos moderados se reconciliaron con el papado, firmándose el Concordato de 1851. La clave fue la renuncia del clero a la recuperación de los bienes desamortizados, mientras que el estado se comprometía al mantenimiento de un Presupuesto de Culto y Clero. España seguiría siendo un estado confesional, con capellanías en el ejército y las prisiones. Se mantendrían las peculiaridades del derecho canónico y la condición católica del matrimonio. La propia reina se rodeó de lo que Valle Inclán llamaba la corte de los milagros, en la que figuraban Sor Patrocinio (la monja de las llagas) y San Antonio María Claret, fundador de la orden claretiana. Isabel II recibió la Rosa de Oro, la más importante condecoración papal, que suponía un apoyo no por simbólico menos importante, teniendo en cuenta que hasta entonces el pretendiente carlista había sido mejor visto por la jerarquía eclesiástica.
La revista jesuita Razón y Fe se centró en la defensa de la función docente de la Iglesia, tanto en las escuelas públicas como en las de las congregaciones religiosas, presentando la enseñanza confesional reconocida en el Concordato como una función patriótica.
El sexenio revolucionario significó un nuevo periodo de desencuentro entre gobiernos progresistas, demócratas y republicanos y la Iglesia, que no estaba en condiciones de organizar un partido político con una base electoral suficiente, como el Zentrum alemán. Los llamados neocatólicos no fueron una fuerza parlamentaria decisiva. Hay que recordar que cuestiones como la soberanía nacional o el mismo concepto de liberalismo habían sido recientemente declarados anatemas por la Iglesia católica. Ya en época de la Restauración, tuvo una amplia difusión el libro de Félix Sardá y Salvany El liberalismo es pecado (1884), que recibía el sobrenombre de la Biblia de los intransigentes.
La Constitución de 1869 fue la primera de las españolas en reconocer la libertad religiosa, el matrimonio civil y los derechos civiles plenos para los no católicos (artículo 27). El código civil de 1889, en el contexto nuevamente confesional de la Restauración, reconocía dos formas de matrimonio: el civil y el canónico que deben contraer todos los que profesan la religión católica, frase que suscitó distintas interpretaciones.
La Iglesia protagonizó un espectacular resurgimiento en España en el último cuarto del siglo XIX, gracias a la actualización de su función social. Estimulada por el papado, llevó a cabo un amplio programa de actuación social, sobre todo en educación y labor asistencial. La doctrina social de la iglesia, definida por el magisterio pontificio, se difundió sin tensiones graves, aunque un sector estaba intranquilo por lo que se percibía como una sensibilidad demasiado avanzada, a pesar de su evidente paternalismo y actitud de respuesta a la amenaza del encuadramiento obrero con los movimientos socialistas y anarquistas. Si las encíclicas me despojan, me haré cismático, llegó a decir un diputado.
Los Círculos Católicos de Obreros (que no habían tenido demasiado éxito en Francia o Bélgica) fueron introducidos por el jesuita Antonio Vicent, para restaurar la caridad y la abnegación en el patrono y la paciencia y la religiosidad en el obrero. Nunca pasaron de ser centros piadosos y de recreo en locales cedidos por los patronos. Aunque se extendieron por toda España, para 1900 estaba claro que solo tenían una presencia efectiva en zonas rurales, donde desarrollaron algunos proyectos cooperativos. Incluso canónigos como Arboleya los censuraban por insistir más en las obligaciones de los obreros que en las de los capitalistas, y no proponer seriamente la reivindicación de derechos ni la reparación de injusticias.
El jesuita Sisinio Nevares promueve la Confederación Nacional Católico-Agraria.
La exigencia de que las enseñanzas en la universidad fueran conformes a la doctrina católica produjo la salida de un nutrido grupo de intelectuales cercanos al krausismo, liderados por Francisco Giner de los Ríos, que fundaron la Institución Libre de Enseñanza. La intelectualidad católica también contaba con figuras de nivel, como el polígrafo Marcelino Menéndez Pelayo.
Para 1902, la Institución Libre de Enseñanza y otras instituciones laicas no llegaban a las cien escuelas, mientras que las dirigidas por instituciones religiosas eran casi cinco mil, repartidas entre 294 comunidades religiosas masculinas y 910 femeninas. Ejercían en la práctica el monopolio de la enseñanza secundaria (un ochenta por ciento del alumnado). El interés por aumentar su presencia también en la escuela primaria, donde solo estaba escolarizado en centros religiosos un tercio de los alumnos, produjo la fundación de las Escuelas del Ave María por el sacerdote y pedagogo Andrés Manjón.

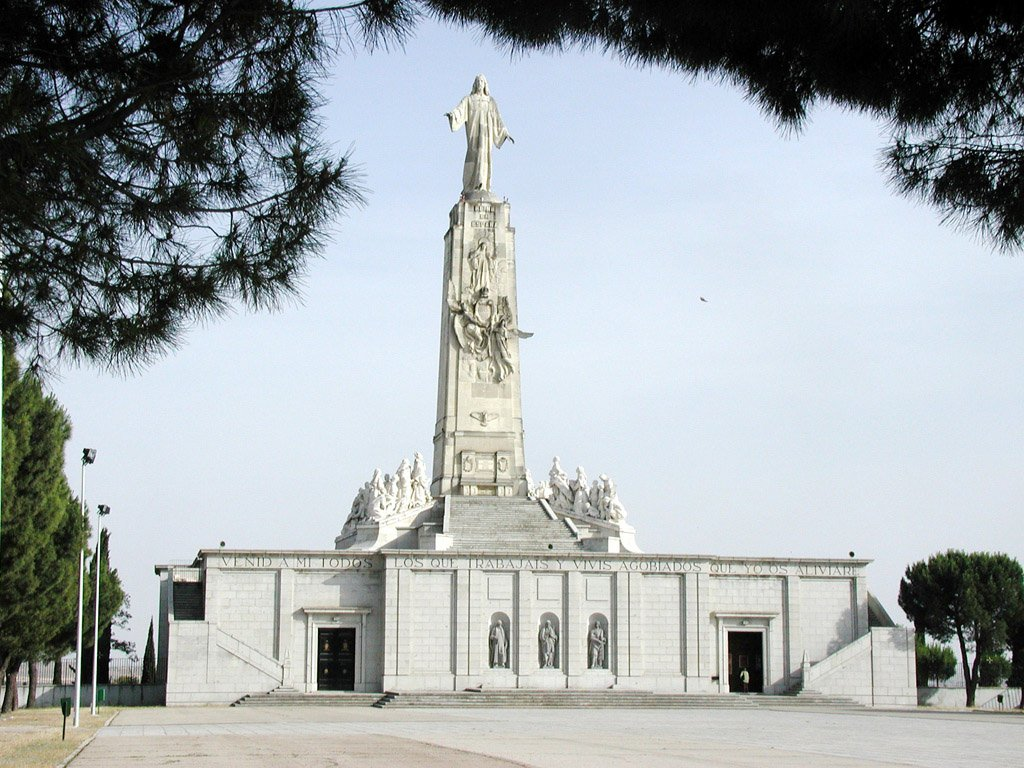
El santuario del Cerro de los Ángeles, en el centro geográfico de España, se construyó como monumento a la Consagración de España al Sagrado Corazón de Jesús. Durante la Guerra Civil fue "fusilado" por milicianos republicanos, y posteriormente, "desagraviado" tras la victoria de Franco.

## SigloXX
A partir de principios de siglo, la acción social católica se reorientó desde el interclasismo de los Círculos Católicos a la creación de sindicatos católicos que representaran únicamente a los obreros, aunque no tuvieron un crecimiento comparable a los sindicatos de izquierda, a excepción de los Vizcaya y Guipúzcoa, donde apareció Solidaridad de los Trabajadores Vascos (ELA-STV), un sindicato de orientación católica y nacionalista vasca, cercano al PNV.
La Semana Trágica de Barcelona (1909) evidenció la distanciamiento de la Iglesia que había alcanzado la clase obrera concentrada en esa ciudad, la más importante en población e industria, de miserables condiciones de trabajo y sometida al reclutamiento para la guerra de África. Su descontento, que el movimiento obrero anarquista y socialista no supo encauzar hacia enemigos de clase más objetivamente evidentes, fue fácilmente canalizado hacia objetivos de gran fuerza simbólica por la demagogia lerrouxista:

Jóvenes bárbaros de hoy, entrad a saco en la civilización decadente y miserable de este país sin ventura, destruid sus templos, acabad con sus dioses, alzad el velo de las novicias y elevadlas a la categoría de madres para virilizar la especie, penetrad en los registros de la propiedad y haced hogueras con sus papeles para que el fuego purifique la infame organización social, entrad en los hogares humildes y levantad legiones de proletarios, para que el mundo tiemble ante sus jueces despiertos.
Alejandro Lerroux (1906) ¡Rebeldes!,¡Rebeldes!

La Ley del candado (1910), promulgada por el gobierno Canalejas, impidió el establecimiento de nuevas órdenes religiosas, cuya expansión era vista con recelo por los liberales dinásticos, cuyo anticlericalismo no era tan radical como el de la oposición republicana.
Con la creación del Ministerio de Instrucción Pública comenzó un enfrentamiento explícito entre los gobiernos liberales y la enseñanza religiosa. Con motivo de los decretos que pretendían controlar la contratación de profesorado, el arzobispo de Sevilla pronunció en el Senado (1901) un discurso en que por primera vez la Iglesia propugnaba la defensa de la libertad de enseñanza (hasta entonces considerada un anatema, como en el escándalo de la expulsión de los krausistas): el monopolio de la enseñanza... era el camino abierto a la esclavitud de los espíritus, mientras que la "libertad de enseñanza, por la emulación que crea, hace que todos trabajen para eumentar sus conocimientos... enseñadores y enseñados, maestros y discípulos". Se crea la Federación de Amigos de la Enseñanza (FAE)y es aprobada por el papa la Institución Teresiana (1924, aunque había sido iniciada en 1911 por San Pedro Poveda).
Los primeros años del siglo son también los del lanzamiento de una cabecera periodística que representará la opinión católica: el diario El Debate.

### Segunda República
El Estado español no tiene religión oficial.
Constitución española de 1931, Artículo 3.

Todas las confesiones religiosas serán consideradas como Asociaciones sometidas a una ley especial.
El Estado, las regiones, las provincias y los Municipios, no mantendrán, favorecerán, ni auxiliarán económicamente a las Iglesias, Asociaciones e Instituciones religiosas.
Una ley especial regulará la total extinción, en un plazo máximo de dos años, del presupuesto del Clero.
Quedan disueltas aquellas Órdenes religiosas que estatutariamente impongan, además de los tres votos canónicos, otro especial de obediencia a autoridad distinta de la legítima del Estado. Sus bienes serán nacionalizados y afectados a fines benéficos y docentes.
Las demás Órdenes religiosas se someterán a una ley especial votada por estas Cortes Constituyentes
Artículo 26

La libertad de conciencia y el derecho de profesar y practicar libremente cualquier religión quedan garantizados en el territorio español, salvo el respeto debido a las exigencias de la moral pública.
Los cementerios estarán sometidos exclusivamente a la jurisdicción civil. No podrá haber en ellos separación de recintos por motivos religiosos.
Todas las confesiones podrán ejercer sus cultos privadamente. Las manifestaciones públicas del culto habrán de ser, en cada caso, autorizadas por el Gobierno.
Nadie podrá ser compelido a declarar oficialmente sus creencias religiosas.
Artículo 27

Las disposiciones relativas a la libertad religiosa y determinadas limitaciones previstas en la constitución (artículos 26 y 27) son interpretadas habitualmente en el sentido de que la Segunda República Española dispuso de una legislación claramente anticlerical. En la práctica, las más importantes y polémicas eran la supresión del presupuesto de Culto y Clero y las exenciones impositivas, y las relativas a la enseñanza y la supresión de la Compañía de Jesús. Otras de menor trascendencia eran la secularización de los cementerios, necesidad de autorización para las manifestaciones públicas de culto, prohibición a los eclesiásticos del acceso a las más altas magistraturas del Estado, etc.).
La concesión del sufragio femenino en 1932 tuvo detractores desde ambientes progresistas por considerar que las mujeres votarían según la orientación de sus confesores (enfrentamiento entre Clara Campoamor y Victoria Kent).
La relación de la jerarquía católica con Acción Popular y la CEDA, aunque no fue de dependencia orgánica o programática, sí fue evidente a nivel ideológico y personal, incluso institucional. Las quemas de iglesias y asesinatos de sacerdotes durante la fracasada revolución de 1934 volvieron a recordar a todos que el religioso era un frente de confrontación entre las Dos Españas. Parecía trágicamente evidente que los españoles estaban

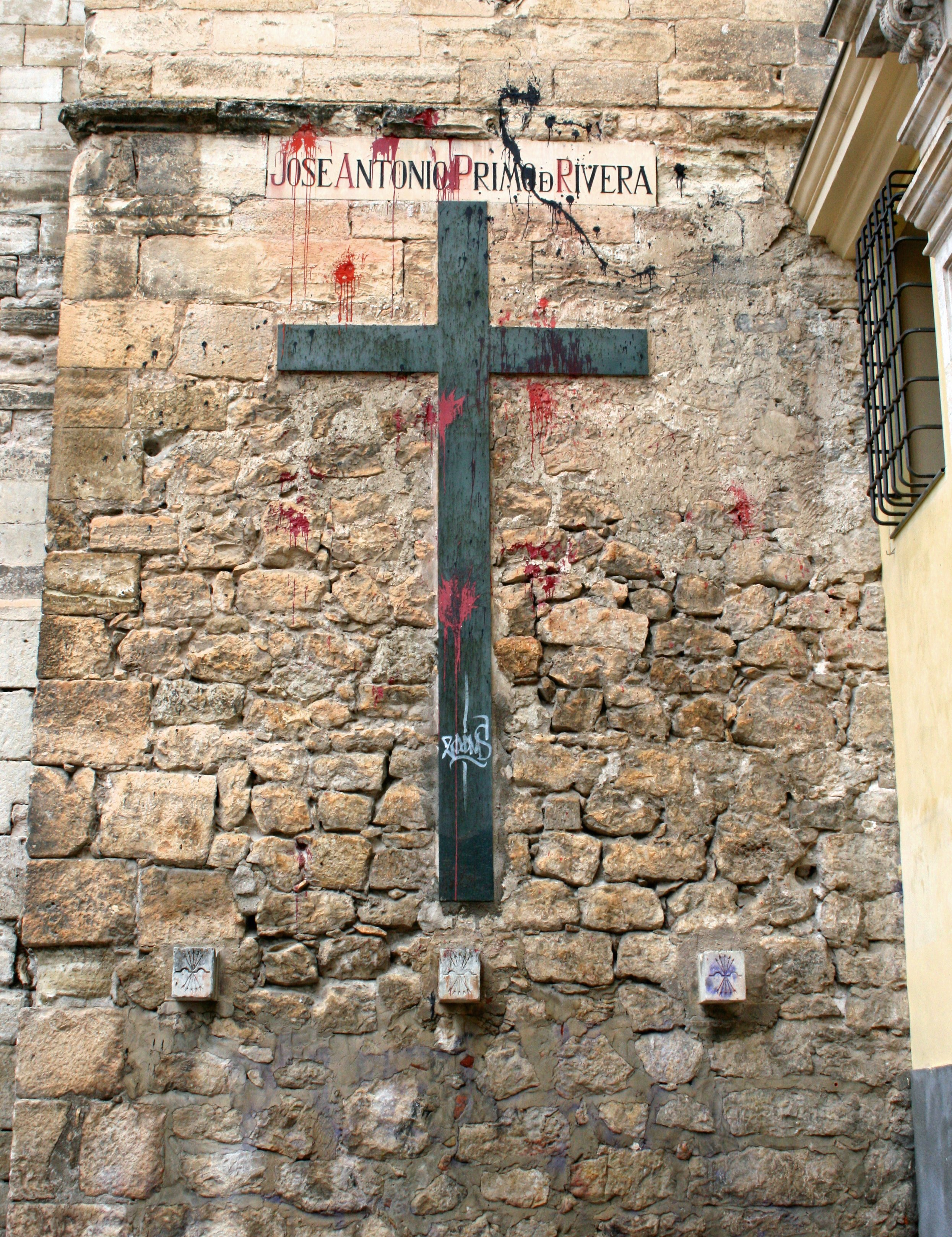
En innumerables iglesias de España se colocaron, al término de la Guerra Civil, placas de homenaje a los Caídos por Dios y por España, con una lista encabezada en todos los casos por José Antonio Primo de Rivera (el ausente) y continuada por los muertos del bando nacional de la localidad. Solía terminarse con un marcial ¡Presentes!. Esta corresponde al muro exterior de la Catedral de Cuenca, y ha sido objeto de sabotaje con pintura roja.

condenados a ir siempre detrás de los curas, o con el cirio o con el garrote
Agustín de Foxá

### Guerra civil española
Con la Persecución religiosa durante la guerra civil española llegó el martirio para no pocos de los dirigentes sindicales católicos que quedaron en la parte de España controlada por el bando republicano, cayendo Dimas Madariaga Almendros y su presidente Ricardo Cortés Villasana, ambos diputados. También fue asesinado el sacerdote dominico José Gafo fundador del Sindicato de Ferroviarios Libres de Madrid y beatificado en octubre de 2007 por el papa Benedicto XVI.

La Iglesia, a pesar de su espíritu de paz, y de no haber querido la guerra ni haber colaborado en ella, no podía ser indiferente en la lucha: se lo impedía su doctrina y su espíritu, el sentido de conservación y la experiencia de Rusia. De una parte se suprimía a Dios, cuya obra ha de realizar la Iglesia en el mundo, y se causaba a la misma un daño inmenso, en personas, cosas y derechos, como tal vez no la haya sufrido institución alguna en la historia; de la otra, cualesquiera que fuesen los humanos defectos, estaba el esfuerzo por la conservación del viejo espíritu, español y cristiano....
Mientras en la España marxista se vive sin Dios, en las regiones indemnes o reconquistadas se celebra profusamente el culto divino y pululan y florecen nuevas manifestaciones de la vida cristiana.
Carta colectiva de los obispos españoles a los obispos de todo el mundo con motivo de la guerra en EspañaPamplona, 1.º de julio de 1937

La Carta colectiva del episcopado español durante la Guerra Civil tuvo una gran repercusión internacional, atrayendo apoyos al bando franquista, sobre todo entre los católicos franceses y estadounidenses y el Vaticano. Ante la supresión casi total de las actividades de culto en la zona republicana y los asesinatos de miles de personas especialmente relacionadas con la Iglesia (obispos —13 de un total de 70—, sacerdotes, religiosos masculinos y femeninos y seglares), el documento consideraba la situación como una persecución religiosa y a sus víctimas como mártires, y justificaba la sublevación militar como algo providencial: una verdadera Cruzada que debía salvar a España del ateísmo marxista.
Entre los obispos con más destacada actividad durante la Guerra Civil estuvieron Enrique Plá y Deniel (Las dos ciudades, 1936; El Triunfo de la Ciudad de Dios y la resurrección de España, 1939) y los cardenales Pedro Segura e Isidro Gomá. La influencia vaticana en el nuevo Estado Nacional de Franco fue muy importante, tanto que incluso consiguió impedir (enero de 1939) la ratificación de un convenio de cooperación cultural firmado con la Alemania nazi, que veía como peligroso en términos ideológicos. No obstante hubo algún cardenal (Francisco Vidal y Barraquer) que se negó a firmar la Carta colectiva y que se negó a reconocer el régimen franquista, muriendo exiliado en Roma.
Paradójicamente, hubo también religiosos muertos por las tropas franquistas, aunque en reducido número: varios sacerdotes católicos relacionados con el nacionalismo vasco y algunos miembros de otras confesiones: al menos un testigo de Jehová, Antonio Gargallo, se declaró objetor de conciencia y un pastor protestante (amigo de Unamuno) que además era masón. La masonería fue un movimiento que, precisamente por no ser religioso sino su contrafigura, fue especialmente reprimido por el bando vencedor, que tuvo hacia la presunta conspiración judeomasónica una verdadera obsesión.

### Nacionalcatolicismo

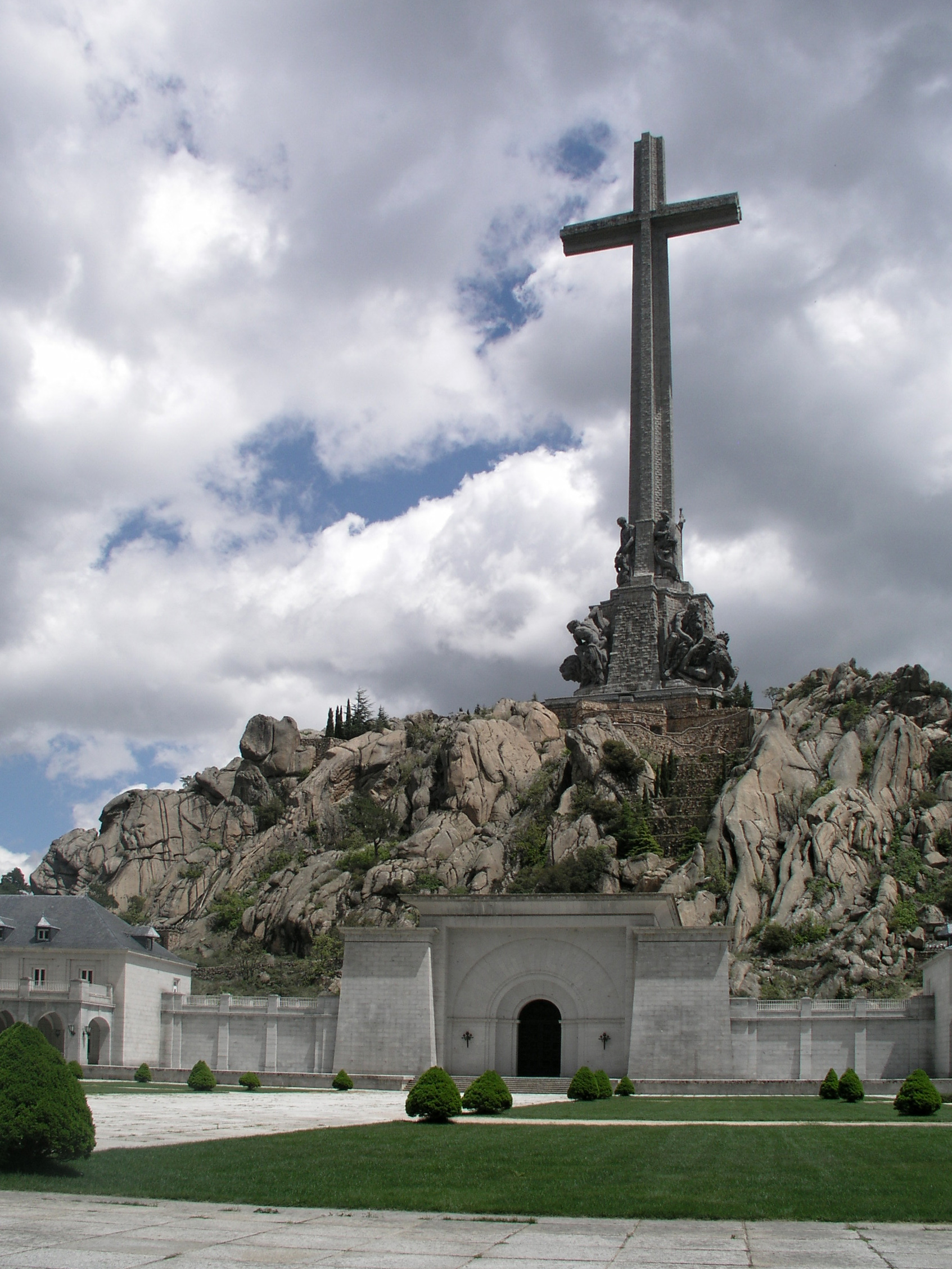
La cruz que se eleva sobre la Abadía del Valle de los Caídos (Juan de Ávalos) preside el paisaje de la Sierra de Guadarrama, imponiéndose incluso sobre la mole del cercano Monasterio de El Escorial, con el que guarda una relación simbólica evidente.

El enfrentamiento de los sindicatos católicos con los falangistas tras la Guerra Civil supuso su disolución mediante el Decreto de Unificación Sindical de 2 de agosto de 1940 y posterior circular del Delegado Nacional de Sindicatos de 28 de noviembre del mismo año.
Solamente la Confederación Nacional Católico-Agraria contaba, en 1940, con 2 726 sindicatos, 1 146 Cajas Rurales y 33 Federaciones, con un total de unas 255 000 familias. Se salvaron, por bien pensada estratagema algunas organizaciones locales, como las de la provincia de Burgos y de Navarra.

La profesión y práctica de la Religión Católica, que es la del Estado español, gozará de la protección oficial.
El Estado asumirá la protección de la libertad religiosa, que será garantizada por una eficaz tutela jurídica que, a la vez, salvaguarde la moral y el orden público...
El Estado reconoce y ampara a la familia como institución natural y fundamento de la sociedad, con derechos y deberes anteriores y superiores a toda ley humana positiva. El matrimonio será uno e indisoluble. El Estado protegerá especialmente a las familias numerosas.
Fuero de los españoles de 1945: artículos 6 y 22

Tras la derrota del Eje en la Segunda Guerra Mundial, el Vaticano fue el mayor apoyo internacional del gobierno de Francisco Franco, manifestado en lo que fue el mayor evento internacional —tanto religioso como civil— celebrado en España en esos años: el Congreso Eucarístico Internacional de Barcelona (1952), que de hecho significó el comienzo de la apertura al exterior con intercambios cada vez mayores en todos los términos, y también el fin de la sociedad cerrada de los años cuarenta, en que la imposición de una forma oscurantista y represora de entender la religión era omnipresente en todos los aspectos de la vida pública y privada. Asimismo, la Iglesia Católica española obtuvo numerosos beneficios económicos del régimen fascista en propiedades (el artículo 206 de la Ley Hipotecaria de 30 de diciembre de 1944 permitía a la Iglesia inmatricular bienes sin «título escrito de dominio», es decir, sin escrituras que acreditasen la propiedad). Se volvió a instaurar como antes de la República la asignatura de religión católica obligatoria y los que se habían casado por lo civil tuvieron que lidiar con todo tipo de dificultades; es más, en alguna ocasión desde la jerarquía eclesiástica se advirtió contra la extensión de los avales en favor de los vencidos que extendían los sacerdotes, pues, según el obispo de Cartagena, «Entidades oficiales se quejan de la facilidad con que algunos sacerdotes, llevados sin duda de la compasión, avalan la conducta de ciertas personas que no merecen tal servicio». Los maestros republicanos no pudieron volver al trabajo y fueron depurados (véase depuración franquista del magisterio español) y se consolidó una gran red de centros de enseñanza privada católica a costa de la pública y de la privada laica: por ejemplo, se suprimió la histórica Institución Libre de Enseñanza, la Residencia de Estudiantes y otras instituciones afines. A cambio se consintió el genocidio y la enorme represión de entre 114.000 y 150.000 personas, la gran mayoría católicos[cita requerida] o con el único crimen de desafección por el régimen o poseer afiliación sindical, muchos de ellos ejecutados sin que siquiera quedara consignado su nombre) después de la Guerra Civil, entre 1939 y 1943, cuando Franco cambió su política de limpieza étnica[cita requerida] al ver que Hítler iba a perder la guerra.
Con un lenguaje marcadamente agustinista, el Concordato de 1953 reconocía importantísimas áreas competenciales al papado, y una libertad de expresión y actuación de la que no gozaba ninguna otra institución ni individuo (cosa que produciría conflictos en el futuro), al tiempo que garantizaba a Franco el ejercicio del derecho de presentación de obispos que tradicionalmente correspondía los reyes (y que continuó vigente y utilizado hasta que Juan Carlos I renunció a él en julio de 1976).

En el nombre de la Santísima Trinidad..., en conformidad con la Ley de Dios y la tradición católica de la Nación española...
La Religión Católica, Apostólica Romana, sigue siendo la única de la Nación española y gozará de los derechos y de las prerrogativas que le corresponden en conformidad con la Ley Divina y el Derecho Canónico.
El Estado español reconoce a la Iglesia católica el carácter de sociedad perfecta y le garantiza el libre y pleno ejercicio de su poder espiritual y de su jurisdicción, así como el libre y público ejercicio del culto... la Santa Sede podrá libremente promulgar y publicar en España cualquier disposición relativa al gobierno de la Iglesia y comunicar sin impedimento con los Prelados, el clero y los fieles del país, de la misma manera que éstos podrán hacerlo con la Santa Sede.
Gozarán de las mismas facultades los Ordinarios y las otras Autoridades eclesiásticas en lo referente a su Clero y fieles.
Concordato con la Santa Sede de 27 de agosto de 1953: encabezamiento y artículos 1 y 2

Los católicos eran considerados como una de las familias del franquismo, y el nacionalcatolicismo como una de sus principales señas de identidad, al menos hasta el Concilio Vaticano II, pero eso no ocultaba la existencia de distintas corrientes dentro del complejo mundo englobado en la expresión "los católicos": desde posturas cercanas a la democracia cristiana europea (Joaquín Ruiz-Giménez), los activistas de la Acción Católica y sus secciones (presentes en el mundo laboral, a veces solapados e incluso enfrentados con la "familia nacionalsindicalista" o falangista), la prensa católica (Ángel Herrera Oria y el diario Ya) o la debatida actividad del Opus Dei, fundado en 1928 por José María Escrivá de Balaguer, algunos de cuyos miembros alcanzaron desde finales de los años cincuenta una considerable presencia en el mundo político (los ministros tecnócratas: Gregorio López Bravo, Laureano López Rodó) y económico (Banco Popular) viéndose afectados por la repercusión mediática y la instrumentalización política de algunos escándalos del final del franquismo (Matesa). Más tarde, el fundador sería beatificado (1999) y canonizado (2002) por Juan Pablo II, tras erigir a la Obra en una prelatura personal.

#### Persecución del Protestantismo durante la Guerra Civil y el Franquismo

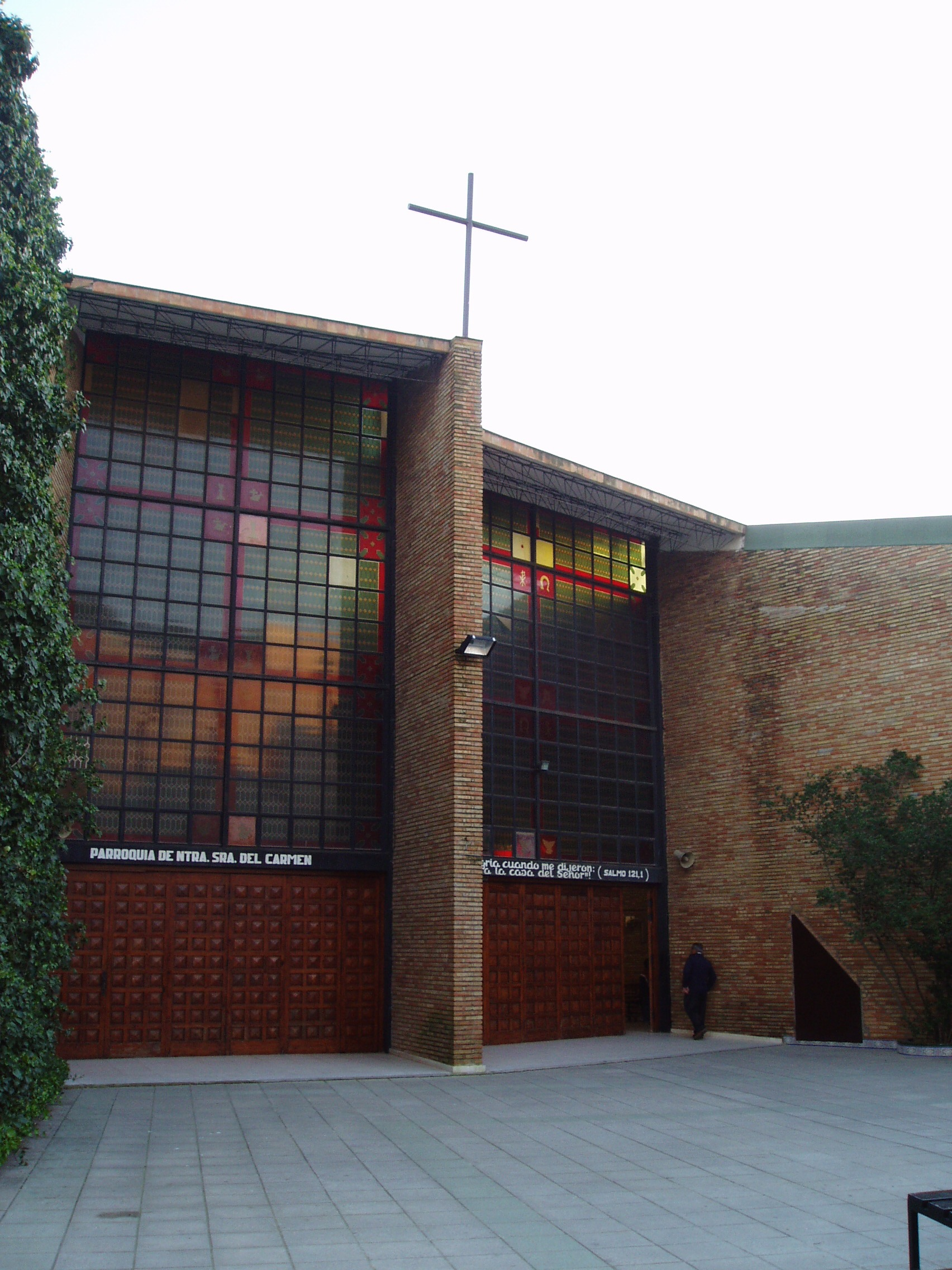
Iglesia de Nuestra Señora del Carmen en Punta Umbría (Huelva), de Miguel Fisac.

Durante la guerra civil española, el régimen franquista persiguió a los 30.000 protestantes españoles y obligó a muchos pastores a abandonar el país. Una vez acabada la guerra, se confiscaron las traducciones no católicas de la Biblia y se cerraron las escuelas protestantes. Al acabar la guerra se suprime la libertad de conciencia y el franquismo intenta borrar la memoria histórica del protestantismo español.
Aunque en el Fuero de los Españoles de 1945 se permitió la práctica privada, el protestantismo sufrió una situación de discriminación legal y los servicios protestantes siguieron estando prohibidos en público, hasta el extremo de no poderse realizar en edificios que estuvieran identificados exteriormente como lugares de culto.

### Aggiornamento
A partir del Concilio Vaticano II (que fue calificado como un aggiornamento o puesta al día), la Iglesia española experimentó profundas transformaciones, empezando por las relativas a la aplicación de sus consecuencias. Las más evidentes fueron los cambios litúrgicos: de la misa en latín a las lenguas vernáculas (en la mayor parte de España en idioma castellano, y en menor medida en las demás lenguas no oficiales en ese momento —catalán, gallego y vasco—, con alguna controversia). El aspecto tradicional de las iglesias, recargadas de imágenes, es sustituido en las de nueva creación por espacios diáfanos, vitrales abstractos y simplicidad decorativa, que deja un protagonismo máximo a los crucifijos de grandes dimensiones, lo que las hace asemejarse a los templos protestantes. Habían marcado el precedente las iglesias de los agustinos de Moratalaz y de los dominicos de Alcobendas (1955), ambas de Miguel Fisac, en ese momento próximo al Opus Dei. La música de órgano, el gregoriano y la polifonía pierden su monopolio, y comienza a ser habitual encontrarse con grupos musicales juveniles que introducen instrumentos propios del pop (guitarras, percusión) y cambian los hábitos por un atuendo más callejero, como hacen los mismos sacerdotes, no sin escándalo de la opinión más conservadora.
Cada vez se hizo más habitual la presencia de cristianos en la oposición al franquismo, incluyendo a miembros de la jerarquía apoyados por el pontificado de Pablo VI (considerado "progresista"), con notables escándalos, como el protagonizado por Monseñor Añoveros. Cabeza visible de esta corriente era Vicente Enrique y Tarancón, que ya se había hecho notar por su sensibilidad social en marzo de 1950 con una pastoral titulada El pan nuestro de cada día, y que demostró tener la confianza del Vaticano al suceder al "conservador" Casimiro Morcillo en el arzobispado de Madrid (1971, en un momento delicado, los últimos años de Franco, que aún ejercía el derecho de presentación de obispos). Tarancón, que había sido en los años 1950 secretario del Episcopado Español, fue nombrado presidente de la conferencia episcopal española (institución fundada en 1966).
En lo que empezó a denominarse comunidades cristianas de base se contó con la presencia de los llamados curas obreros, entre los que destacó el Padre Llanos, en el Pozo del Tío Raimundo (periferia chabolista de Madrid). Las Hermandades Obreras de Acción Católica (HOAC) empezaron a entrar en contacto con la actividad de los sindicatos clandestinos vinculados a los partidos ilegales (socialista o comunista), fundándose uno de inspiración cristiana: la USO (Unión Sindical Obrera). El mundo del nacionalismo vasco, siempre próximo al clero local, vio cómo al tradicional PNV se le añadía una escisión partidaria de la acción terrorista (ETA), que fue evolucionando hacia la ideología marxista y tercermundista. En el ámbito social, la presencia del clero fue esencial en el movimiento cooperativista de Mondragón (fundado por José María Arizmendiarrieta en 1956). En Cataluña, el Monasterio de Montserrat acogió en diversas ocasiones a movimientos catalanistas y de oposición al franquismo. Además de Unió Democràtica de Catalunya, el partido democristiano catalanista existente desde la Segunda República, se fundó en 1956 Crist i Catalunya o Catòlics Catalans, reconvertido en la Convergència Democràtica de Catalunya de Jordi Pujol, que tuvo en el mismo monasterio su asamblea fundacional el 17 de noviembre de 1974. Un momento de fuerte tensión fue la campaña Volem bisbes catalans! (¡Queremos obispos catalanes!), lanzada contra el nombramiento de Marcelo González Martín como arzobispo de Barcelona en 1967.
Más importante numéricamente fue la parte los obispos y de los movimientos católicos de actitudes más tradicionales o "conservadoras", incluso algunos que pueden considerarse próximos al búnker (ultraderecha): tanto en la jerarquía (Monseñor José Guerra Campos, de destacada actividad en las cortes franquistas, y fundador de la Hermandad Sacerdotal Española), como en movimientos de inspiración católica, pero cuya vinculación con la iglesia institucional es más lejana, y que se implicaron en actividades violentas (Guerrilleros de Cristo Rey).
Muchos clérigos y seglares católicos salieron al exterior en labores misionales, siendo especialmente importante la presencia de clérigos españoles en América Latina, donde algunos de ellos participaron en la construcción del movimiento denominado teología de la liberación, enfrentándose con las estructuras de poder político y económico, y con el mismo Vaticano (Ignacio Ellacuría, asesinado con otros jesuitas en El Salvador, o Pedro Casaldáliga que prosigue su actividad en Brasil).
Pero lo que puede considerarse como cambio más llamativo de la última etapa del franquismo fue la secularización de la sociedad española. La modernización económica, la emigración del campo a la ciudad o a Europa, la influencia del turismo y la apertura al exterior, fueron todos factores que influyeron en una cada vez mayor liberalización de las costumbres: crisis de la familia tradicional, búsqueda de la planificación familiar, uso de anticonceptivos, relaciones prematrimoniales, nuevas formas de ocio, movimientos juveniles, un incipiente feminismo... Los valores de la sociedad de consumo, urbana e industrial prevalecían sobre los valores de la sociedad preindustrial. El distanciamiento que grupos cada vez mayores de la población española demostraban con sus actitudes y opiniones no tenía que ver, como en los años anteriores a la guerra civil, con un anticlericalismo violento. Tampoco era consecuencia de las consignas políticas de izquierda, de seguimiento minoritario, que consideraban a la Iglesia como uno de los "poderes fácticos". La "España real" se alejaba cada vez más de la "España oficial", y junto a esta, de lo que se identificaba con ella, incluidas las prácticas religiosas, a pesar de las transformaciones que pretendían hacerlas atractivas para jóvenes y gentes de sensibilidad avanzada. La llamada crisis de vocaciones amenazaba con vaciar los seminarios y los conventos, al tiempo que, por otros motivos, se llenaba la cárcel especial para religiosos y se acumulaban peticiones se secularización de sacerdotes. Los tiempos de la posguerra, en que hubo incluso reclutamiento de "vocaciones tardías", habían quedado atrás.

Desde el final de la Guerra Civil y durante la década de los cuarenta el número de seminaristas mayores pasó de unos dos mil a ocho mil, cifra alcanzada en 1952, que se mantendrá con cierto crecimiento hasta 1964. Este número convertía al clero español en el más joven de Europa y porcentualmente por encima de la media europea e incluso mundial.
En la década de los sesenta comienza un continuo descenso. En 1962 la proporción era de un sacerdote por cada 1.228 habitantes; al final del franquismo sería de uno por cada 1.468. A partir de 1962 se reduce el número de regulares no sólo por el descenso de los ingresos, sino también por el creciente número de abandonos sobre todo entre los religiosos varones: 2.639 entre los años 1966 y 1971. En 1963 sólo 167 habían abandonado su ministerio; dos años más tarde la cifra ascendía a 1.189, para alcanzar la cifra de 3.700 en 1970. Muchos de ellos confesaban sentirse insatisfechos con el celibato.

### Democracia
1. Se garantiza la libertad ideológica, religiosa y de culto de los individuos y las comunidades sin más limitación, en sus manifestaciones, que la necesaria para el mantenimiento del orden público protegido por la ley.
2. Nadie podrá ser obligado a declarar sobre su ideología, religión o creencias.
3. Ninguna confesión tendrá carácter estatal. Los poderes públicos tendrán en cuenta las creencias religiosas de la sociedad española y mantendrán las consiguientes relaciones de cooperación con la Iglesia católica y las demás confesiones.

Artículo 16 de la Constitución española de 1978

La Constitución de 1978, aun proclamando la libertad religiosa, otorga un tratamiento especial de la Iglesia católica. Mucho más compromisos por parte del Estado obtuvo el Vaticano en los Acuerdos entre el Estado español y la Santa Sede de 1979, tildados por algunos juristas de preconstitucionales. Una parte de esas concesiones fue la garantía de continuidad de la financiación de la Iglesia católica, que incluso ha ido más allá del Concordato, que preveía la autofinanciación en un futuro que sucesivamente se ha ido retrasando, aunque los últimos acuerdos lo hacen parecer próximo. Como procedimiento para los pagos, el Ministerio de Hacienda estableció en 1988, como solución temporal con visos a la autofinanciación de la Iglesia para 1991, un porcentaje del IRPF (impuesto de la renta) de los contribuyentes que marcan voluntariamente una casilla en la declaración de la renta (un tercio del total de declaraciones) sin que esto suponga para ellos pagar más. Ese porcentaje fue inicialmente del 0,5239%, que se complementaba cada año con una aportación adicional. En 2006, el gobierno de José Luis Rodríguez Zapatero reformó este sistema de financiación elevando al 0,70% la cuota correspondiente a la casilla. Desde 2008, la cantidad aportada ha sido de unos 250 millones de euros al año.
Además de eso, la Iglesia goza de exenciones de impuestos (que están siendo cuestionadas por la Unión Europea), y subvenciones a múltiples instituciones por muy distintas razones, normalmente en atención a su función social (educativa, asistencial, cultural, preservación del patrimonio, etc.). Las demás confesiones religiosas suelen quejarse por no recibir un trato semejante.

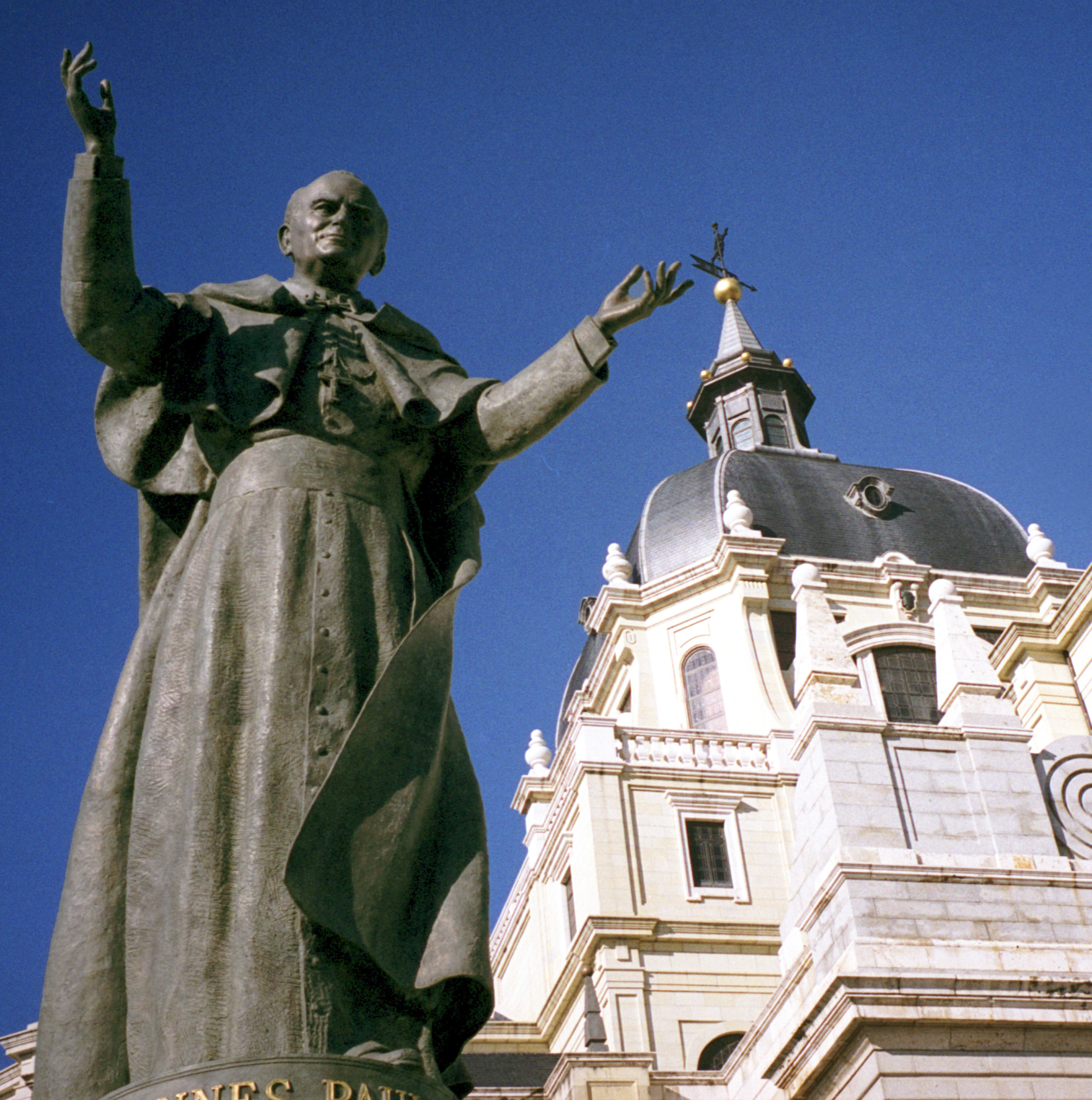
Estatua de Juan Pablo II ante la Catedral de la Almudena de Madrid, la última construida en España y la única de toda su historia que ha sido consagrada por un Papa.

La Conferencia Episcopal Española suele presentarse por los medios de comunicación dividida entre obispos de dos sensibilidades: "moderada" (ya no suele utilizarse el término "progresista" de los años 1970), y "conservadora", ganando terreno esta última a partir de los años 1980 durante las presidencias de Elías Yanes, Antonio María Rouco Varela y Ricardo Blázquez Pérez. También se han reflejado tensiones territoriales que reproducen las existentes en la configuración autonómica del estado. Se ha llegado a solicitar al Vaticano la constitución formal de una conferencia separada o Provincia Tarraconense para las diócesis catalanas, que suelen coordinarse entre sí. De un modo similar también lo hacen las diócesis vasconavarras. A pesar de todo ello, la sujeción a la autoridad papal, transmitida directamente o mediante la figura del Nuncio apostólico ha hecho que fueran escasos los momentos que pueden considerarse verdaderamente problemáticos. Quizá los más notables fueron los protagonizados por la actitud polémica hacia el terrorismo de ETA del obispo de San Sebastián José María Setién, que no obstante siempre recibió la solidaridad de la Conferencia. Mucha menor trascendencia han tenido algunos enfrentamientos entre diócesis, como la de los pueblos aragoneses que han pasado a depender de la diócesis de Barbastro-Monzón y reclaman su patrimonio artístico que está depositado en Lérida, en un litigio que ha llegado al Vaticano y aún no está resuelto.
Las comunidades cristianas de base (cuya presencia social no parece haber aumentado desde la época de los curas obreros), y movimientos como la Asociación de Teólogos Juan XXIII (Enrique Miret Magdalena, Juan José Tamayo), se han distanciado notablemente de la jerarquía eclesiástica, planteando varias líneas de divergencia:
- movimiento por el celibato opcional
- cuestionamiento del papel de la mujer en la Iglesia (mucho menos radical que en las confesiones protestantes de Estados Unidos y el Norte de Europa)
- opción preferencial por los pobres (en la actualidad, el caso de la parroquia de San Carlos Borromeo en Vallecas, Madrid)

En cambio, las visitas a España de Juan Pablo II, desde 1982, permitieron la visibilización de la fuerza del catolicismo "tradicional", pasada la Transición. Es muy notable que las movilizaciones masivas contra determinados proyectos políticos hayan sido mucho más importantes en los últimos años (sobre temas relativos a la enseñanza y el matrimonio igualitario) que los realizados en los años 1980 contra el divorcio y el aborto. La posibilidad de crear un partido confesional, descartada desde la Transición, se ha vuelto a considerar como una de las posibles reacciones al terreno perdido en lo que tanto desde el Vaticano como desde la jerarquía eclesiástica se considera una viña devastada por los jabalíes del laicismo y un país de misión.

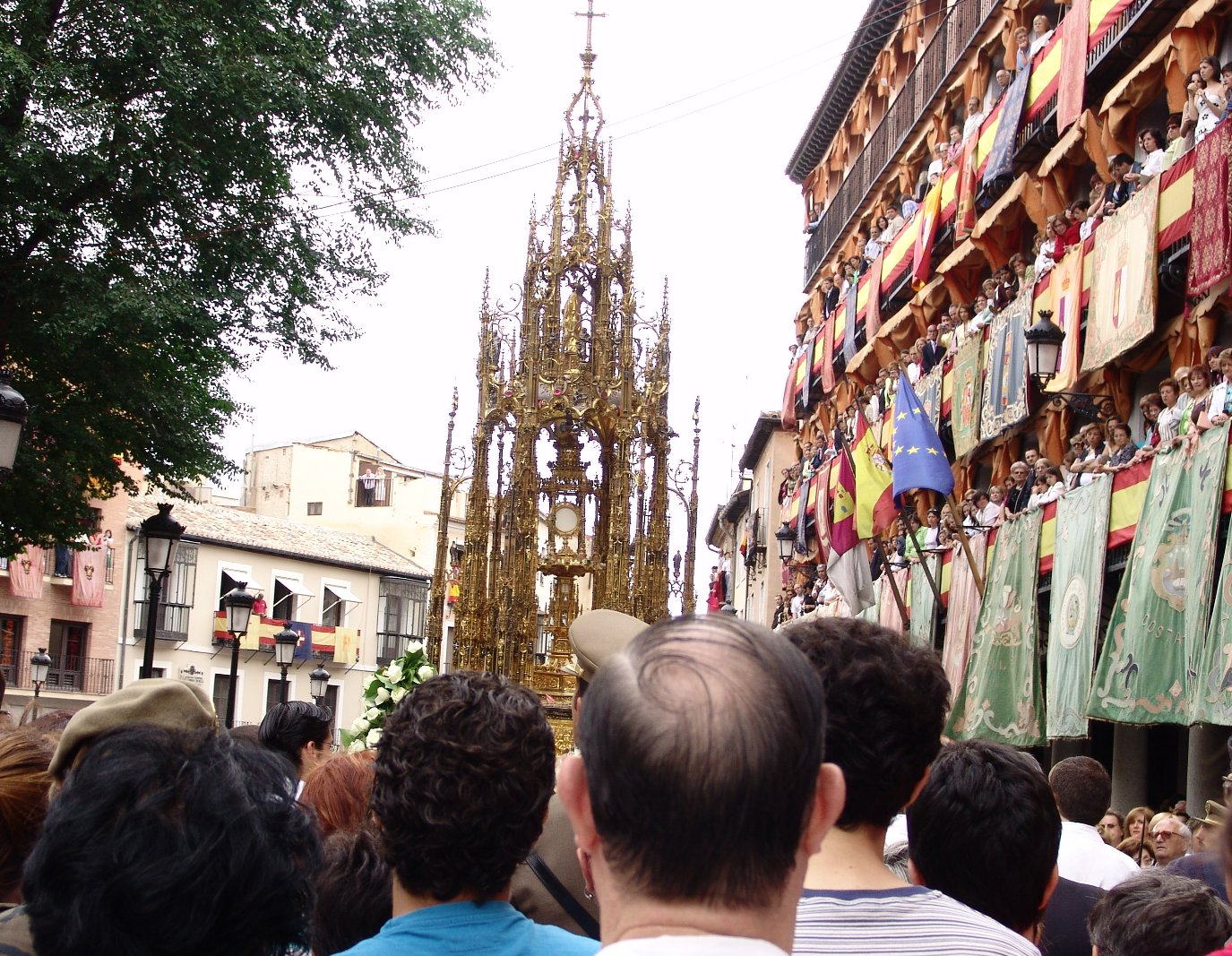
Procesión de la Custodia el día del Corpus Christi en Toledo.

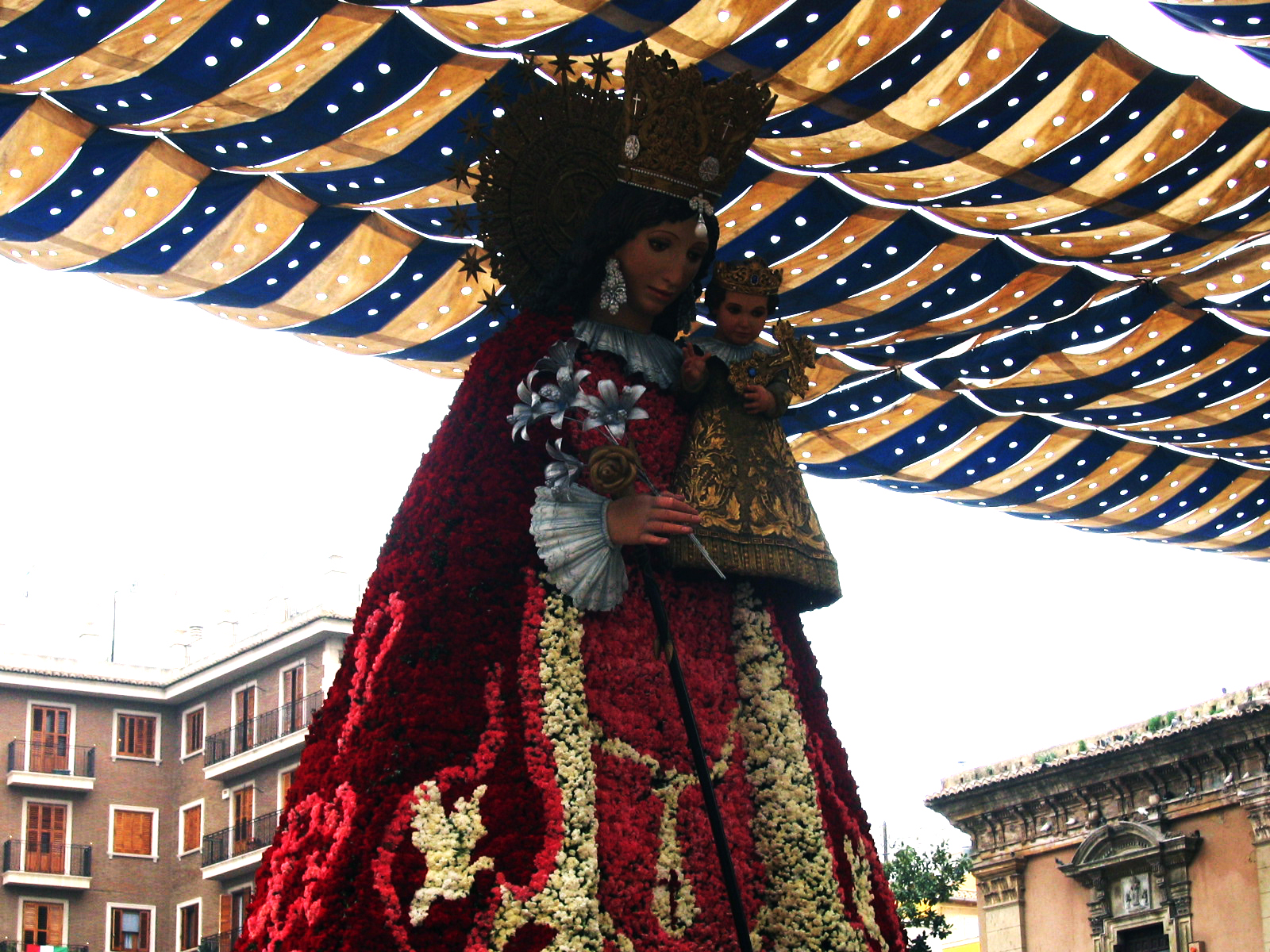
La Virgen de los Desamparados, en Valencia, es objeto de una espectacular ofrenda floral, una de las muestras de devoción mariana que hacen de España lo que se ha dado en llamar la "Tierra de María Santísima".

## Cristianismo en la España actual

### Estadísticas de adscripción religiosa
¿Cómo se define Ud. en materia religiosa: católico, creyente de otra religión, no creyente o ateo? 
- Católico 72,1 %
- Creyente de otra religión 2,4 %
- No creyente 13,3 %
- Ateo 9,8 %
- No contesta 2,3 %

Pregunta 24 del Barómetro del CIS de mayo de 2016[actualizar] 

¿Con qué frecuencia asiste Ud. a misa u otros oficios religiosos, sin contar las ocasiones relacionadas con ceremonias de tipo social, por ejemplo, bodas, comuniones o funerales? (preguntado sólo a quienes se definen como católicos o creyentes de otra religión)
- Casi nunca 59,4 %
- Varias veces al año 14,7 %
- Alguna vez al mes 8,8 %
- Casi todos los domingos y festivos 14,2 %
- Varias veces a la semana 1,8 %
- No contesta 1,1 %

Pregunta 24a[actualizar] 

Según estadísticas comparativas obtenidas a partir de datos de las distintas diócesis católicas, España es el octavo país católico del mundo por número de fieles: 37 165 000 (un 87,79 % de un total de 42 335 000 habitantes), y su estructura institucional es de las más desarrolladas (70 diócesis, 25 281 sacerdotes -16 920 de ellos diocesanos y el resto "religiosos"- 176 diáconos permanentes, 13 364 religiosos masculinos 52 243 religiosas femeninas y 22 680 parroquias). Los sucesivos barómetros del CIS reducen el porcentaje de católicos algo más del 70 %, con mayoría de católicos no practicantes.
El porcentaje de contribuyentes que marcan la cruz en la declaración de la renta para el sostenimiento de la Iglesia es menor, en torno a un tercio.

### Secularización y pervivencia de la religiosidad popular
La vida de la mayoría de los españoles sigue incluyendo la asistencia a la iglesia para los distintos sacramentos cristianos (bautizo, comunión, boda, funeral), aunque el porcentaje de seguimiento de estas prácticas se ha reducido sustancialmente: las bodas civiles han pasado del 24 % en 2000 al 44 % en 2006. Los nombres que se ponen a los hijos siguen siendo los cristianos, incluso entre los no creyentes. El ritmo laboral sigue marcado por las "fiestas de guardar" (sea cual sea el valor espiritual que les den los que las disfrutan, puesto que domingos, festivos y vacaciones están casi mayoritariamente secularizados y sometidos a las nuevas formas de ocio). No hay en España un debate similar al francés para la "multiculturalización" del calendario de fiestas.
La secularización generalizada de todos los ámbitos de la vida social, hace que se produzcan interferencias entre las creencias particulares de los católicos y lo que se espera socialmente del ejercicio de algunas actividades profesionales, notablemente en el caso de los médicos y los farmacéuticos. Se han llegado a dar conflictos en este ámbito, utilizando un considerable número de ellos el recurso a la objeción de conciencia en temas como la práctica legal de abortos, la dispensación de anticonceptivos y la llamada píldora del día siguiente. En el caso de los jueces, la aplicación de la ley del matrimonio igualitario ha suscitado también un intento similar, que no ha sido admitido por el Consejo General del Poder Judicial.
Las manifestaciones multitudinarias siguen significando movilizaciones de identidad local, regional o nacional: Semana Santa en España, Romería del Rocío, Procesión del Corpus de Toledo, Misterio de Elche, pasiones vivientes, ciclo festivo de la Navidad (con costumbres como el belenismo, o los regalos de Reyes), cofradías que presiden la vida social de algunas localidades (blancos y azules en Lorca), devociones muy extendidas en determinados colectivos (rosarios, novenas, vigilias, campanilleros...). Desde un punto de vista quizá frívolo, pueden considerarse las fiestas de moros y cristianos, muy significativas por la identificación con la concepción de la historia que transmiten, con un referente religioso al fin y al cabo.
En muchas localidades rurales, la misa dominical sigue siendo el principal acto social.[cita requerida] Los ritmos anuales ligados a la naturaleza y la agricultura siguen siendo importantes en las zonas rurales, y hacen que las festividades religiosas ligadas a la cosecha de cereal y a la vendimia sigan siendo muy importantes (San Juan, la Virgen de Agosto...). En cambio el carnaval, considerado tradicionalmente como una "contrafigura" de la Semana Santa, se ha secularizado por completo. En el lado contrario, la identificación local (Monserrat), localista (Virgen de los Desamparados, Virgen de la Macarena) o "hispánica" (Virgen del Pilar, Virgen de Covadonga), de profundo arraigo en una sensibilidad fácilmente manipulable, permite la instrumentalización política de las devociones religiosas, que sin llegar a la violencia de épocas pasadas, produce puntualmente algún escándalo (por ejemplo los suscitados por las parodias de Els Joglars).

### España, tierra de María Santísima
Juan Pablo II tuvo en sus visitas a España varias referencias a este tópico.

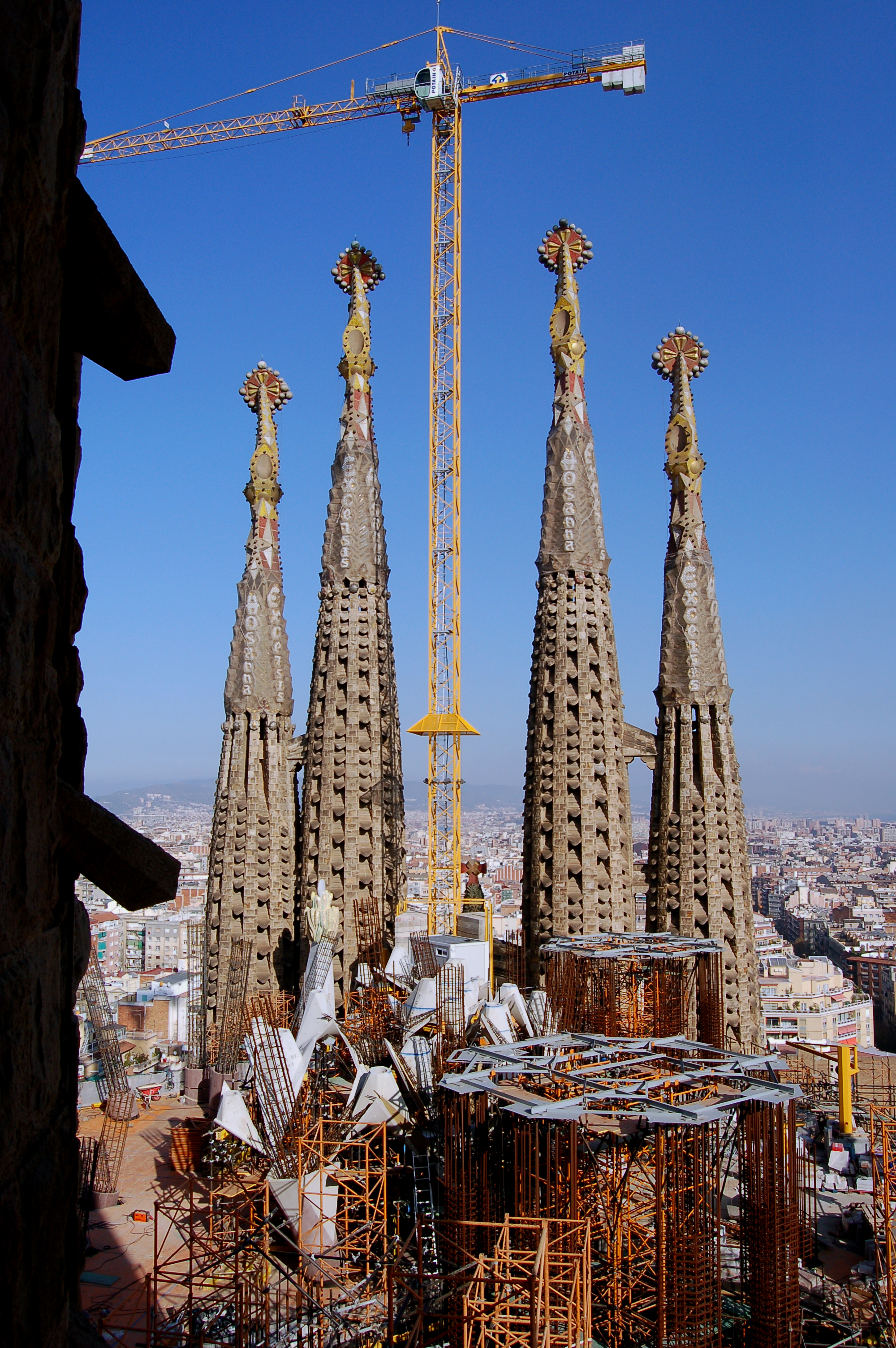
La construcción del Templo Expiatorio de la Sagrada Familia de Barcelona, iniciado por Gaudí, es muestra de la pervivencia del cristianismo como religión ampliamente mayoritaria en España contemporánea.

Os llevo a todos en mi corazón, hasta siempre España, tierra de María Santísima
Discurso en la Plaza de Colón de Madrid

 En otra alocución, en el Rocío, puede interpretarse que se refiere tanto a España como de forma restringida a Andalucía, que también suele exhibir ese lema: 

Esa devoción mariana, tan arraigada en esta tierra de María Santísima
Discurso en El Rocío

## Nuevas instituciones
La persistencia de la dificultad de renovación de vocaciones religiosas ha producido el envejecimiento del clero (la media de edad de los sacerdotes en activo es de 63,3 años) e incluso dificultades graves en la atención parroquial (de las 23 286 parroquias, 10 615 no tienen sacerdote residente). A pesar de todo ello, los últimos años se han caracterizado por una intensificación de la presencia social de personas e instituciones vinculadas a la Iglesia católica, notable en muchos ámbitos:

### ONG
Cáritas, organizada a nivel diocesano y con una confederación estatal, es la más importante ONG española, y organiza un numeroso voluntariado en distintos programas contra la pobreza, la marginación y otros problemas sociales.

### Centros sanitarios y asistenciales
Existen numerosos centros sanitarios y asistenciales que son propiedad de la Iglesia o están dirigidos por eclesiásticos o religiosos. Según cifras de 2013,[actualizar] se trata de 68 hospitales, 57 ambulatorios, 801 hogares para ancianos e inválidos, 264 guarderías, 227 orfanatos, 176 consultorios familiares y otros centros para diversos fines.

### Educación confesional cristiana
La educación religiosa está muy extendida, no tanto por los colegios privados (de pago), como, en su mayoría, a través de colegios concertados. Estos últimos mantienen un ideario fijado por la propiedad (la gran mayoría de ellos de inspiración religiosa), pero son gratuitos, subvencionados por las administración pública a través de un concierto (aunque en la práctica los padres han de afrontar un coste económico algo mayor que en los colegios públicos a través de las actividades extraescolares o las asociaciones teóricamente voluntarias, el uniforme, etc); escolarizan a más del 30% de los alumnos en los niveles obligatorios. Según el semanario Alfa y Omega, cerca de 1,4 millones de niños asisten a centros educativos de la Iglesia.
La asignatura de religión es de oferta obligada en todos los colegios e institutos, y optativa para los alumnos. Su elección es mayoritaria con un 77% del alumnado que la cursa, aunque existe una tendencia decreciente en el tiempo y con la edad de los alumnos. Tras distintos cambios de modelo desde la Transición (en que la asignatura de religión dejó de ser obligatoria), actualmente (curso 2010-2011) la clase de religión cuenta con una alternativa no confesional (Historia y Cultura de las Religiones) y con "Medidas de Atención Educativa" si el alumno no opta por ninguna de ellas. Si el número de alumnos que lo pidiera fuera suficiente, las autoridades educativas también deben ofrecer enseñanza religiosa en otras confesiones de "notorio arraigo" (protestantismo, judaísmo o islam). La contratación y pago de los profesores de religión corresponde a la administración educativa, pero su elección corresponde al obispo de cada diócesis, que puede no renovarlos si su conducta (incluso su vida privada o extraescolar) no se atiene a lo que este considera apropiado por cuestiones morales o doctrinales. Esta peculiar relación laboral ha sido objeto de varios litigios, pero está avalada por la jurisprudencia del Tribunal Constitucional.
Asimismo, a nivel asociativo se encuentran la asociación de padres católicos CONCAPA (Confederación Católica de Asociaciones de Padres de Alumnos) y las patronales de colegios religiosos FERE (Federación Española de Religiosos de la Enseñanza) y CECE (Confederación Española de Centros de Enseñanza). La FERE no siempre es coincidente con las orientaciones de los obispos, al menos en la actual polémica por la objeción a la asignatura de Educación para la Ciudadanía, de la que son partidarios de contemporizar. La CECE, por otra parte, se opone frontalmente a la asignatura.
Mucha menor presencia en el alumnado tienen las universidades privadas (8% del alumnado), entre las que las de orientación cristiana son numerosas (San Pablo CEU, ESADE, Universidad de Deusto, Universidad de Navarra, Universidad Ramon Llull...), varias de ellas gestionadas por los jesuitas. La Universidad Católica San Antonio (Murcia), vinculada al Camino neocatecumenal de Kiko Argüello (un movimiento laico católico de creciente influencia), ha tenido incluso algunos roces con el episcopado de esa diócesis. Siguen existiendo las antiguas Universidades Pontificias (Salamanca y Comillas).

### Medios de comunicación
Prensa
Desaparecido el diario Ya (de la Editorial Católica) no se ha conseguido alcanzar su nivel de influencia. Los responsables de comunicación en distintos niveles eclesiásticos han realizado algunos intentos para producir órganos de difusión escrita más modernos y sofisticados que las tradicionales hojas parroquiales. Uno de ellos es la revista Alfa y Omega de la Archidiócesis de Madrid, distribuida como suplemento con el periódico ABC.
Radio
La COPE es una cadena de emisoras cuya propiedad es de la Conferencia Episcopal. Durante el gobierno de José Luis Rodríguez Zapatero (PSOE, 2004-2011), la COPE empleó una estrategia de confrontación permanente al gobierno, convirtiéndose en uno de los principales voceros de la derecha política y social en España. El protagonismo en ello del periodista radiofónico Federico Jiménez Losantos ha contado con diferentes grados de aceptación y rechazo dentro de la misma jerarquía.
Televisión
Aunque ha habido intentos, la Iglesia católica no ha conseguido que ninguna televisión generalista de las de amplia audiencia tenga orientación religiosa. Popular TV (del mismo grupo de comunicación que la COPE) y Trece han alcanzado hasta ahora una difusión limitada.
Internet
Internet dispone de multitud de sitios web en que distintas instituciones católicas se presentan. Su influencia, o al menos su repercusión mediática es inferior a las de otros foros.

## El crecimiento actual de otras confesiones cristianas
Con la libertad de culto garantizada por la Constitución de 1978 se produjo un crecimiento de las confesiones cristianas distintas al catolicismo. Tiene un alcance limitado en el conjunto de la población, pero muy importante en grupos que pueden ver en la religión un mecanismo de preservación de la identidad:
- Evangelicalismo entre la población gitana y los inmigrantes latinoamericanos.
- Iglesias ortodoxas entre los inmigrantes rumanos (utilización compartida de parroquias católicas y construcción de una gran iglesia en Alcalá de Henares)[153] y búlgaros.

### Protestantes

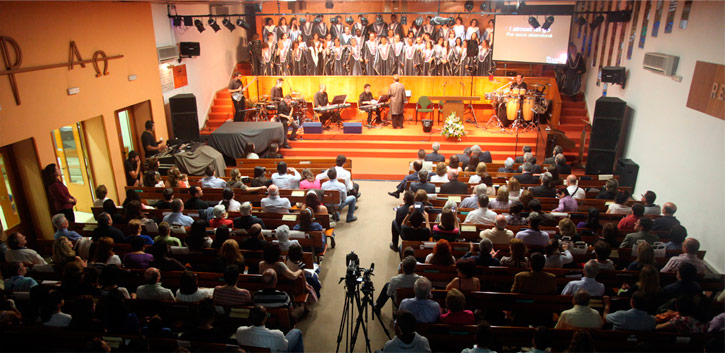
Interior de templo Bautista en Madrid

Según el censo INE 2008 en España el número de protestantes alcanza el 1 200 000 fieles, de los cuales 400 000 son españoles de origen y 800 000 son inmigrantes, sobre todo latinoamericanos y europeos. En 2011, se calculaban un millón y medio de protestantes, con casi tres mil templos, lo que permitía declarar al presidente de la Federación de Entidades Religiosas Evangélicas de España (FEREDE): "Somos, sin duda, la segunda confesión religiosa en España por presencia y por relevancia social".
Las distintas confesiones protestantes españolas vieron estimuladas a constituir conjuntamente esa institución (10 de noviembre de 1992) para posibilitar el diálogo con el Estado español, dado que se consideró al protestantismo como una de las religiones de notorio arraigo, condición que comparte con el islam y el judaísmo (no obstante, cada una de las confesiones tiene que inscribirse separadamente en el Registro de Entidades Religiosas del Ministerio de Justicia).

### Cristianos ortodoxos y orientales
Desde 1895 hay actividad religiosa del cristianismo ortodoxo u oriental en España, actualmente en dos parroquias diferentes, cada una dependiente de su patriarcado: la parroquia de San Andrés y San Demetrio (Madrid, 1949, consagrada en 1973) de la Iglesia ortodoxa de Grecia, que depende de Constantinopla a través del exarca de París; y la parroquia de la Santísima Virgen María (1979, aún sin templo propio) de la Iglesia Ortodoxa Rumana, dependiente del Patriarcado de Rumanía. 
Actualmente, los diferentes Patriarcados históricos se han establecido en el país, aglutinando las diferentes procedencias étnicas de los fieles, constituidas en parroquias estables con sus organizaciones pertinentes. El número de adeptos ortodoxos comenzó a aumentar a principios de la década de 1990, cuando España experimentó una afluencia de trabajadores migrantes de Europa del Este. En 2024 se pueden contabilizar, en el conjunto del Estado, un millón de fieles ortodoxos aproximadamente. La nacionalidad dominante entre los adeptos ortodoxos españoles es la rumana (aproximadamente, unos 670.000 rumanos residen en territorio español), seguidos de los búlgaros (~ 120.000), ucranianos (~ 110.000), rusos (~ 80.000), moldavos (~ 20.000), georgianos (~ 18.000) y otros grupos minoritarios (griegos, serbios, del Próximo Oriente, etc.).

### Exposiciones y catálogos
- Las Edades del Hombre (serie de catorce exposiciones temáticas en distintos lugares de Castilla y León desde 1988 hasta 2007) página web oficial
- La Llum de les Imatges (en idioma castellano, La Luz de las Imágenes), fundación valenciana que a través de la Generalidad ha restaurado numeroso patrimonio eclesiástico mueble e inmueble y ha organizado varias exposiciones de temática religiosa en todas las catedrales y concatedrales, diócesis actuales y antiguas de la Comunidad Valenciana, como la primera en Valencia en 1999 y otras en Segorbe, Orihuela (Alicante), Sant Mateu (Castellón, diócesis de Tortosa), Alicante, Játiva (Valencia, antigua sede episcopal), Castellón y actualmente (2009-2010) de nuevo en Valencia en donde la exposición titulada La gloria del Barroco muestra en varias iglesias de este estilo de la ciudad de Valencia muestras del arte barroco eclesiástico de la Comunidad.«La Luz de las Imágenes». Archivado desde el original el 2 de marzo de 2009. Consultado el 20 de junio de 2010.
- Christus Splendor in Charitate: veinte siglos de cristianismo en España (Barcelona, 2004)
- Inmaculada (Madrid, 2005)
- La Edad de un Reyno (Pamplona, 2006)
- Hispania Gothorum (Toledo, 2007)